# 小田急小田原線
小田原線（おだわらせん）は、東京都新宿区の新宿駅から神奈川県小田原市の小田原駅を結ぶ、小田急電鉄（小田急）の鉄道路線である。当路線単体、または小田急電鉄の全路線を指して小田急線とも呼称される。
駅ナンバリングで使われる路線記号はOHで、番号は当路線の新宿駅から直通運転先である小田急箱根鉄道線（箱根登山電車）、さらに鋼索線（箱根登山ケーブルカー）・箱根ロープウェイを経て、芦ノ湖にある箱根海賊船の元箱根港までを一体とする連番で振られており、小田急小田原線は青色（）、小田急箱根鉄道線・鋼索線・箱根ロープウェイ・箱根海賊船は赤茶色（）で描かれている。

## 概要
小田原線は、「小田原急行鉄道」として創業した小田急電鉄の基幹路線で、新宿副都心にあるターミナル駅の新宿駅から、東京都南多摩地域の町田市や神奈川県央地域の厚木市などを経由して神奈川県西部地域の中心駅である小田原駅を結ぶ路線である。
小田原駅から小田急箱根鉄道線（箱根登山電車）に直通し、新宿駅 - 箱根湯本駅間を結ぶ有料特急「ロマンスカー」も頻繁に運転されている。また、支線の江ノ島線や多摩線に直通する列車も多く、代々木上原駅からは東京地下鉄（東京メトロ）千代田線・東日本旅客鉄道（JR東日本）常磐緩行線とも相互直通運転する一方で、一部の特急列車が新松田駅北側にある松田駅に通じる連絡線を経由して東海旅客鉄道（JR東海）御殿場線と直通運転を行っている。東京都心への通勤・通学路線と箱根・湘南江の島などへの観光路線という2つの顔を持つ路線で、新宿寄りの代々木上原駅 - 登戸駅間 (11.7 km) は複々線化されている。
新宿駅 - 小田原駅および新宿駅 - 江ノ島線藤沢駅間は途中経路は異なるものの、JR東日本の湘南新宿ラインと競合関係にある。運賃は本路線の方が安く、快速急行を設定するなど速達性を高めてJRに対抗している。
路線は武蔵野台地から出て多摩川を渡り、多摩丘陵を津久井道に沿った谷で貫き、境川を越えて相模野台地に入る。台地を下ると相模平野に入り、相模川を越えてもしばらく平野と台地が続く。丹沢山地の麓が近づくと勾配と曲線がきつくなり、登り切ると秦野盆地に入る。トンネルを通過して酒匂川支流の四十八瀬川沿いの渓谷を走り、急カーブが多く速度は低下する。新松田駅からは酒匂川の本流沿いの足柄平野を走り、再び速度を上げて一路小田原駅を目指す。線形は台地や平地では直線区間が多く、丘陵地帯では曲線が多くなるが、全線に渡って半径は緩めにとってある場合が多い。急行は直線部では100 km/hで走行し、曲線部では80 - 90 km/h程度で通過する。
本厚木駅から新松田駅まで国道246号（大山街道・矢倉沢往還）が並行する。

### 路線データ
- 路線距離：82.5 km
- 軌間：1067 mm
- 駅数：47駅（起終点駅含む）
- 複線区間：全線
  - 三線区間：登戸 - 向ヶ丘遊園間（0.6 km、上り2線・下り1線、暫定）
  - 複々線区間：代々木上原 - 登戸間（11.7 km、後述の複々線化事業も参照）
- 電化区間：全線（直流1500 V）
- 閉塞方式：自動閉塞式
- 保安装置：D-ATS-P
- 最高速度：110 km/h[1]

## 沿線風景

### 新宿 - 新百合ヶ丘
小田急百貨店新宿店の1階、地上4面3線・地下3面2線の新宿駅を発車すると、すぐに地上線と地下線が合流して渋谷区に入る。合流地点には東京都道414号四谷角筈線の踏切がある。この踏切までの区間の上空には人工地盤が構築され、その上部は新宿サザンテラスとなっている。踏切を通過すると間もなく南新宿駅へ到着する。この付近は副都心の新宿から1 km程度しか離れていないにも関わらず大変閑静な住宅街であり、そのせいか同駅はターミナル駅の隣とは思えないほど利用客が少ない。明治神宮への参道がある参宮橋駅を発車すると、しばらく直線区間を走り、代々木八幡駅へ。この駅は急カーブ（同線で最も急な半径200メートル）上にあり、制限速度45 km/hで徐行しながら、西へと向きを変える。直後に東京都道317号環状六号線（山手通り）の跨線橋を潜り、さらに東京メトロ千代田線が上下線の間から地上に出てきて合流、そのまま27‰の急勾配で高架へ上り、2面4線の代々木上原駅に到着する。

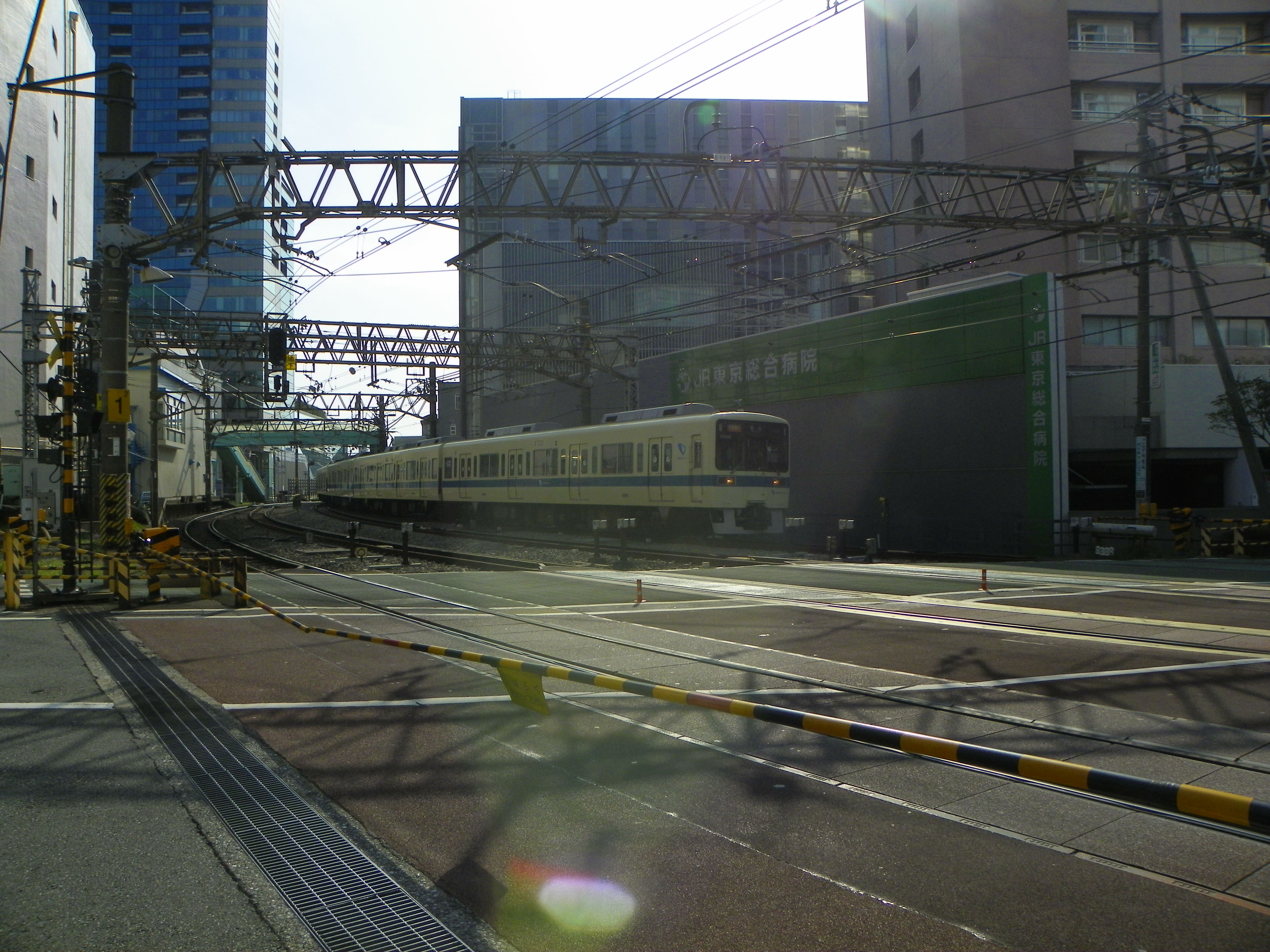
新宿駅 - 南新宿駅間の東京都道414号の踏切
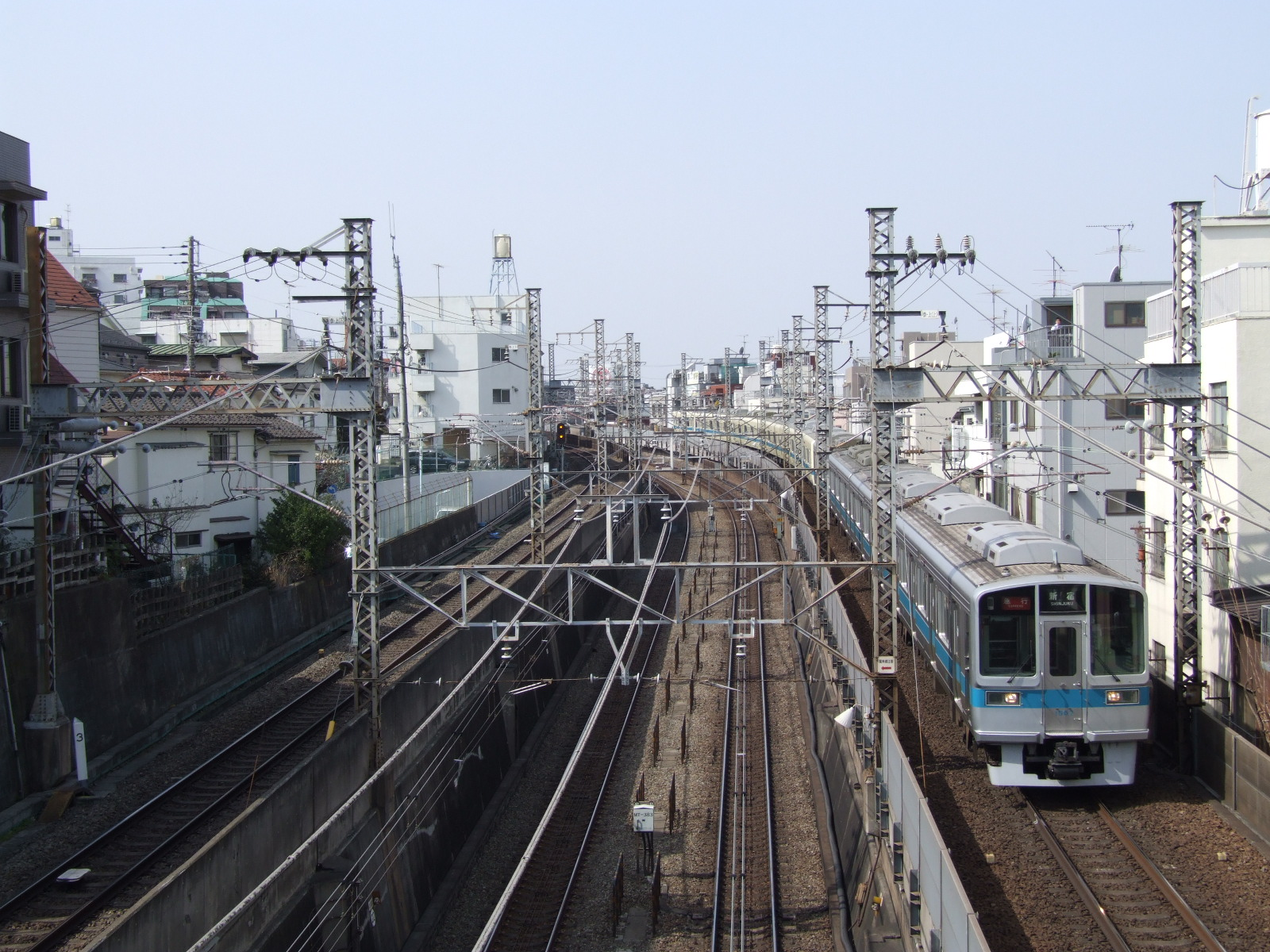
代々木上原駅手前の小田原線と千代田線の併走区間。内側2線が千代田線の線路、外側が小田原線の線路

代々木上原駅から先は複々線区間となり、東京メトロ千代田線の引き上げ線を横目に高架から35‰の急勾配で地下に潜り下北沢トンネルに入る。下北沢トンネルは剛体架線のため最高速度は90km/hである。
世田谷区に入って、東北沢駅へ到着。ここまでは外側2線が急行線、内側2線が緩行線の形態だが、急行線は駅の小田原寄りから下り勾配となり、緩行線の直下を走行する2層式形態となる。次の京王井の頭線と交差・接続する下北沢駅では、地下1階のホームが緩行線、地下2階のホームが急行線と、乗り場が分かれている。
下北沢駅を発車すると緩行線は世田谷代田駅へ至るが、急行線は駅直下を通過するためホームを視認できない。東京都道318号環状七号線（環七通り）の下をくぐり、35‰の急勾配で地上へ出ると緩行線と急行線が横並びとなり、高架区間となって梅ヶ丘駅へ。梅ヶ丘 - 登戸間の複々線は、内側2線が急行線、外側2線が緩行線である。同駅の近くに羽根木公園があり、梅のシーズンには大変賑わっている。その後、東急世田谷線と交差して豪徳寺駅に到着する。上り急行線に通過線を持つ2面5線の経堂駅には、小田原線開業時には車庫があった。次の千歳船橋駅、その先で東京都道311号環状八号線（環八通り）・東京都道428号高円寺砧浄水場線（荒玉水道道路）と交差して祖師ヶ谷大蔵駅に至る。環八通り乗越え部分の下り急行線・下り緩行線部分は1971年に先行し完成していた高架橋を耐震補強のうえ流用しており、また上下線とも4線全体を跨ぐ往時のトラス架線柱に揃えてある。その後仙川を渡ると高架から一気に地下（掘割）に潜り、2面4線の成城学園前駅に到着する。この駅の真上には、2006年9月29日に駅ビル成城コルティが完成した。
成城学園前駅を発車すると再び地上へ戻り、喜多見検車区への引き込み線を右へ分岐しながら高架を上り、野川を渡るとすぐに喜多見駅に到着。ここで東京23区を抜け狛江市に入り、狛江駅へ。やや左へカーブし、和泉多摩川駅を発車すると間もなく多摩川を渡る。橋を渡り終えると神奈川県（川崎市多摩区）に入り、JR南武線と交差し2面4線の登戸駅に到着する。登戸駅を発車するとすぐに下り緩行線が下り急行線に合流し、ここから先は3線となる。

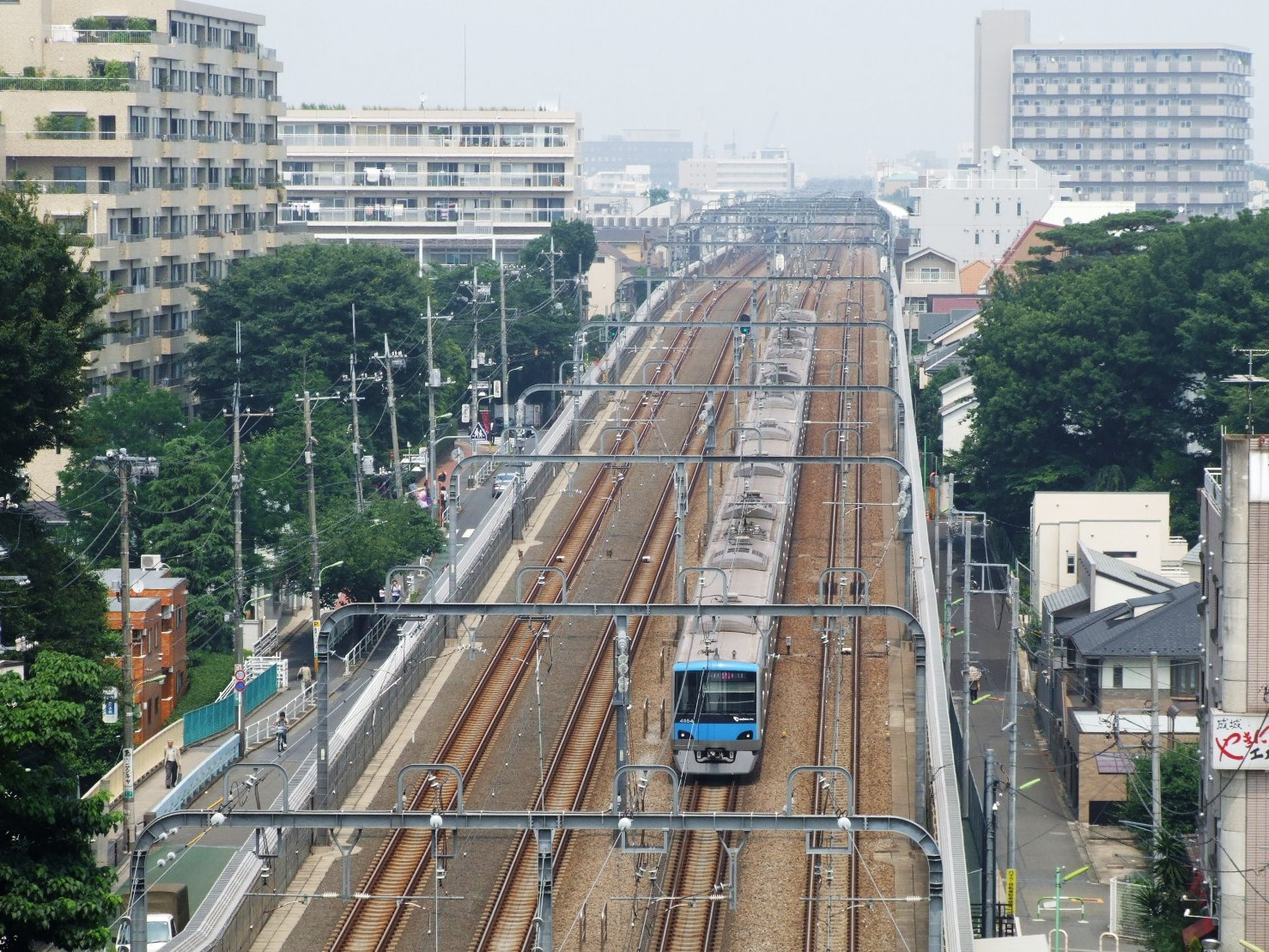
成城学園前付近の複々線区間（2009年6月13日）
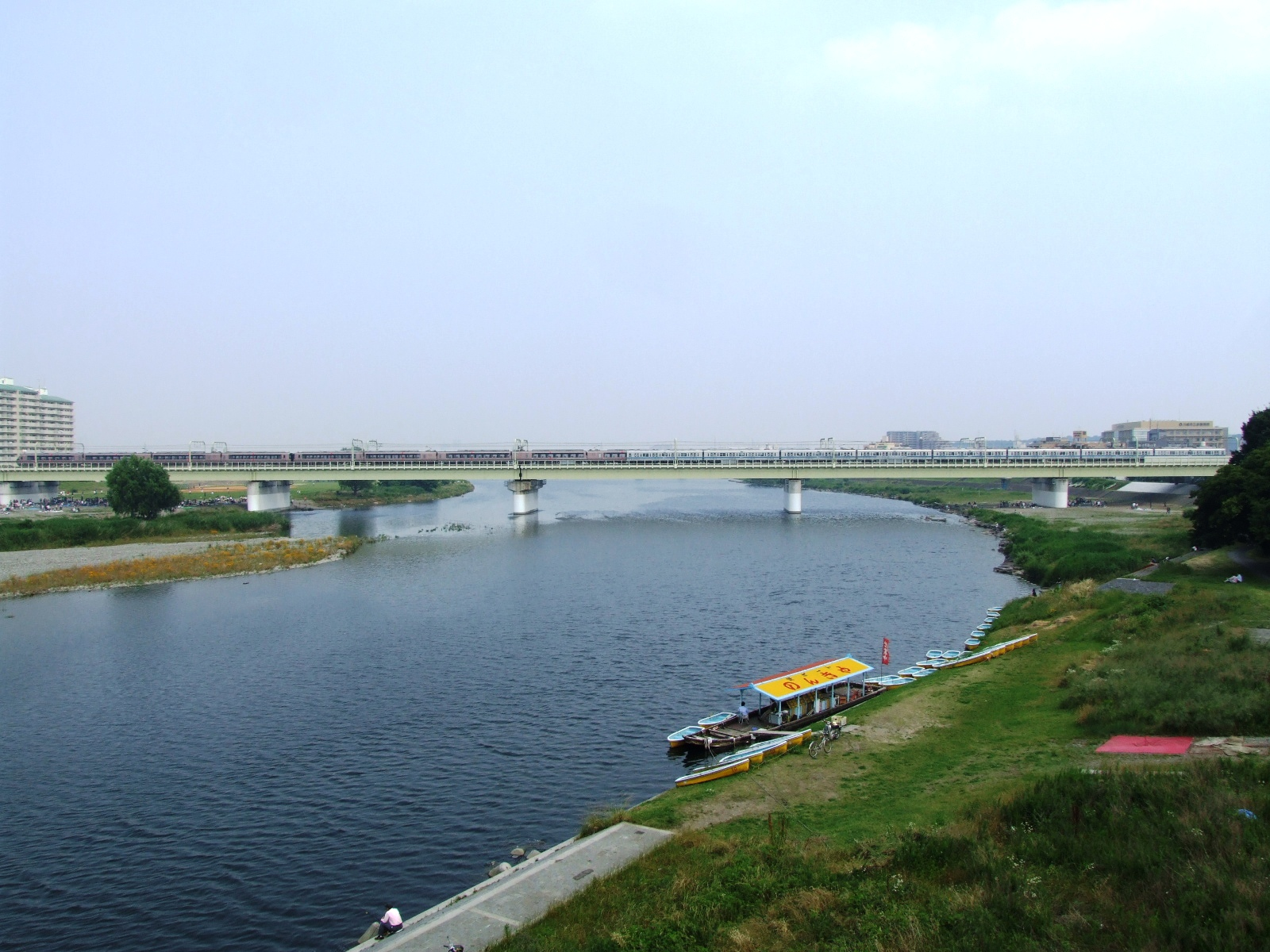
多摩川橋梁を渡る30000形「EXE」と2000形（2009年6月13日）

登戸駅を発車すると右へカーブしながら高架を下り、2面4線の向ヶ丘遊園駅に到着する。常磐線各駅停車・千代田線からの直通電車の多くは同駅発着となる。登戸 - 向ヶ丘遊園間の駅間距離は小田急全線で最短の0.6 km。向ヶ丘遊園駅は2002年まで存在した向ヶ丘遊園の最寄り駅で、2000年までは駅前から向ヶ丘遊園まで向ヶ丘遊園モノレールが運行されていた。ここで3線区間も終わり、以西は終点の小田原駅まで複線区間となる。
向ヶ丘遊園駅を発車すると東京都道・神奈川県道9号川崎府中線（府中街道）と交差し、さらに二ヶ領用水・五反田川を渡り右へカーブし再び西へと向きを変える。ここから町田までは多摩丘陵の谷を縫うように走り、それまで密集した市街地が続いていた車窓はぐっと緑が増えた印象となって、しばらくの間畑と住宅が混在した区間を走る。その後神奈川県道13号横浜生田線と交差する。この神奈川県道13号の陸橋は東京都道・神奈川県道3号世田谷町田線（津久井道）と交差しているが、交差する津久井道の側道は本線を挟む構造ではなく、本線に挟まれる構造になっている。その後は津久井道・五反田川と並行し左には明治大学生田キャンパスが見えてくる。住宅が込んでくると間もなく生田駅へ、その先で地下を走る武蔵野線（貨物線）と交差し、読売ランド前駅に到着。この先百合ヶ丘駅手前まで津久井道と歩道一つを挟んで完全に並行する。その後左へ急カーブ南西を向き、川崎市麻生区に入って切通しに入り百合ヶ丘駅へ、その先でS字カーブを描きながら勾配を下り、引き上げ線2線を上下本線で抱き込みながら、3面6線の新百合ヶ丘駅に到着する。

### 新百合ヶ丘 - 相模大野
新百合ヶ丘駅を発車すると多摩線を分岐して勾配を下り、右手に小田急電鉄の保線施設を見ながら左へカーブし南に向きを変える。この付近で、地下を通過する建設中の中央新幹線（第一首都圏トンネル）と交差する。畑も少し残る住宅地を抜けると柿生駅へ到着。その先で再び東京都（町田市）に入るとしばらくの間町田市と川崎市麻生区（飛地）の市境を直線で抜け、2面3線の鶴川駅へ到着。ここで津久井道を分け、その先少し走ると左手から住宅は消え森林となり、完全に町田市に入る。さらに和光大学が見えると東京都内では唯一（地下区間を除く）の境塚トンネル（231.4 m）を通る。トンネルを出ると玉川学園に挟まれながら左へカーブを切り、玉川学園前駅に到着。そこからしばらくの間住宅地を走り、しばらくすると一旦市街地が途切れて恩田川を渡り、築堤上を走りながらカーブを切り東京都道47号八王子町田線（町田街道）と交差し、市街地へ入っていく。切り通しを抜けると小田急百貨店町田店の中3階、小田急第2の規模を持つ2面4線の町田駅に到着する。
町田駅を発車するとJR横浜線と交差し、カーブを切りながら境川を渡る。ここで再び神奈川県（相模原市南区）に入り、切り通しを抜ける。切り通しを抜けるときれいな装飾が施されたコンクリート壁を見ながら通過線を含む2面6線の相模大野駅に至る。

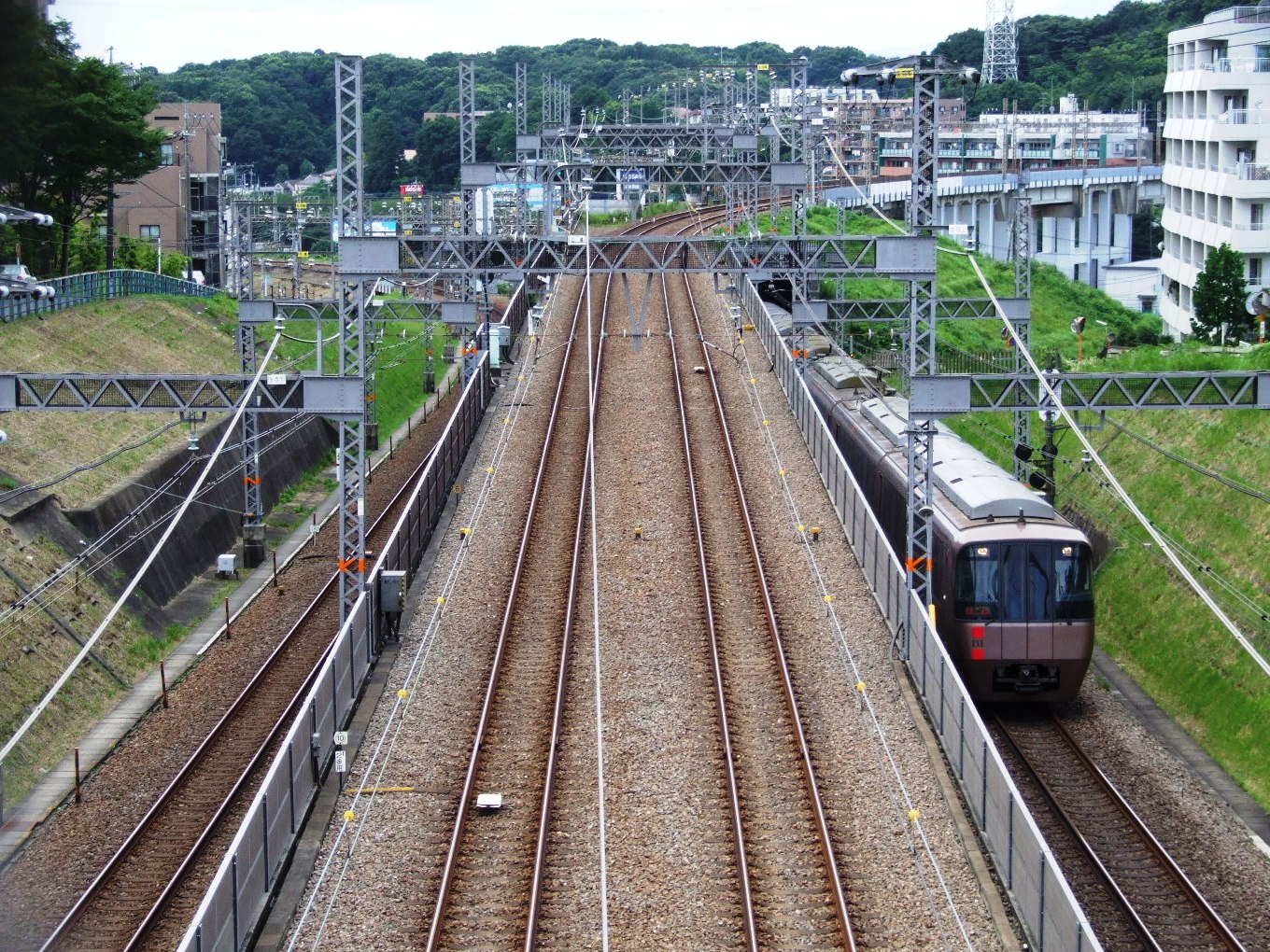
新百合ヶ丘間 - 柿生間の多摩線分岐付近。内側2線が多摩線、外側2線が小田原線の線路（2009年7月7日）
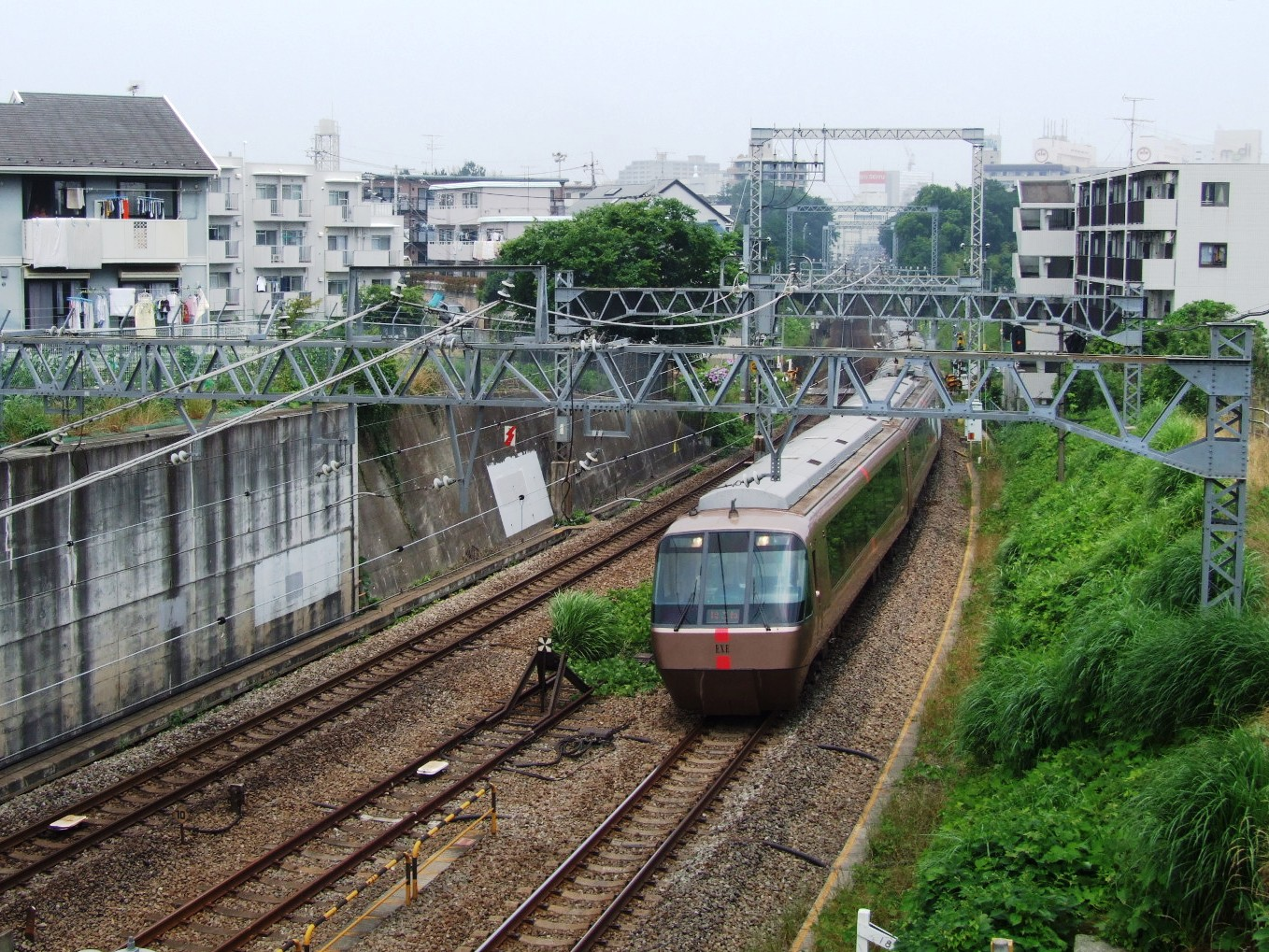
町田 - 相模大野間の切り通しを走る30000形「EXE」（2009年6月19日）

### 相模大野 - 本厚木
相模大野駅を発車すると江ノ島線を分岐し、しばらくの間左手に大野総合車両所を見る。その後は住宅地を直線で抜け、小田急相模原駅へ。その先の踏切で座間市に入り、勾配を下っていく。その後今度は勾配を上っていき、2面4線の相武台前駅へ到着。かつて大野総合車両所に移転するまで工場があり、駅構内東側に広がる留置線はその名残である。その先しばらくは直線で抜ける。座間谷戸山公園が見えて森林が増えてくると左へカーブし南を向き、右に神奈川県道51号町田厚木線のバイパスが見えてくる。左手から森林が消えて市街地が見えてくると間もなく座間駅へ。その先は住宅街を直線で抜け、海老名市に入る。国道246号（大和厚木バイパス）と交差すると南西に向きを変え、相鉄厚木線（貨物線）と交差し、左側から相鉄本線が近づいて並行し海老名検車区が併設された2面4線の海老名駅に到着する。
海老名駅を発車し、神奈川県道40号横浜厚木線の陸橋の下をくぐると高架の上り坂になり、しばらく直線を進むと右にカーブしてJR相模線と交差し厚木駅へ。その先で圏央道を潜り、相模川を渡って厚木市に入る。橋を渡り終えると高架で市街地へ入り、左へカーブしながら2面4線の本厚木駅に到着する。

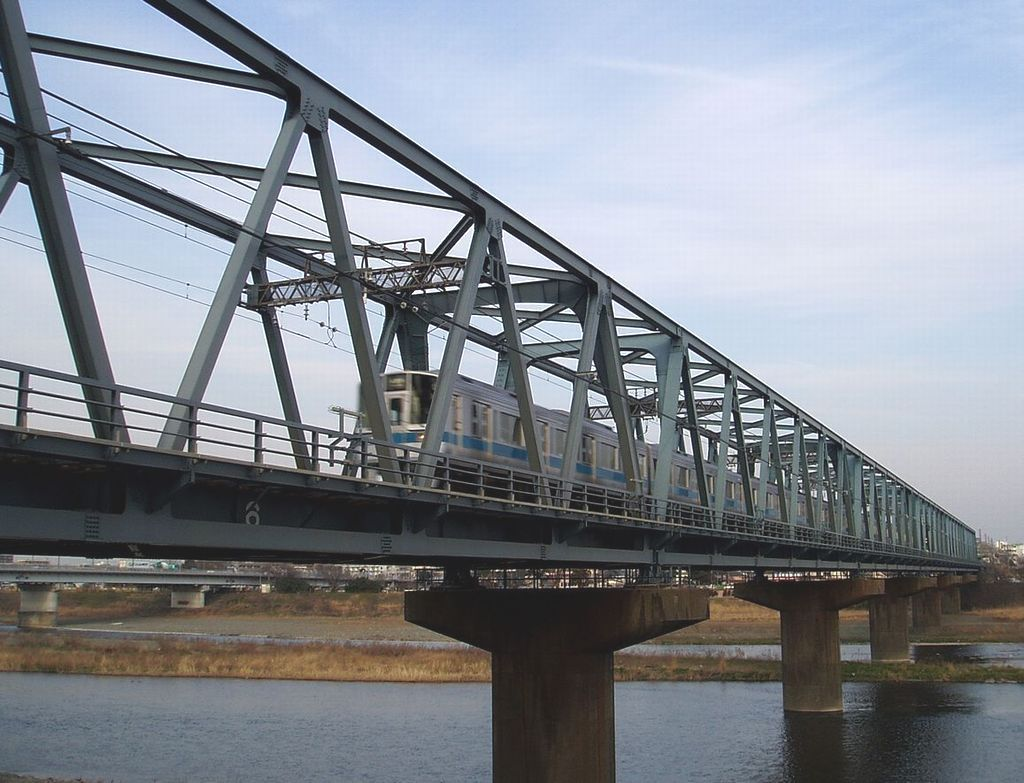
厚木 - 本厚木間の相模川橋梁を渡る1000形（2007年3月2日）

### 本厚木 - 小田原
本厚木駅を発車するとそのまま市街地を通る。高架を降り右手の国道246号線と並走する区間になると水田が混在するが、すぐに住宅地になり勾配を登ると愛甲石田駅に着く。駅構内に厚木市と伊勢原市の市境がある。
愛甲石田駅を発車すると並行していた国道246号と別れる。しばらくは住宅地を走るが、高架区間に入ると水田地帯に入り、右手には大山が、左手には平塚市街や湘南平まで見渡せるほど視野が開ける。新東名高速道路を潜り、伊勢原台地へ向かう登り勾配になると住宅地に入り、登りきったところが2面4線の伊勢原駅となる。同駅は大山への玄関口として、大山ケーブルカーへ接続する路線バスが発着している。常磐線各駅停車・千代田線からの直通電車は最長で伊勢原駅まで運行される。
伊勢原駅を発車するとしばらくは住宅地のままだが、右手に見える工業団地を抜けると水田が一面に広がり、線路の周囲には人家がほとんどなくなる。善波川橋梁を通過すると秦野市に入り、再び住宅地が見えると鶴巻温泉駅に着く。
鶴巻温泉駅を発車すると畑が混在する住宅地を通りながら東海大学前駅へ到着する。両駅間は1.1 kmと私鉄の駅間距離としては標準的だが、伊勢原駅 - 鶴巻温泉駅、東海大学前駅 - 秦野駅間の駅間距離が約4-5 kmあるので特に短く感じる。
東海大学前駅を発車すると右手に弘法山を見ながら走る。しばらく住宅地のままだが、2 kmほど進んだところにある秦野トンネル（351 m）を抜けると秦野盆地へ入る。急勾配と急カーブで盆地の中心部へと進んでいく。畑と雑木林の風景のすき間から右手には丹沢と秦野市街地が見える。
2面4線の秦野駅を発車すると右から水無川が別れ、畑が混在する住宅地をきつめの登り勾配で小田原線の駅で最も標高の高い渋沢駅まで駆け上がる。ここから愛甲石田駅付近から山を挟んで北側を走っていた国道246号と再び並行することになる。
渋沢駅を発車すると、下北沢駅前後の地下区間を除いて小田急最長の第一菖蒲トンネル（492.9 m）を抜け、うねりながら流れる四十八瀬川（酒匂川水系）の谷に沿って線路も敷設されているため、25‰の急勾配と半径400 mの急カーブの連続で降りて盆地を抜け出す。さらに短い第二菖蒲トンネル（60.3 m）を抜け谷間を進む。このあたりも周囲には人家がないが、秦野市と松田町の市町境付近には孤島のような形で湯の沢団地が存在する。東名高速道路・国道255号を相次いで潜ると、並行していた国道246号から別れ、左手の神奈川県立足柄上病院を過ぎたところで右手方向に特急「ふじさん」の運行や新車の搬入などで使われる連絡線がJR御殿場線へ向かって分岐する。御殿場線をくぐると2面4線の新松田駅に到着する。渋沢駅 - 新松田駅間の駅間距離は小田急全線で最長の6.2 kmである。
新松田 - 小田原間は水田が広がる足柄平野を通るため利用客が比較的少なく、栢山・富水・螢田・足柄の4駅はホーム有効長が最大6両分と短く設定されており、日中は6両編成の区間列車（各駅停車）が往復している。開成駅手前から螢田駅の先までは足柄平野の水田地帯を抜けるが、線形も良く高速運転向きで、優等列車は最高速度で走ることも多い。
新松田駅を発車すると酒匂川を渡り、橋を渡り切ると大きく左にカーブして開成町へ入る。町内唯一の駅である開成駅は2面2線の急行停車駅で、周辺はマンションが並ぶなど住宅地としての開発が著しい。駅の東側（進行左手）には電留線と駅前に保存されている3100形NSE車の先頭車も見える。開成駅から400 m程南下すると小田原市に入る。栢山駅、富水駅、螢田駅はともに駅周辺に商店や住宅がコンパクトにまとまっているが、駅を離れるとすぐに水田地帯となる。このあたりはかつて酒匂川が洪水を頻繁に起こしていたためもとから人口が少ない。足柄平野一帯では小田原線沿線よりも御殿場線や伊豆箱根鉄道大雄山線沿線の方に人口が集まっている。

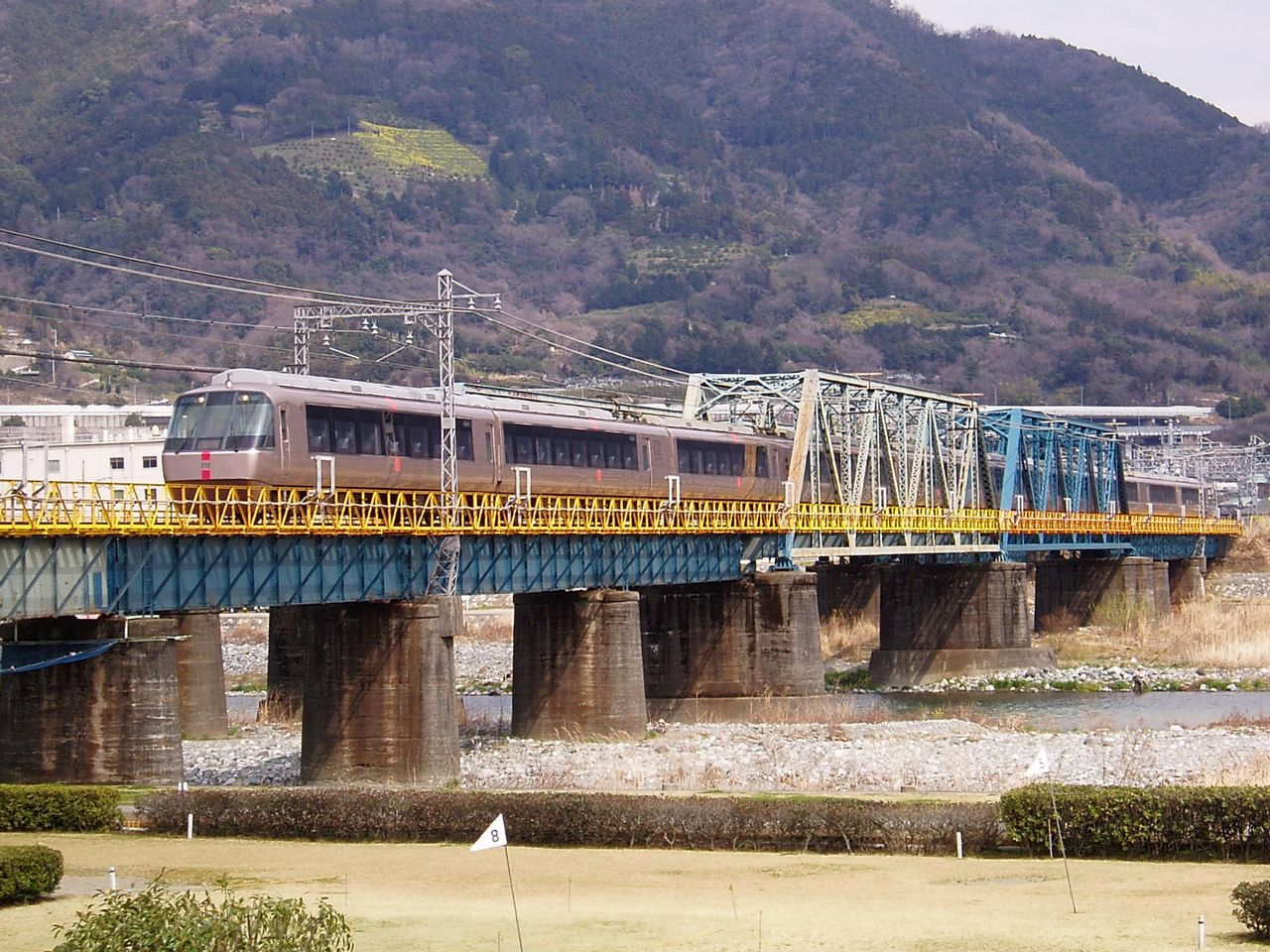
新松田 - 開成間の酒匂川橋梁を渡る30000形「EXE」（2007年3月9日）

螢田駅を過ぎると小田原市中心部へ進路をとるため右カーブとなり、小田原厚木道路を潜った後狩川を渡る。伊豆箱根鉄道大雄山線をオーバークロスし、切通しを抜けて2面3線の足柄駅となる。付近にかつてはJT小田原工場があり、足柄駅から専用線が延び、小田原駅経由で貨物輸送が行われていた名残りで、右手ヤードの奥には電留線がある。東海道新幹線をくぐり、JR東海道本線に右カーブで合流すると2面3線の小田原駅に到着する。ここから先は小田急箱根鉄道線（箱根登山電車）が延び、「はこね」などの特急ロマンスカーが同線の箱根湯本駅（箱根町）まで直通する。

## 歴史
- 1922年（大正11年）5月29日：鉄道免許状下付（東京市四谷区新宿三丁目-神奈川県足柄下郡小田原町）[5]。
- 1927年（昭和2年）
  - 4月1日：小田原急行鉄道の手により新宿 - 小田原間全線を一度に開業[6][注釈 2]。当日、信号系統トラブルにより初日からダイヤが大幅に混乱。駅数38、所要時間2時間20分[7]。
  - 4月29日：秩父宮雍仁親王と高松宮宣仁親王が新宿 - 小田原間に乗車。皇族が小田急に乗車したのはこの日が初めて。
  - 5月27日：狛江駅開業[6]。
  - 7月28日：新座間駅（現在の座間駅）開業[6]。
  - 10月15日：開業時は単線であった稲田登戸（現在の向ヶ丘遊園） - 小田原間が複線化され、全線複線化完成[6]。急行の運転を開始。
- 1929年（昭和4年）4月1日：玉川学園前駅開業[6]。江ノ島線が大野信号所（現在の相模大野駅） - 片瀬江ノ島間で開業し、小田原線との直通運転を実施。
- 1930年（昭和5年）
  - 11月14日：相模厚木（現在の本厚木） - 東北沢間にて砂利輸送開始。
  - 9月15日：鶴巻駅を鶴巻温泉駅に改称。
- 1934年（昭和9年）4月1日：梅ヶ丘駅開業[6]。
- 1937年（昭和12年）
  - 1月1日：座間駅（現在の相武台前駅）を士官学校前駅に改称[8]。
  - 7月1日：千駄ヶ谷新田駅（現在の南新宿駅）を小田急本社前駅に、新座間駅を座間遊園駅に改称。
  - 7月16日：四十八瀬川築堤流失に伴い上下線が不通（11月29日に完全復旧）。
- 1938年（昭和13年）
  - 3月1日：相模原駅（現在の小田急相模原駅）開業[6]。
  - 4月1日：大野信号所を駅に格上げし、通信学校駅（現在の相模大野駅）開業[6]。旅客営業上での江ノ島線との分岐点が同駅に変更。
- 1940年（昭和15年）12月15日：通信学校駅を相模大野駅に[9]、士官学校前駅を相武台前駅に改称[9]。
- 1941年（昭和16年）
  - 4月5日：国鉄相模原駅の開業に伴い、相模原駅を小田急相模原駅に改称。
  - 10月15日：代々幡上原駅を代々木上原駅に、座間遊園駅を座間駅に改称。
  - 11月25日：海老名駅が神中鉄道（現在の相模鉄道）の駅として開業[6]。同駅から相模厚木駅（現在の本厚木駅）まで神中鉄道が直通運転開始。
- 1942年（昭和17年）5月1日：東京急行電鉄に合併、「小田原線」の呼称が生まれる（「大東急」の一部に）[6]。
  - この時期には東海道本線被災時の代替ルートとして小田原線が重要視され、国鉄の電気機関車や電車による試運転が行われた。
- 1943年（昭和18年）4月1日：海老名駅が小田原線の駅として開業、海老名国分駅廃止。神中鉄道の本厚木駅直通運転中止。
- 1944年（昭和19年）
  - 6月1日：河原口駅を厚木駅に、相模厚木駅を本厚木駅に改称。
  - 10月20日：鶴巻温泉駅を鶴巻駅に改称。
- 1945年（昭和20年）
  - 5月26日：前日からの山の手大空襲の影響により新宿 - 南新宿間不通。数日間全列車を南新宿駅折り返しで運行。
  - 6月1日：代々木上原駅営業休止。
  - 7月1日：山谷駅および世田ヶ谷中原駅営業休止。
  - 12月1日：代々木上原駅営業再開。
- 1946年（昭和21年）
  - 2月：相模鉄道からの海老名 - 本厚木間直通運転再開。
  - 1月28日：大秦野駅付近でブレーキ故障を起こした小田原行の電車が勾配を逆走して鶴巻駅で脱線転覆、30名死亡（東急小田原線列車脱線転覆事故）。
  - 6月1日：営業休止中の山谷駅廃止[6]。
  - 6月15日：世田ヶ谷中原駅営業再開。
  - 8月20日：世田ヶ谷中原駅を世田谷代田駅に改称。
- 1948年（昭和23年）6月1日：東京急行電鉄からの分離（大東急の解体）により小田急電鉄が発足し、小田原線を同社に移管[6]。
- 1950年（昭和25年）8月1日：箱根登山鉄道（現：小田急箱根）鉄道線箱根湯本駅まで直通運転を開始[6]。
- 1952年（昭和27年）4月1日：螢田駅開業。
- 1955年（昭和30年）
  - 4月1日：稲田多摩川駅（現在の登戸駅）を登戸多摩川駅に、稲田登戸駅を向ヶ丘遊園駅に改称。
  - 10月1日：新松田 - 松田間の連絡線が完成し、国鉄（現・JR東海）御殿場線への直通運転を開始[6]。
- 1957年（昭和32年）7月6日：3000形（SE車）が運行開始[6]。
- 1958年（昭和33年）4月1日：登戸多摩川駅を登戸駅に、鶴巻駅を鶴巻温泉駅に改称。
- 1960年（昭和35年）3月25日：百合ヶ丘駅開業[6]。
- 1964年（昭和39年）
  - 2月17日：新宿駅1次大改良工事が完成[6]。地上3線・地下2線の立体式ターミナルとなる[10]。
  - 3月1日：東生田駅を生田駅に、西生田駅を読売ランド前駅に改称。
  - 11月5日：相模鉄道からの海老名 - 本厚木間直通運転廃止。
- 1971年（昭和46年）
  - 4月27日：千歳船橋駅 - 祖師ヶ谷大蔵駅間の環八通り付近の下り線が高架化[11]。
  - 7月17日：千歳船橋駅 - 祖師ヶ谷大蔵駅間の環八通り付近の上り線が高架化[12]。
- 1974年（昭和49年）6月1日：同日開業の多摩線分岐駅として新百合ヶ丘駅開業。朝方ラッシュ時の一部上り列車のみ、多摩線から小田原線への直通運転を実施。
- 1976年（昭和51年）
  - 4月11日：新原町田駅を町田駅に改称。
  - 7月13日：代々木上原駅付近連続立体交差化[6]。
- 1977年（昭和52年）
  - 3月29日：本厚木駅付近連続立体交差化[6]。
  - 7月1日：新宿 - 本厚木間にて急行の10両編成運転を開始。
- 1978年（昭和53年）3月31日：営団地下鉄（現・東京地下鉄）千代田線と相互直通運転を開始（当初は平日の朝夕のみ）[6]。
- 1982年（昭和57年）
  - 4月1日：新宿駅2次大改良工事が完成。地上・地下5線を10両・210 mホームとする[6]。
  - 7月12日：箱根登山鉄道鉄道線に大型（20 m車）6両編成乗り入れ開始。
- 1985年（昭和60年）3月14日：開成駅開業[6]。
- 1987年（昭和62年）3月9日：大根駅を東海大学前駅に、大秦野駅を秦野駅に改称[13]。
- 1991年（平成3年）3月16日：土曜・休日ダイヤ導入。JR東海と新宿 - 沼津間で相互直通運転開始、「あさぎり」を連絡急行から特急に格上げ。千代田線との相互直通運転を休日にも拡大。
- 1997年（平成9年）12月28日：運賃改定に伴い相模大野駅が営業キロ上で新宿側に0.2 km移転（実際の移転・新駅舎の供用は1996年）。江ノ島線分岐位置である旧駅位置は相模大野分岐点となる。
- 2000年（平成12年）10月8日：愛甲石田駅 - 伊勢原駅間の歌川橋梁付近を高架化[6]。
- 2002年（平成14年）3月23日：湘南急行と多摩急行を新設[14][15]。小田原線と多摩線との直通運転を大幅に拡大[14]。
- 2004年（平成16年）12月11日：湘南急行を廃止、快速急行と区間準急を新設[16]。
- 2008年（平成20年）3月15日：60000形「MSE」によるロマンスカーの千代田線への直通運転を開始[17]。急行・準急の箱根登山鉄道鉄道線への乗り入れを廃止[注釈 3]。
- 2010年（平成22年）3月13日：小田原線を介した小田急電鉄とJR東日本との通過連絡運輸が、普通乗車券においては廃止[注釈 4]。
- 2011年（平成23年）
  - 3月14日：同月11日に発生した東北地方太平洋沖地震による発電所の停止に伴う電力供給逼迫のため、東京電力が輪番停電（計画停電）を実施。これに伴い、この日から千代田線との相互直通運転および特急ロマンスカーの運転が休止。
  - 4月1日：千代田線との相互直通運転が平日の朝・夕ラッシュ時のみ再開。
  - 4月29日：特急ロマンスカーの運転が再開。
  - 7月2日：土休日の千代田線との相互直通運転が再開。
  - 9月12日：平日全日の千代田線との相互直通運転が再開[18]。
- 2012年（平成24年）3月17日：特急「あさぎり」の御殿場線への直通運転区間が御殿場までに短縮、車両が60000形「MSE」に置き換えられてJR東海の車両の乗り入れがなくなり、小田急からの片方向直通運転に戻る[19]。
- 2016年（平成28年）3月26日：東京メトロ千代田線直通用4000形のJR東日本常磐緩行線への乗り入れ開始。常磐緩行線E233系2000番台の小田急への乗り入れ開始（209系1000番台は小田急には乗り入れない）。区間準急を廃止[20]。
- 2018年（平成30年）
  - 3月3日：代々木上原 - 梅ヶ丘間が複々線化され、代々木上原 - 登戸間の複々線化完成[21]。
  - 3月17日：ダイヤ改正で、千代田線との相互直通運転区間を伊勢原駅まで延長。平日朝の通勤時間帯の上りに通勤急行と通勤準急を新設。多摩急行を廃止[22][23]。
- 2019年（平成31年）3月16日：ダイヤ改正で、新宿 - 代々木上原間での各駅停車の10両編成運転を開始[24]。また、開成駅に急行が停車開始[24]。
- 2021年（令和3年）8月6日：成城学園前 - 祖師ヶ谷大蔵間を走行中の列車内で刺傷事件が発生。
- 2023年（令和5年）2月24日：伊勢原 - 鶴巻温泉間に新駅の建設と大野総合車両所の移転の計画を検討していることが判明する。実現すれば2004年（平成16年）の多摩線はるひ野駅以来の小田急電鉄の新駅となる[25]。
- 2024年（令和6年）8月30日：台風10号の接近に伴う大雨により、東海大学前駅 - 秦野駅間で線路の盛り土2カ所が流出。復旧工事のため同年9月1日まで伊勢原駅 - 秦野駅間で運転を見合わせ[26]。

## 運行形態
2024年3月16日ダイヤ改正時点の日中の各区間の1時間あたりの運行本数は下表のとおりである。
| 種別＼駅名 | 種別＼駅名 | 新宿                    | …                       | 代々木上原              | 代々木上原              | …                       | 向ヶ丘遊園              | 向ヶ丘遊園              | …                       | 新百合ヶ丘              | 新百合ヶ丘              | …                       | 町田                    | 町田                | …                   | 相模大野            | 相模大野            | …                   | 本厚木              | 本厚木              | …                   | 伊勢原              | 伊勢原              | …                   | 秦野                | 秦野                | …                   | 新松田              | 新松田              | …                   | 小田原              | 小田原              | …                   | 箱根湯本            | 備考 |
| 運行本数   |            |                         |                         |                         |                         |                         |                         |                         |                         |                         |                         |                         |                         |                     |                     |                     |                     |                     |                     |                     |                     |                     |                     |                     |                     |                     |                     |                     |                     |                     |                     |                     |                     |                     | |
| ---------- | ---------- | ----------------------- | ----------------------- | ----------------------- | ----------------------- | ----------------------- | ----------------------- | ----------------------- | ----------------------- | ----------------------- | ----------------------- | ----------------------- | ----------------------- | ------------------- | ------------------- | ------------------- | ------------------- | ------------------- | ------------------- | ------------------- | ------------------- | ------------------- | ------------------- | ------------------- | ------------------- | ------------------- | ------------------- | ------------------- | ------------------- | ------------------- | ------------------- | ------------------- | ------------------- | ------------------- | --- |
| 運行本数   | 特急       | 平日2本 土休日2-3本     | 平日2本 土休日2-3本     | 平日2本 土休日2-3本     | 平日2本 土休日2-3本     | 平日2本 土休日2-3本     | 平日2本 土休日2-3本     | 平日2本 土休日2-3本     | 平日2本 土休日2-3本     | 平日2本 土休日2-3本     | 平日2本 土休日2-3本     | 平日2本 土休日2-3本     | 平日2本 土休日2-3本     | 平日2本 土休日2-3本 | 平日2本 土休日2-3本 | 平日2本 土休日2-3本 | 平日2本 土休日2-3本 | 平日2本 土休日2-3本 | 平日2本 土休日2-3本 | 平日2本 土休日2-3本 | 平日2本 土休日2-3本 | 平日2本 土休日2-3本 | 平日2本 土休日2-3本 | 平日2本 土休日2-3本 | 平日2本 土休日2-3本 | 平日2本 土休日2-3本 | 平日2本 土休日2-3本 | 平日2本 土休日2-3本 | 平日2本 土休日2-3本 | 平日2本 土休日2-3本 | 平日2本 土休日2-3本 | 平日2本 土休日2-3本 | 平日2本 土休日2-3本 | 平日2本 土休日2-3本 | 一部、東京メトロ千代田線直通（北千住駅まで）                                                               |
| 運行本数   | 特急       | 土休日0-1本             |                         |                         |                         |                         |                         |                         |                         |                         |                         |                         |                         |                     |                     |                     |                     |                     |                     |                     |                     |                     |                     |                     |                     |                     |                     |                     |                     |                     |                     |                     |                     |                     | 一部、東京メトロ千代田線直通（北千住駅まで）                                                               |
| 運行本数   | 特急       | 0-1本                   | 0-1本                   | 0-1本                   | 0-1本                   | 0-1本                   | 0-1本                   | 0-1本                   | 0-1本                   | 0-1本                   | 0-1本                   | 0-1本                   | 0-1本                   | 0-1本               | 0-1本               | 0-1本               | 0-1本               | 0-1本               | 0-1本               | 0-1本               | 0-1本               | 0-1本               | 0-1本               | 0-1本               |                     |                     |                     |                     |                     |                     |                     |                     |                     |                     | 渋沢駅 - 新松田駅間で分岐する連絡線経由でJR御殿場線直通（御殿場駅まで）                                    |
| 運行本数   | 快速急行   | 3本                     | 3本                     | 3本                     | 3本                     | 3本                     | 3本                     | 3本                     | 3本                     | 3本                     | 3本                     | 3本                     | 3本                     | 3本                 | 3本                 | 3本                 | 3本                 | 3本                 | 3本                 | 3本                 | 3本                 | 3本                 | 3本                 | 3本                 | 3本                 | 3本                 | 3本                 | 3本                 | 3本                 | 3本                 | 3本                 |                     |                     |                     | |
| 運行本数   | 快速急行   | 3本                     | 3本                     | 3本                     | 3本                     | 3本                     | 3本                     | 3本                     | 3本                     | 3本                     | 3本                     | 3本                     | 3本                     | 3本                 | 3本                 | 3本                 |                     |                     |                     |                     |                     |                     |                     |                     |                     |                     |                     |                     |                     |                     |                     |                     |                     |                     | 江ノ島線藤沢駅まで直通                                                                                     |
| 運行本数   | 急行       |                         |                         |                         |                         |                         |                         |                         |                         |                         |                         |                         |                         | 1-3本               | 1-3本               | 1-3本               | 3本                 | 3本                 | 3本                 | 3本                 | 3本                 | 3本                 | 3本                 | 3本                 | 3本                 | 3本                 | 3本                 | 3本                 | 3本                 | 3本                 | 3本                 |                     |                     |                     | 新松田駅 - 小田原駅間は各駅停車として6両編成で運転                                                         |
| 運行本数   | 急行       | 3-4本                   | 3-4本                   | 3-4本                   | 3-4本                   | 3-4本                   | 3-4本                   | 3-4本                   | 3-4本                   | 3-4本                   |                         |                         |                         |                     |                     |                     |                     |                     |                     |                     |                     |                     |                     |                     |                     |                     |                     |                     |                     |                     |                     |                     |                     |                     | 多摩線唐木田駅まで直通                                                                                     |
| 運行本数   | 急行       |                         |                         |                         | 平日1-3本 土休日0-3本   | 平日1-3本 土休日0-3本   | 平日1-3本 土休日0-3本   | 平日1-3本 土休日0-3本   | 平日1-3本 土休日0-3本   | 平日1-3本 土休日0-3本   |                         |                         |                         |                     |                     |                     |                     |                     |                     |                     |                     |                     |                     |                     |                     |                     |                     |                     |                     |                     |                     |                     |                     |                     | 東京メトロ千代田線直通（我孫子駅まで） 多摩線唐木田駅まで直通 町田始発の急行を運転する時間帯は運転されない |
| 運行本数   | 急行       | 土休日0-3本（上りのみ） | 土休日0-3本（上りのみ） | 土休日0-3本（上りのみ） | 土休日0-3本（上りのみ） | 土休日0-3本（上りのみ） | 土休日0-3本（上りのみ） | 土休日0-3本（上りのみ） | 土休日0-3本（上りのみ） | 土休日0-3本（上りのみ） | 土休日0-3本（上りのみ） | 土休日0-3本（上りのみ） | 土休日0-3本（上りのみ） |                     |                     |                     |                     |                     |                     |                     |                     |                     |                     |                     |                     |                     |                     |                     |                     |                     |                     |                     |                     |                     | 上りのみ（土休日の町田発9時台 - 11時台のみ運転）                                                           |
| 運行本数   | 各駅停車   | 6本                     | 6本                     | 6本                     | 6本                     | 6本                     | 6本                     | 6本                     | 6本                     | 6本                     | 6本                     | 6本                     | 6本                     | 6本                 | 6本                 | 6本                 | 6本                 | 6本                 | 6本                 |                     |                     |                     |                     |                     |                     |                     |                     |                     |                     |                     |                     |                     |                     |                     | |
| 運行本数   | 各駅停車   | 6本                     | 6本                     | 6本                     | 6本                     | 6本                     | 6本                     | 6本                     | 6本                     | 6本                     | 6本                     | 6本                     | 6本                     | 6本                 | 6本                 | 6本                 | 6本                 | 6本                 | 6本                 | 0-2本               | 0-2本               | 0-2本               |                     |                     |                     |                     |                     |                     |                     |                     |                     |                     |                     |                     | 伊勢原発着は土休日下りのみ                                                                                 |
| 運行本数   | 各駅停車   |                         |                         |                         |                         |                         |                         |                         |                         |                         |                         |                         |                         | 0-2本               | 0-2本               | 0-2本               |                     |                     |                     |                     |                     |                     |                     |                     |                     |                     |                     |                     |                     |                     |                     |                     |                     |                     | 江ノ島線藤沢駅まで直通（主に土休日に運転）                                                                 |
| 運行本数   | 各駅停車   |                         |                         |                         |                         |                         |                         |                         |                         |                         |                         |                         |                         |                     |                     |                     |                     |                     |                     |                     |                     |                     |                     |                     |                     |                     |                     |                     |                     |                     |                     | 3本                 | 3本                 | 3本                 | 小田急箱根鉄道線であるが小田急の車両で運転（1000形電車の固定運用）                                         |

代々木上原駅から東京メトロ千代田線、その先JR東日本常磐緩行線取手駅まで直通運転する列車もラッシュ時を中心に多く設定される。また、一部の特急ロマンスカーがJR東海御殿場線御殿場駅まで乗り入れる。
かつては特急ロマンスカー以外でも小田急箱根（旧：箱根登山鉄道）鉄道線箱根湯本駅まで直通運転をする列車が多くみられたが、2024年3月改正時点で直通運転を行う列車は特急のほか、平日朝に箱根湯本発の各駅停車新松田行きが1本設定されているのみである。
下りの東北沢 - 登戸間、上りの向ヶ丘遊園 - 東北沢間の急行線・緩行線は原則として以下の通り使い分けられている。
急行線
特急ロマンスカー・快速急行・通勤急行・急行が使用する。成城学園前駅 - 経堂駅間のみ通勤準急も使用するほか、平日朝ラッシュ時間帯の向ヶ丘遊園駅始発の千代田線直通の各駅停車と向ヶ丘遊園駅始発の準急は原則として向ヶ丘遊園駅 - 登戸駅間に限り急行線を使用する。
緩行線
準急・各駅停車が使用する。通勤準急も上記以外の区間で使用する。
ただし、千代田線直通の上り急行は、経堂駅以東で緩行線を使用する。
また、多摩線からの急行新宿行きは向ヶ丘遊園駅 - 登戸駅間で緩行線を使用する。

### 列車種別
当線で運行される種別は以下の通り。基本種別色が設定されているが、車両や駅により、異なる色を使っている場合もある。

#### 特急ロマンスカー
有料・全席指定の特急列車で、「ロマンスカー」の愛称があり、新宿駅から次の各方面に運転されている。単に「特急」と表現されることもあるが「特急ロマンスカー」が正式な種別名である。
- 小田原・箱根方面：「スーパーはこね」・「はこね」（小田急箱根鉄道線箱根湯本駅発着）・「さがみ」（小田原線内発着）
- 湘南（藤沢・江の島）方面：江ノ島線直通の「えのしま」
- 御殿場方面：「ふじさん」（東海旅客鉄道〈JR東海〉御殿場線直通）

なお、新宿駅発17時以降の下り列車は行先にかかわらず（江ノ島線・小田急箱根鉄道線直通を含め）すべて「ホームウェイ」となる。また、9時30分までに新宿駅および東京メトロ千代田線大手町駅に到着する上り列車はすべて「モーニングウェイ」となる。
また、毎年1月1日の早朝に、臨時列車の「ニューイヤーエクスプレス」（略称：NYE、旧名称：初詣号）が新宿駅 - 片瀬江ノ島駅間で運行される。
2008年3月15日より、東京メトロ千代田線北千住駅・大手町駅に直通する列車を60000形「MSE」で運転している。列車の愛称は頭に「メトロ」が付く。また、2011年9月までは一部の土曜・休日に臨時で東京地下鉄有楽町線新木場駅にも直通する「ベイリゾート」も運転されていた。「小田急ロマンスカー#地下鉄直通」も参照。
停車駅や発着番線等は列車によって異なるので、それぞれの列車の項目を参照。

#### 快速急行

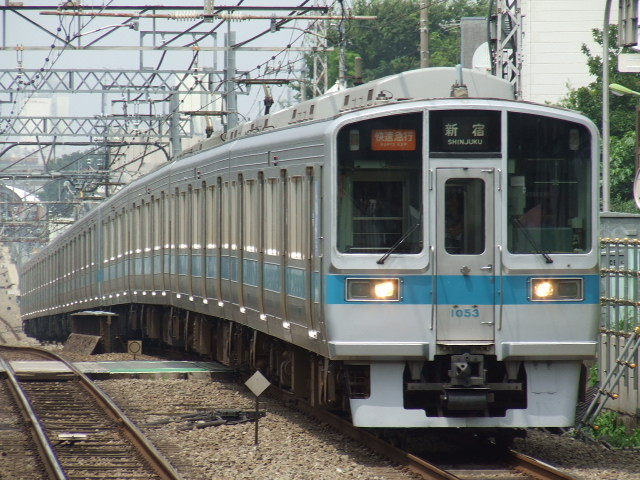
1000形による新宿行き快速急行

2004年12月11日のダイヤ改正で定期列車として初めて登場した速達種別である。種別色はオレンジ（■#f3962c）、英語表記は「Rapid Express」。全列車が全区間を10両編成で運転する。
現行ダイヤにおいては、日中は新宿駅 - 小田原駅間の列車と新宿駅 - 江ノ島線藤沢駅間の列車がそれぞれ1時間に3本運転されており、新宿駅 - 相模大野駅間では約10分おきに交互に運転され、両者を合わせて1時間に6本となる。少数ながら、多摩線唐木田駅発着の列車も設定されており、下りは平日の朝に3本と夜に1本、上りは土休日の朝に2本が運転される。なお平日朝上りに、江ノ島線内を急行で運転し、相模大野駅から快速急行に種別変更する列車が、片瀬江ノ島駅・藤沢駅・大和駅発として設定されている。
小田急電鉄によると、快速急行は、速達列車利用旅客を長距離と近距離に分離することによる長距離旅客の速達性向上と近郊区間における急行の混雑緩和を目的に設定したとしている。
代々木上原駅 - 登戸駅間の複々線区間を活用し、この区間を含む下北沢駅 - 登戸駅間をノンストップで運行することが最大の特徴となっている。日中帯について、小田原駅発着列車は、下りは代々木上原駅で千代田線からの急行に、上りは新百合ヶ丘駅で多摩線からの急行新宿駅行きに接続する。江ノ島線藤沢発着の列車は、相模大野駅で町田駅・相模大野駅 - 小田原駅間（新松田駅 - 小田原駅間各停）で運行する急行に接続し、登戸駅で千代田線直通の急行に接続する。これらによって、快速急行の停車しない急行停車駅などへの利便性が確保されている。
快速急行の登場当時からしばらくの間、日中に乗り換えなしで新宿駅から藤沢駅へ行ける列車は湘南新宿ライン・快速急行ともに1時間に2本運行されており、それぞれ所要時間（昼間）はJRが48 - 50分（当時の現金運賃で970円）、小田急の快速急行が53 - 54分（当時の現金運賃で590円）と伯仲していた。2016年3月26日のダイヤ改正で、小田急側は快速急行の本数が1時間に3本に増加し、利便性は向上した一方で、所要時間はJRが49 - 51分、小田急の快速急行が56 - 58分と、少々延びている。
後述の急行と同様、本厚木駅 - 開成駅間は各駅に停車し、日中時間帯に同区間での設定がない各駅停車の役割を果たしている。
2016年3月26日のダイヤ改正より、小田原線内で下りは伊勢原駅（日中3本に2本程度）、上りは海老名駅（一部相模大野駅・秦野駅）で特急ロマンスカーの待ち合わせや通過待ちを行うようになったが、登場時は江ノ島線系統も併せて原則下り1本（夜の小田原駅行き）を除き特急ロマンスカーの待ち合わせや通過待ちをしなかった。2019年3月16日以降、土曜・休日ダイヤの片瀬江ノ島行きについては、2本が大和駅で特急「メトロえのしま」号に追い抜かれる。2022年3月12日以降は平日ダイヤは全列車、土休日も午前中を除いて特急ロマンスカーの待ち合わせや通過待ちはなくなった。なお土休日午前中のダイヤでは、江ノ島線系統の藤沢行き快速急行が大和駅で、小田原線系統の新宿行き快速急行が海老名駅（一部列車は相模大野駅）で特急ロマンスカーの通過待ちを行う。
列車番号は、小田原線内の列車には3000番台、江ノ島線直通列車には3500番台（江ノ島線内急行の列車は3600番台）、多摩線直通列車には3700番台がそれぞれ割り当てられている。
2018年3月17日のダイヤ改正より、以下のように運行形態が変化した。
- 登戸駅が停車駅に追加。
- 平日の朝夕ラッシュ時間帯に増発（おおよそ5分おきに運転）。
- 多摩線唐木田駅への乗り入れを開始。
- 平日のみ、新松田行きと江ノ島線片瀬江ノ島行きが廃止。
- 日中時間帯の新松田行きが小田原行きに変更。
- 土休日における日中時間帯の江ノ島線直通列車が、藤沢駅発着から片瀬江ノ島駅発着に変更。
- 平日の片瀬江ノ島駅発と、平日夜下りに2本設定されていた相模大野駅行きが廃止。
- 平日夜下りに本厚木駅行きが1本設定。
- 平日朝上りにおいて江ノ島線を急行として運転し、相模大野駅で快速急行に種別変更する列車を設定。

2019年3月16日のダイヤ改正より、新松田駅 - 小田原駅間を急行として運転し、同改正で再び急行停車駅となった開成駅に停車する列車が設定された。また、夜の本厚木行きが廃止された。
2021年3月のダイヤ改正より、海老名駅5時7分発の快速急行小田原行きが毎日運転として設定された。この列車は新松田駅で同駅5時41発の各駅停車小田原行きに乗り換えられる。
2022年3月12日のダイヤ変更より、江ノ島線の藤沢駅での運用分割により藤沢駅 - 片瀬江ノ島駅間の運転がなくなった。また、前述の海老名始発の列車を除き、新松田駅 - 小田原駅間は全ての列車が急行として運転されるようになる。
2025年3月15日のダイヤ改正で、開成駅が快速急行としての停車駅となり、新松田駅 - 小田原駅間での急行への種別変更が廃止された。

##### 停車駅の変遷
- 2004年12月11日（快速急行の運行開始時）：新宿駅・代々木上原駅・下北沢駅・新百合ヶ丘駅・町田駅・相模大野駅・海老名駅・本厚木駅 - 新松田駅間の各駅・小田原駅。
- 2018年3月17日：登戸駅が停車駅に追加[22][23]。江ノ島線の片瀬江ノ島駅は土休日ダイヤのみ停車となる（平日は藤沢駅止まり）。
- 2022年3月12日：藤沢駅で運用分割をすることから藤沢駅 - 片瀬江ノ島駅間での運転がなくなり、片瀬江ノ島駅の停車がなくなる。
- 2025年3月15日：開成駅が停車駅に追加[34]。

#### 通勤急行（2代）
2018年3月17日のダイヤ改正で設定された種別（運転開始は3月19日）。種別色は赤（■#e64530）、英語表記は「Commuter Express」。平日朝ラッシュ時間帯に多摩線唐木田駅・小田急多摩センター駅発新宿行きのみが9本運転され、うち6本が小田急多摩センター駅始発、3本が唐木田駅始発である。唐木田駅 - 新宿駅間の途中停車駅は小田急多摩センター駅・小田急永山駅・栗平駅・新百合ヶ丘駅・向ヶ丘遊園駅・成城学園前駅・下北沢駅・代々木上原駅。快速急行が停車しない向ヶ丘遊園駅・成城学園前駅には停車するが、登戸駅は通過するという千鳥停車の形をとる。また、急行停車駅の経堂駅も通過し、誤乗防止のため自動放送においても注意が喚起されている。
設定当初は8両編成での運転が1本のみ存在したが、2019年3月16日のダイヤ改正より、全列車が10両編成で運転されている。
列車番号は3800番台が割り当てられている。

#### 急行
1927年10月15日の小田原線全線複線化により登場した。1944年11月には太平洋戦争の戦況悪化に伴い運行が中止されたが、1949年10月1日に運行が再開され、現在に至っている。種別色は通勤急行と同じ赤（■#e64530）、英語表記は「Express」。
現行ダイヤでは小田急線内系統とJR東日本常磐線・東京メトロ千代田線直通系統の2つが存在する。それぞれの概要を2つに分けて記す。
小田急線内列車
日中は、新宿駅 - 多摩線唐木田駅間の列車と町田駅・相模大野駅 - 小田原駅間の列車がそれぞれ1時間に3本運転されており、後者は新松田駅 - 小田原駅間で各駅停車に種別変更する。平日朝ラッシュ時の上りの相模大野駅 - 新宿駅間は通勤急行および快速急行中心の運転となるため、設定がない。区間運転として毎日朝に新宿駅発新松田駅行き、海老名駅発小田原駅行き、平日朝に新宿駅発伊勢原駅行き、新宿駅発本厚木駅行き、登戸駅発多摩線唐木田駅行き、町田駅発江ノ島線藤沢駅行き、土休日に新宿駅発相模大野駅行き、本厚木駅発小田原駅行き、小田原駅発本厚木駅行き、町田駅発新宿駅行きがそれぞれ設定されている。基本的に10両編成で運転されるが、新松田駅で種別変更をする列車は6両編成で運転される。また、平日朝に新松田駅 - 相模大野駅間で8両編成で運転される列車が1往復運行されていたが、2022年3月12日のダイヤ改正により前日限りで当該列車の運行が廃止された。
2022年3月12日のダイヤ改正からは、海老名発の1本を除いた全ての快速急行が、新松田駅 - 小田原駅間で急行に種別変更されるようになった。
2025年3月15日のダイヤ改正から、開成駅に快速急行が新たに停車するため、快速急行の新松田駅 - 小田原駅間での急行への種別変更は廃止された。
JR常磐線・東京メトロ千代田線直通列車
平日朝・夕ラッシュ時を除く全時間帯で運転される。2022年3月12日以降の常磐線・千代田線の発着駅は取手駅（平日に発のみ）・我孫子駅・柏駅（平日に着のみ）・松戸駅（平日に着のみ）・北綾瀬駅・綾瀬駅、小田急の発着駅は向ヶ丘遊園駅・新百合ヶ丘駅（土休日に発のみ）・町田駅（土休日に発のみ）・相模大野駅（土休日に着のみ）・海老名駅（発のみ）・本厚木駅・伊勢原駅（着のみ）である。本厚木駅始発の千代田線方面行きの列車の一部は、新百合ヶ丘駅で快速急行の待ち合わせをする。2022年3月12日のダイヤ改正以前は朝夕のみの運転であったが、ダイヤ改正後は今まであった準急を置き換える形で向ヶ丘遊園駅 - 我孫子駅間の列車が一部を除いて20分おきで運転されている。なお、2025年ダイヤ改正からは多摩線唐木田駅まで運転区間が延長された。

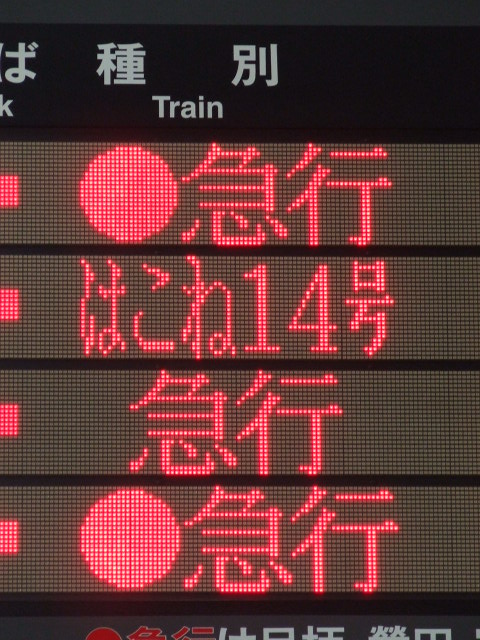
小田原駅発車案内板における「赤い丸」が付いた開成駅 - 足柄駅の各駅に停車する急行の表示例（1・4行目）

2004年12月13日から2022年3月11日まで、平日の一部時間帯で経堂駅を通過していた（一部通過扱い）。2018年3月16日までは、常磐線・千代田線直通の列車は平日朝上り列車のみ通過とされていた。2022年3月12日のダイヤ変更から平日・土休日ともに全ての急行が終日経堂駅に停車するようになった。
日中は経堂駅（千代田線からの列車を除く）・成城学園前駅（千代田線からの列車のみ）・海老名駅で各駅停車に接続する。特急ロマンスカーの通過待ち・待ち合わせについては、多摩線直通の唐木田行きは向ヶ丘遊園駅で、町田・相模大野駅始発の小田原行きは伊勢原駅もしくは秦野駅で、小田原駅始発の相模大野・町田行きは伊勢原駅もしくは本厚木駅で、多摩線からの新宿行きは登戸駅で行う。
途中駅で種別を急行から各駅停車に（または各駅停車から急行に）変更する列車は俗に「化け急」と呼ばれ、上りは途中駅まで各駅停車で、下りは途中駅から各駅停車で運転される。2025年3月15日のダイヤ改正時点で、種別変更を行う駅は定期ダイヤでは新百合ヶ丘駅と新松田駅の2駅のみである。新百合ヶ丘駅から種別変更する列車は、早朝と深夜帯に限り相模大野駅・海老名駅発着と本厚木駅行きが設定されている。新松田駅から種別変更する列車は町田駅・相模大野駅 - 小田原駅間にそれぞれ設定されている。従来は相模大野駅で種別を変更する列車もあったが、2022年3月12月のダイヤ改正以降は定期ダイヤでは設定されていない（ただし、あつぎ鮎まつり花火大会が行われる日のみ、急行相模大野行きを延長する形で設定されている）。2018年3月16日までは種別変更を行う駅は相模大野駅のみで、新宿駅から相模大野駅までは「急行相模大野行」、相模大野駅から全車両「各停○○行」と種別と行先の両方を変更していた。かつては江ノ島線にも設定されていたが現在は定期ダイヤでは設定されていない（マイアミビーチショー“夏”花火が行われる日のみ設定されているが列車番号管理の都合上、旧来の案内方法である、片瀬江ノ島駅から藤沢駅までは「臨時各駅停車藤沢行」、藤沢駅から全車両「臨時急行町田行」と案内する）。
列車番号は、小田原線内の列車には1000番台（新宿駅発着の急行は1200番台）、江ノ島線直通列車には1500番台（新宿駅発着の急行は1700番台）、千代田線直通列車には2200番台、多摩線直通列車には2700番台、千代田線と多摩線を直通する列車には2000番台がそれぞれ割り当てられているが、2018年3月16日までは6両編成の「開成駅 - 足柄駅の各駅に停車する急行」（後述）にも2000番台が割り当てられていた。
2018年3月16日まで、6両編成で運行される急行については、開成駅 - 足柄駅の各駅に停車していた。該当する列車は駅に掲示されている時刻表や新松田駅・小田原駅の発車標で「赤い丸」が付けられ区別されていた。2008年3月15日のダイヤ改正以降、6両編成の急行はほぼ日中の町田駅・相模大野駅 - 小田原駅間を運転する列車に限定され、2012年3月17日のダイヤ改正よりすべて町田駅以西での運転となった。この改正で新宿駅発着の急行に関しては、すべて開成駅 - 足柄駅の各駅が通過となった。さらに2016年3月26日のダイヤ改正で、日中の町田駅・相模大野駅 - 小田原駅間運転の急行が全廃され、開成駅 - 足柄駅の各駅に停車する急行の本数は平日下り3本、平日上り6本、土休日下り1本、土休日上り3本と大幅に本数削減された。そして2018年3月17日のダイヤ改正で、開成駅 - 足柄駅の各駅に停車する6両編成の急行はいったん全廃された。2022年3月12日のダイヤ変更で、日中に新松田駅 - 小田原駅間で各駅停車に種別変更する町田駅・相模大野駅発着列車が設定され、開成駅 - 足柄駅の各駅に停車していた急行と同様の運行形態となった。
なお、開成駅についてはホームの10両編成対応工事が完了したことから、2019年3月16日のダイヤ改正より急行の全列車停車駅となっている。

##### 途中駅での分割・併合
| 分割のある列車の方向幕の例（箱根湯本駅行きと片瀬江ノ島駅行きを連結） |  | 「分割案内板A」の例（2006年12月14日、下北沢駅） |
| 分割のある列車の方向幕の例（箱根湯本駅行きと片瀬江ノ島駅行きを連結） |  | 「分割案内板A」の例（2006年12月14日、下北沢駅） |

| 分割案内板をホーム番号表示と兼用していた事例（1994年頃の町田駅） |  | 分割案内板をホーム番号表示と兼用していた事例（1994年頃の町田駅） |  | 分割案内板をホーム番号表示と兼用していた事例（1994年頃の町田駅） |
| 分割案内板をホーム番号表示と兼用していた事例（1994年頃の町田駅） |  |                                                                  |  |                                                                  |

かつて、ラッシュ時を中心に相模大野駅・海老名駅・新松田駅・小田原駅で分割・併合を行い、分割・併合駅 - 小田原駅・箱根湯本駅間を6両編成で運転していた。また、新宿駅寄りの4両（7 - 10号車）を各駅停車に種別変更して運転するものもあった。そのため向ヶ丘遊園駅を除く新宿駅 - 新松田駅間の急行停車駅および小田原駅に「分割案内板A」が設置されている。2002年3月23日のダイヤ改正以降は新松田駅での分割・併合列車が増えた。かつては小田原方より4両+6両という組み合わせ（通称「逆10両」）などがあり、「分割案内板B」などが設置されていたが、その後そのような分割・併合は行われなくなった（そのため6両編成の小田原方先頭車の電気連結器は撤去された）。一部の駅では、分割案内板をホーム番号表示と兼用していた事例もあるが、現存しない。なお、18 m車（2400形を含む）および旧4000形（吊り掛け駆動車）が運用されていた当時は新宿駅の分割案内板はA（新宿寄りが18 m車4連）、B（20 m車4連：現在の「A」に相当）、C（20 m車5連：旧4000形）、D（18 m車6連）、E（20 m車6連：後の「B」に相当）の5種類が用意されており、18 m車の廃車および旧4000形の高性能化が完了後もしばらくはそのまま残っていた。
相模大野駅で分割・併合を行っていた時期には、小田原線・江ノ島線とも急行として運転する列車（1 - 6号車が箱根湯本駅発着、7 - 10号車が片瀬江ノ島駅発着）や、1 - 6号車が箱根湯本駅発着の急行で7 - 10号車が藤沢駅・片瀬江ノ島駅発着の各駅停車（相模大野駅で種別変更、ただし下り列車の種別・行先は全車急行箱根湯本駅行き）が多く設定されていた。他にも、夕ラッシュ時の江ノ島線の輸送力を確保するために1 - 6号車が急行片瀬江ノ島駅行き、7 - 10号車が各駅停車の藤沢駅・片瀬江ノ島駅行き（相模大野駅で種別変更）という列車の設定もあった。さらに遡ると、1980年代までは、新宿駅 - 相模大野駅間を急行、1 - 6号車は相模大野駅 - 本厚木駅間を各駅停車、7 - 10号車は相模大野駅 - 片瀬江ノ島駅間を各駅停車として運転する列車が日中の大多数を占めていた。
2008年3月15日のダイヤ改正で、箱根登山鉄道線風祭駅の新駅舎と小田原駅の箱根登山鉄道用折り返し線の使用が開始されたのに伴い小田原駅 - 箱根湯本駅間で4両編成の列車が折り返し運転を行うことから、箱根湯本駅発着として運転していた列車はすべて小田原駅発着となった。そのため、基本的に新宿駅 - 小田原駅間は10両編成となり、分割・併合を行う列車は大幅に減少した。このダイヤ改正から箱根登山鉄道線への定期列車としての急行の直通運転は行われていない。
2012年3月のダイヤ改正でロマンスカー以外の分割・併合がすべて廃止されたため、急行の箱根登山鉄道線直通は完全に廃止となった。

##### 停車駅の変遷
- 1927年10月15日（急行の運行開始時）：新宿駅・経堂駅・稲田登戸駅（現・向ヶ丘遊園駅）・新原町田駅（現・町田駅）・相模厚木駅（現・本厚木駅）・伊勢原駅・大秦野駅（現・秦野駅）・新松田駅・小田原駅。
- 1934年4月：経堂駅が通過駅となる。
- 1937年9月1日：士官学校前駅（現・相武台前駅）と鶴巻温泉駅が停車駅に追加。
- 1938年4月1日：通信学校駅（現・相模大野駅）と相模原駅（現・小田急相模原駅）が停車駅に追加。
- 1944年11月：太平洋戦争の戦況悪化に伴い運転休止。
- 1949年10月1日（急行運転の復活）：新宿駅・下北沢駅・稲田多摩川駅（現・登戸駅）・新原町田駅（現・町田駅）・本厚木駅・伊勢原駅・鶴巻駅（現・鶴巻温泉駅）・大秦野駅（現・秦野駅）・渋沢駅・新松田駅・小田原駅。
- 1951年4月1日：相模大野駅が停車駅に追加。
- 1952年12月：稲田多摩川駅（現・登戸駅）の停車を中止し、稲田登戸駅（現・向ヶ丘遊園駅）が停車駅に追加。
- 1960年3月25日：一部列車に限り相武台前駅が停車駅に追加。時刻表では該当列車に「ソ停」という注記が付記された。
- 1970年11月：登戸駅が停車駅に追加。
- 1971年4月：成城学園前駅が停車駅に追加（通勤急行の廃止）。
- 1972年
  - 3月14日：夕方ラッシュ時の下り列車に限り海老名駅が停車駅に追加。
  - 12月18日：愛甲石田駅と大根駅（現・東海大学前駅）が停車駅に追加され、同時に海老名駅に全列車が停車。
- 1974年6月1日：新百合ヶ丘駅が開設され、停車駅に追加。
- 1978年3月31日：代々木上原駅が停車駅に追加。
- 1983年3月22日：一部列車に限り栢山駅・富水駅・螢田駅・足柄駅が停車駅に追加。
- 1985年3月14日：開成駅開業により、一部の列車に限り停車駅に追加。
- 1999年7月16日：相武台前駅の一部列車の停車を中止。
- 2004年12月11日：平日の10:00 - 17:30と土曜・休日の終日に限り経堂駅が停車駅に追加。
- 2008年3月15日：箱根登山鉄道鉄道線への直通運転を廃止[注釈 3]。
- 2016年3月26日：日中の運転系統を大幅に変更し、開成駅・栢山駅・富水駅・螢田駅・足柄駅への停車が大幅に減少。平日日中の経堂駅に停車する時間帯が拡大（平日の10:00 - 18:00頃まで）。
- 2018年3月17日：開成駅・栢山駅・富水駅・螢田駅・足柄駅への停車を廃止。経堂駅に停車する時間帯が拡大（平日18:00以降のみ下り列車が通過）。
- 2019年3月16日：開成駅に全列車が停車。経堂駅に停車する時間帯が拡大（平日18:00 - 22:00のみ下り列車が通過）。
- 2020年3月14日：経堂駅に停車する時間帯が拡大（平日18:00 - 21:00のみ下り列車が通過）。
- 2022年3月12日：経堂駅に全列車が停車。

#### 通勤準急（2代）
種別色は緑（■#009d6a）、英語表記は「Commuting Semi Express」。2018年3月17日のダイヤ改正で設定された種別（運転開始は3月19日）。この改正で準急は千歳船橋駅・祖師ヶ谷大蔵駅・狛江駅が停車駅に追加されたが、平日朝ラッシュ時間帯上りにこれらの駅には停車しない（経堂駅には停車する）列車が残ることから、区別のため種別を変更した。平日朝ラッシュ時間帯かつ上り方向のみの運行で、全列車が千代田線直通である。停車駅は伊勢原駅 - 登戸駅の各駅と、成城学園前駅・経堂駅・下北沢駅・代々木上原駅からの各駅。一部を除いて登戸駅 - 成城学園前駅間は緩行線、成城学園前駅 - 経堂駅間は急行線、経堂駅 - 代々木上原駅間は再び緩行線を使用し、登戸駅で新宿方面の快速急行に、成城学園前駅で新宿方面の各駅停車に、経堂駅で千代田線方面の各駅停車に接続する。また2022年3月12日のダイヤ改正で、朝ラッシュ時間帯の小田原駅・新松田駅発急行相模大野行きが廃止された関係で、相武台前駅での待避を取りやめ相模大野駅まで先着し、相模大野で江ノ島線からの快速急行に接続する列車が設定されるようになった。現状で唯一全列車が急行線と緩行線を両方使う種別である。
「通勤準急」の名は過去にも存在しており（後節参照）、実に53年ぶりの復活である。最長運行区間は伊勢原駅→我孫子駅。2019年には伊勢原駅始発が新設された。現在の運行本数は成城学園前駅始発が2本、相模大野駅始発が1本、海老名駅始発が2本、本厚木駅始発と伊勢原駅始発が3本ずつである。

##### 停車駅の変遷
- 2018年3月17日（運転開始日は3月19日）：本厚木駅 - 登戸駅・成城学園前駅・経堂駅・下北沢駅・代々木上原駅からの各駅。
- 2019年3月16日（運転開始日は3月18日）：伊勢原駅発設定に伴い、伊勢原駅・愛甲石田駅が停車駅となる。

#### 準急
1946年10月1日に登場。前年6月まで運転されていた「直通」（後述）の運転パターンに近い列車として設定された。種別色は緑（■#009d6a）、英語表記は「Semi Express」。なお緑色は1978年3月31日の営団地下鉄千代田線代々木公園駅 - 代々木上原駅間延伸開通に伴う相互直通運転開始を機に採用されたもので、それ以前は黄色であった。
上り平日朝ラッシュ時を除く朝夕を中心に運転され、現行ダイヤでは全列車が代々木上原駅以東で千代田線と直通する。2022年3月12日のダイヤ改正以前は日中にも常磐線・千代田線内 - 向ヶ丘遊園駅間の列車が1時間に3本運転されていたが、2022年3月12日のダイヤ改正で日中時間帯に運行されていた列車に関しては種別が急行に変更された。代々木上原駅 - 登戸駅間の複々線区間では緩行線を走行する（向ヶ丘遊園駅の引き上げ線の構造上、上りは向ヶ丘遊園駅 - 登戸駅間のみ急行線を走行）種別として運転され、基本的に先行する各駅停車は追い抜かないが、土休日の朝の下り列車は登戸駅で各駅停車を追い抜く（登戸駅のみ急行線ホームに入線、向ヶ丘遊園駅のみ当種別が先着）ほか、向ヶ丘遊園駅で本厚木発の各駅停車から始発の準急に接続する列車が存在する。全列車が地下鉄対応車の10両編成で運転されるが、大幅なダイヤ乱れがあった場合新宿駅発着の準急も運転されることがある（新宿 - 代々木上原駅間は臨時急行扱いで途中無停車、新宿到着後は回送として折り返す）。2018年3月16日までは新宿駅発着の準急も運行されていたことから、地上運用専用の1000形・3000形・8000形などにも、「準急」の字幕またはLED種別表示が用意されている。
現在のダイヤでは、相模大野駅・本厚木駅・伊勢原駅着は平日夕ラッシュ時間帯以降の一部列車のみで、相模大野駅行き・本厚木駅行き・伊勢原駅行きがそれぞれ2本ずつ運行されている。大多数は成城学園前駅・向ヶ丘遊園駅発着となっており、向ヶ丘遊園以西は平日下りのみの運転となっている。向ヶ丘遊園駅で急行の待ち合わせ・快速急行の通過待ちを行った後、相模大野駅行きは終点相模大野駅まで先行するが、本厚木駅行き・伊勢原駅行きは町田駅で特急の通過待ち・快速急行の待ち合わせを行う。
経堂駅の高架化以前は、ホーム長の関係で10両編成である千代田線直通と朝ラッシュ時および深夜の新宿発着はすべて経堂駅を通過していたが、2000年に上りホームが、2001年に下りホームがそれぞれ高架となり、10両編成対応になったため、2000年より上りの準急が、2001年よりすべての準急がそれぞれ朝ラッシュ時の上りを除き停車するようになり、2018年3月17日のダイヤ改正で全列車が停車するようになった。
列車番号は4000番台が割り当てられているが、2018年3月16日までは経堂駅に停車する列車の番号には4200番台以降が割り当てられていた。
2018年3月16日までの停車駅は新宿駅 - 登戸駅間は急行と同一、登戸駅以西は各駅停車で、平日朝ラッシュ時の上り列車は経堂駅を通過していた。2018年3月17日のダイヤ改正で、経堂駅に全列車が停車するようになったほか、新たに千歳船橋駅、祖師ヶ谷大蔵駅、狛江駅に停車するようになった。平日朝ラッシュ時間帯の上り列車は改正前の停車駅と経堂駅のみに停車し、通勤準急として区別された。1978年3月31日から1990年3月27日までは、朝ラッシュ時に経堂駅に加えて百合ヶ丘駅・読売ランド前駅・生田駅を通過する準急（通称・スキップ準急）もあった。これは1978年3月30日まであった前述の新百合ヶ丘駅以西が各駅停車となる急行を千代田線直通としたための措置で、小田原線内は停車駅が同一であった。前述の通り、2018年3月17日改正より早朝に新百合ヶ丘駅で急行に種別変更する上り各駅停車、深夜に同駅で各駅停車に種別変更する下り急行が設定されたため、事実上復活（経堂駅停車有無については考慮せず）したともいえる。
かつては常磐線・千代田線に直通せず小田急内のみで運転される列車も設定されていたが、2000年12月2日のダイヤ改正で大半が常磐線・千代田線内 - 相模大野駅間の運転となってから徐々に減少していった。2002年3月23日のダイヤ改正で多摩急行が登場し、ほとんどの常磐線・千代田線内 - 相模大野駅間の準急が多摩急行に変更となり日中の準急は消滅した。2008年3月15日のダイヤ改正から新松田駅以西の運転が廃止され、箱根登山鉄道線への定期列車としての準急の直通運転も廃止された。2014年3月15日のダイヤ改正では平日朝に1本のみ多摩線に直通する列車が設定された（新宿駅発唐木田駅行き）。2015年3月14日のダイヤ改正で、夕方ラッシュ時の下り準急は急行に振り替えられる形で一旦消滅したが、2016年3月26日のダイヤ改正で再度設定され復活した。そして、2018年3月17日のダイヤ改正で全列車が常磐線・千代田線直通となり小田急内のみで運転する列車が全廃され、多摩線に直通する列車も廃止となった。またこの改正で平日に設定されていた成城学園前駅発新松田駅行きも廃止され、伊勢原駅以西の運転も廃止された。
2018年3月16日までは経堂駅まで各停、経堂駅から準急新宿駅行きとなる列車が存在していた。2012年3月17日のダイヤ改正で、このような列車が平日は本厚木駅発19時台、土休日は新松田駅発22時台に各1本設定されていた。2015年3月13日までは、平日は町田発で運転されていた。2016年3月26日ダイヤ改正では一部変更となり、朝方にも平日は本厚木駅発、土休日は向ヶ丘遊園駅発の各1本が追加設定された一方、夜間については平日のみ運転区間が短縮され向ヶ丘遊園駅発のみになった（改正前の本厚木駅 - 向ヶ丘遊園駅間は時刻変更のうえ我孫子駅行きに振り替えられた）。

##### 停車駅の変遷
- 1946年10月1日（準急の運行開始時）：新宿駅・下北沢駅・経堂駅・成城学園前駅・稲田多摩川駅（現・登戸駅） - 小田原駅間の各駅。
- 1951年4月1日：喜多見駅 - 和泉多摩川駅間の各駅が停車駅に追加（これにより成城学園前駅 - 小田原駅間は各駅停車化）。
- 1964年11月5日：喜多見駅 - 和泉多摩川駅間の各駅が通過駅化（これにより登戸駅 - 小田原駅間の各駅に停車となる）。
- 1972年3月14日：平日の朝ラッシュ時に限り経堂駅が通過駅化。
- 1974年6月1日：平日の朝ラッシュ時の上りに限り代々木八幡駅が停車駅に追加（営団地下鉄千代田線代々木公園駅への乗り換え客向けのサービス）。
- 1978年3月31日：営団地下鉄千代田線との相互直通運転開始に伴い代々木上原駅が停車駅に追加、代々木八幡駅への停車終了。同時に同線乗り入れ列車の運用の都合から朝の一部に限り生田駅 - 百合ヶ丘駅間の各駅を通過する列車、通称「スキップ準急」が登場する。
- 1990年3月28日：「スキップ準急」が廃止され、全列車が生田駅 - 百合ヶ丘駅間の各駅に停車するようになる。
- 2002年3月23日：江ノ島線直通準急の廃止。
- 2008年3月15日：新松田駅以西と箱根登山鉄道鉄道線への定期列車としての直通運転廃止。これに伴い、運行区間は常磐線・東京メトロ千代田線内および新宿駅 - 新松田駅間のみとなる。
- 2018年3月17日：千歳船橋駅・祖師ヶ谷大蔵駅・狛江駅が停車駅に追加されたほか、経堂駅の全列車停車が復活。代々木上原駅以東と伊勢原駅以西への定期列車としての直通運転廃止。これに伴い、運行区間は常磐線・千代田線内 - 伊勢原駅（土休日は向ヶ丘遊園駅）間のみとなる。
- 2025年3月15日：喜多見駅・和泉多摩川駅が停車駅に追加（これにより経堂駅以西は各駅停車化）[34]。本厚木駅 - 伊勢原駅間の設定を廃止[43]。

#### 各駅停車

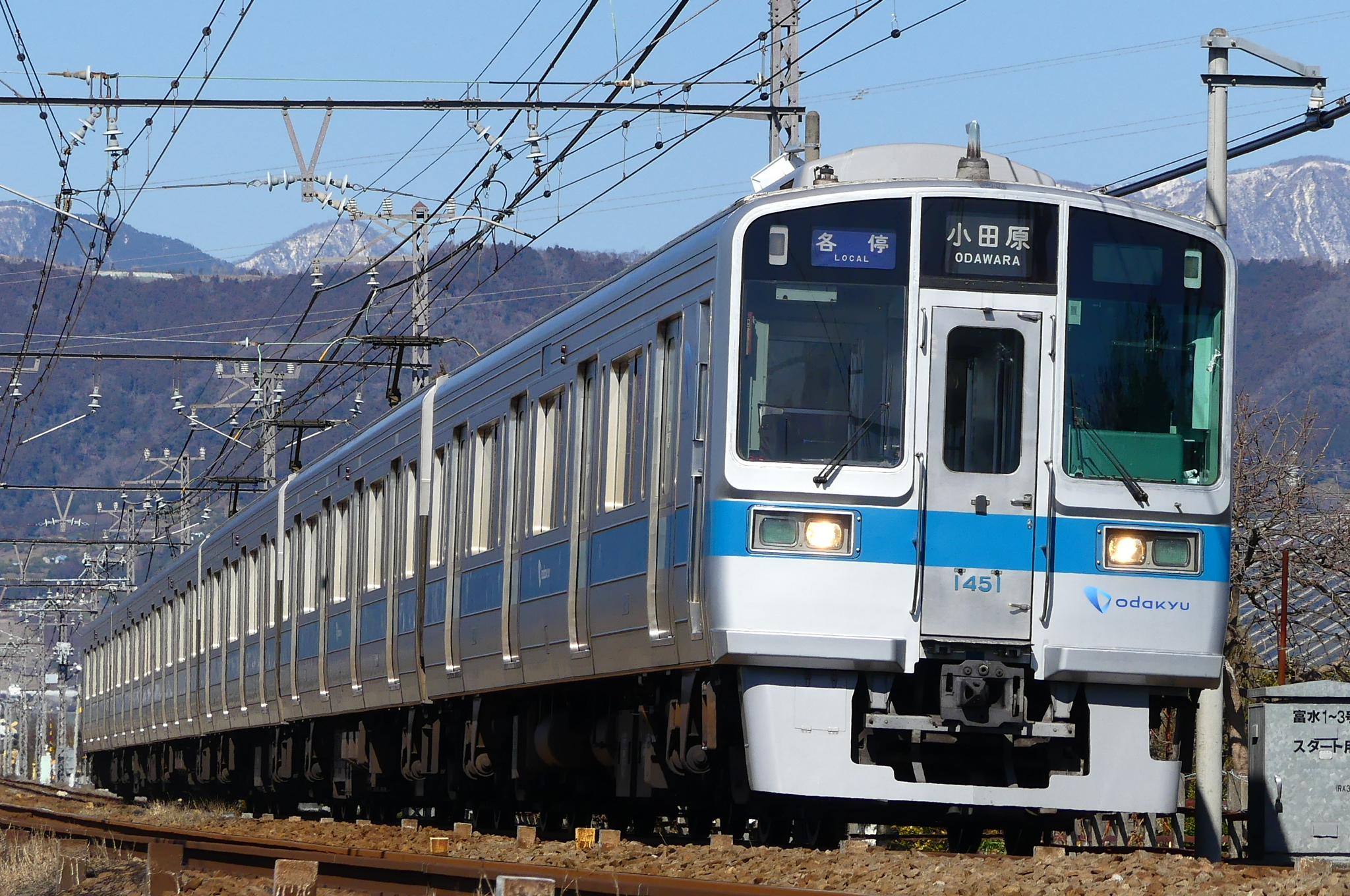
1000形による小田原行きの各駅停車

開業と同時に登場した。当初は新宿駅 - 稲田登戸駅（現・向ヶ丘遊園駅）間のみ運行され、小田原駅までの運行は行われなかったが、終戦前の1945年6月に実施されたダイヤ改正以後は全線にわたって運行されている。種別色は青色（■#3b3a7f）、英語表記は「Local」で、1994年頃に通過表示灯の点灯を中止するまでは各停のみ種別を表示しておらず、1994年頃から2018年3月17日の白紙ダイヤ改正までは基本的に「各停」と表記されていた。
現行ダイヤでは小田急内系統と常磐線・東京メトロ千代田線直通系統の2つが存在する。それぞれの概要を2つに分けて記す。
小田急内列車
日中は新宿駅 - 本厚木駅間の列車が1時間に6本設定されているほか、町田駅・相模大野駅発着で新松田駅 - 小田原駅間で各駅停車となる列車が1時間に3本設定されている。詳細は「急行」を参照。それ以外の区間の運転も朝夜中心に多数運転されている。2022年3月12日ダイヤ改正時点では以下のとおりである。

- 新宿駅 - 経堂駅 / 成城学園前駅 / 向ヶ丘遊園駅 / 新百合ヶ丘駅 / 町田駅（町田駅発の列車のみ） / 相模大野駅（相模大野駅着の列車のみ） / 伊勢原駅 / 秦野駅 / 多摩線唐木田駅
- 海老名駅→本厚木駅 / 伊勢原駅（平日のみ）
- 本厚木駅 - 相模大野駅（土休日の相模大野駅発は伊勢原行き） / 新百合ヶ丘駅 / 向ヶ丘遊園駅（本厚木駅発は平日のみ） / 成城学園前駅（成城学園前駅行きは土休日のみ、成城学園前駅発は平日のみ） / 経堂駅（経堂駅発は伊勢原行き）
- 小田原駅 - 新松田駅（平日のみ箱根登山線箱根湯本駅始発もあり） / 伊勢原駅 / 本厚木駅 / 海老名駅（海老名駅発の列車のみ） / 相模大野駅（相模大野駅発の列車のみ） / 町田駅
- 登戸駅→本厚木駅（平日のみ） / 成城学園前駅→向ヶ丘遊園駅（土休日のみ） / 江ノ島線藤沢駅⇔町田駅 / 本厚木駅→新松田駅（平日のみ）

両数は、新百合ヶ丘駅・相模大野駅で急行に種別変更する列車はすべて10両編成、新宿発着の列車、新宿駅 - 新松田駅間で区間運転する列車は10両編成と8両編成が混在、新松田駅で急行に種別変更する列車および江ノ島線発着の列車、小田原駅発着の各駅停車はすべて6両編成、夜の本厚木駅発（土休日は伊勢原駅発）小田原駅行き（それぞれ1本）、小田原駅発新松田駅行きの1本、箱根湯本発新松田駅行きの1本は4両編成で運転されている。
常磐線・東京メトロ千代田線直通列車
日中を除き常磐線・千代田線発着の列車が設定され、多くが成城学園前駅か向ヶ丘遊園駅発着列車だが、一部相模大野駅着・本厚木駅発の列車もある。2019年3月16日改正では、北綾瀬発着が新設され、また、本厚木発着の列車が平日夜下りに1本と土休日朝上りに2本が新たに設定された。2024年3月16日改正の現行ダイヤでは、土休日の千代田線直通は上りは向ヶ丘遊園9時32分発我孫子行き、下りは我孫子18時29分発成城学園前行きの各1本のみとなっている。また、平日の夜間に走っていた本厚木発着千代田線直通の列車はすべて廃止となった。2022年3月12日のダイヤ改正で本厚木発の千代田線直通の列車は上り平日の朝5時16分発の我孫子行き1本のみとなった。
ホームの長さの関係で、8・10両編成の列車は新宿駅 - 新松田駅・多摩線唐木田駅間で運転されており、栢山駅 - 足柄駅間の各駅に停車する列車と江ノ島線直通列車は6両編成以下となっている。また小田急箱根鉄道線箱根湯本駅発着の各駅停車は4両編成となっている。また、かつては平日のみ箱根湯本発本厚木行きの各駅停車の1本（6両編成）が新松田駅で4両を増結して10両編成となるものも存在した。
代々木上原駅 - 登戸駅間は複々線区間であり、ほとんどの列車が特急ロマンスカー・快速急行、急行、通勤急行、通勤準急に抜かれる（経堂駅・成城学園前駅・登戸駅で乗り継げることもある）。朝夕を中心に鶴川駅（上りのみ）や相武台前駅などで特急ロマンスカー・快速急行・急行の通過待ちをすることがある。向ヶ丘遊園駅・新百合ヶ丘駅・町田駅・相模大野駅・海老名駅・本厚木駅・新松田駅などで快速急行・急行の待ち合わせをすることが多い（一部通過待ちとなる駅もある）。
列車番号は、江ノ島線直通列車には5500番台、小田原線内完結列車のうち千代田線直通列車には6000番台、向ヶ丘遊園駅まで運転の列車には6200番台、相模大野駅まで運転の列車には6400番台、相模大野駅以西も運転される列車には6500番台、新百合ヶ丘駅で種別変更を行う列車には6750番台、小田急箱根鉄道線直通列車には本厚木駅着が6800番台、新松田駅着が7000番台、新松田駅で種別変更を行う列車には7100番台、多摩線直通列車には7900番台がそれぞれ割り当てられている。
2008年3月15日のダイヤ改正より、急行の新松田駅での連結・切り離し作業が基本的にはなくなり新松田駅 - 小田原駅・箱根湯本駅間は4両編成での折り返し運転が実施され、日中の新松田駅 - 小田原駅間の途中駅各駅に停車する列車は、新松田駅発着の各駅停車（4両編成）と町田駅・相模大野駅発着で本厚木駅 - 小田原駅間各駅停車の急行（6両編成）との交互運転になった。新松田駅 - 小田原駅・箱根湯本駅間の区間運転列車については1000形の箱根登山鉄道塗装（レーティッシュカラー）の車両が優先的に充当されていた。
2012年3月17日のダイヤ改正より箱根登山鉄道鉄道線への直通列車は早朝・夜間のごく一部を除き廃止され、新松田駅 - 小田原駅間の区間列車は6両編成での運転となった。
2016年3月26日のダイヤ改正より日中の都心側は新宿駅 - 新百合ヶ丘駅間において1時間に6本（約10分間隔）の運転（同時に梅ヶ丘駅 - 百合ヶ丘駅間では、区間準急の全廃も伴って実質減便）となり、加えて急行との接続駅が成城学園前駅に統一された（このほか下りは新百合ヶ丘駅と海老名駅、上りは町田駅で急行または快速急行と接続）。また新宿駅 - 本厚木駅（一部は準急が運転される時間帯があるため、向ヶ丘遊園駅）間の運転が基本となり、多摩線との直通は朝夕のみ（土休日は朝夕併せて1.5往復のみ）、江ノ島線への直通運転は平日の新宿駅発と成城学園前駅発のそれぞれ1本に減らされた。このほか、快速急行の増発に伴い本厚木駅以遠各駅に停車する急行がごく少数の運転本数となったため、それを補完する新松田駅 - 小田原駅間の区間運転が増加した。
2018年3月17日のダイヤ改正より千代田線直通列車が朝夕を中心に設定された。新松田駅 - 小田原駅間の日中の運行本数は1時間に3本に削減された。
2019年3月16日のダイヤ改正で新宿駅 - 代々木上原駅での10両編成の列車の運転が開始された。また、6両編成の新宿駅 - 成城学園前駅間への乗り入れがなくなり、小田原線全線（新宿駅 - 小田原駅間）を通しで運転する各駅停車が全廃となった。

### 過去の列車種別

#### 直通
開業時に登場した種別である。開業当初は新宿駅 - 稲田登戸駅（現・向ヶ丘遊園駅）間のみの運行であった「各駅停車」に対し、直通は全線で運転した。新宿駅 - 稲田登戸駅間は経堂駅のみに停車し、稲田登戸駅 - 小田原駅間は各駅に停車した。
- 登場時の停車駅
  - 新宿駅・経堂駅・稲田登戸駅（現・向ヶ丘遊園駅） - 小田原駅間の各駅
  - 1929年4月1日に江ノ島線が開業すると、次のようになる。
  - 小田原線内のみ運行の「直通」の停車駅（愛称「小田原直通」）
    - 新宿駅・下北沢駅・経堂駅・稲田多摩川駅（現・登戸駅） - 小田原間の各駅

  - 江ノ島線に乗り入れる「直通」の停車駅（愛称「江ノ島直通」）
    - 新宿駅・下北沢駅・経堂駅 - 稲田登戸駅（現・向ヶ丘遊園駅）間の各駅・玉川学園前駅 - 片瀬江ノ島駅間の各駅
- 1945年6月のダイヤ改正で「各駅停車」に統合され、廃止された。
- 1946年10月には「小田原直通」の停車駅に成城学園前駅を加えた「準急」が新設され、実質的な後継列車となった。

#### 準特急（サービス特急）
多客時に特急を補完する形で運行されていた。1953年から1959年までは「サービス特急」、同年から特急運用を外れた2300形が投入された際に100円の座席指定券を発行することになったのに伴い「準特急」に改められ、1963年まで名乗っていた。1963年に3100形「NSE」の登場により廃止された。停車駅は当時の特急と同様に新宿駅 - 小田原駅間は無停車であった。特急との違いは接客設備の格差によるものであり、特急が全席指定（これは現在も同じ）であったのに対し、準特急はセミクロスシート車で無料の列車指定券を発行しての座席定員制であった。
なお、「準特急」の名称は廃止後、京王電鉄が2001年3月27日の京王線ダイヤ改定で採用するまで、日本では使用されなかった。

#### 桜準急
1948年9月 - 1950年2月という短期間のみに存在していた種別であった。運行区間は新宿駅 - 新原町田駅（現・町田駅）間であった。
- 停車駅
  - 新宿駅・下北沢駅・豪徳寺駅 - 新原町田駅間の各駅
  - パターンとしては後述の区間準急に近いものであった。

#### 通勤準急（初代）
1960年3月25日から1964年11月4日まで運用された種別であった。停車駅は現在の急行停車駅から経堂駅を抜いたものであった。当時は準急が喜多見駅 - 和泉多摩川駅間の各駅にも停車していた。同年11月5日のダイヤ改正で快速準急が新設され、準急は朝ラッシュ時のみの運転となり、通勤準急そのものが準急となった。

#### 快速準急
1964年から1972年まで昼間時に急行と準急の間の「快速準急」という列車が運転されていた。同年に急行に統合され消滅した。停車駅は向ケ丘遊園駅以北は当時の準急停車駅、同駅以南は当時の急行停車駅であった。
休日には行楽地へのアクセスのために読売ランド前（よみうりランド最寄り）と鶴川（こどもの国最寄り）の両駅にも停車していた。通勤急行が廃止され、成城学園前駅に急行が停車するようになると、停車駅が急行とほぼ変わらなくなるため、1972年3月のダイヤ改正で廃止され、急行に統合された。
- 停車駅
  - 新宿駅・下北沢駅・経堂駅・成城学園前駅・登戸駅・向ヶ丘遊園駅・新原町田駅（現・町田駅）・相模大野駅・本厚木駅・伊勢原駅・鶴巻駅（現・鶴巻温泉駅）・大秦野駅（現・秦野駅）・渋沢駅・新松田駅・小田原駅

#### 区間準急
2004年12月11日ダイヤ改正で快速急行とともに新設された種別である。種別色は水色（■#21ade5）、英語表記は「Section Semi Express」。
代々木上原駅 - 梅ヶ丘駅間の複々線化に伴う東北沢駅の地下化工事の過程における待避設備の撤去により、すでに下り緩行線が完成している複々線区間の東端である梅ヶ丘駅まで速達列車の待避ができなくなったことから、新宿駅 - 梅ヶ丘駅間で優等列車より先行して一列車あたりの線路占有時間拡大を抑え、梅ヶ丘駅以西の各駅の停車本数を維持する目的で設定された。
そのため各停を追い抜くことはなかった。
元々は、東北沢駅で急行・多摩急行の待避を行っていた各停の時刻で、日中の列車における新宿駅 - 代々木上原駅間の時刻は、かつて1時間に2本運転されていた新宿駅発着の準急（2000年12月ダイヤ改正で千代田線直通となり、2002年3月ダイヤ改正で多摩急行に格上げ）から転用している。このため、代々木上原駅で新宿駅には直通しない多摩急行と連絡することで、多摩線方面から新宿方面への需要を確保するとともに快速急行の新設に伴い新宿駅 - 新百合ヶ丘駅間で減便となった急行の需要をカバーする役割も担っていた。主に新宿駅 - 唐木田駅間での運行であったが、一部は成城学園前駅・向ヶ丘遊園駅・本厚木駅・伊勢原駅・新松田駅発着の列車も存在した。なお、元々が各停の時刻であり停車駅も急行より各停に近い性格であったこともあって8両編成または6両編成での運転であり、新宿駅では各停が使用する地下ホームからの発着であった。
2016年3月26日のダイヤ改正にて全廃となった。
- 停車駅
  - 新宿駅・代々木上原駅・下北沢駅・梅ヶ丘駅以遠の各駅

#### 通勤急行（初代）
1955年のダイヤ改正で登場した種別であった。当初の停車駅は小田原線内では当時の急行の停車駅に稲田多摩川駅（現・登戸駅）が追加されたもので、江ノ島線内では現在の急行停車駅からまだ東急田園都市線が開通していなかった中央林間駅と当時はまだ開業していなかった湘南台駅を除いた設定となっていた。その後、1960年のダイヤ改正で朝の上りのみ成城学園前駅に停車するようになり、1964年をもって完全に停車駅化される。1970年に登戸駅に急行が停車し、翌1971年に成城学園前駅にも急行が停車するようになると、上記の快速準急と同じように急行に統合される形で廃止となった。

#### 土曜急行
1970年代に運用された種別であった。土曜急行の名の通り、土曜の半ドン帰宅の足として設定されていた。昼過ぎから夕方の間に何本か通常の急行を増発する形として、さらには相武台前に停車するという停車パターンで運用されていた。

#### 湘南急行
2002年3月23日から2004年12月10日まで運用された種別で、新宿駅 - 江ノ島線藤沢駅間で運転し、小田原線内では急行と同じ停車駅となっていた。2004年12月11日のダイヤ改正で快速急行に格上げされた。
- 停車駅
  - 新宿駅・代々木上原駅・下北沢駅・成城学園前駅・登戸駅・向ヶ丘遊園駅・新百合ヶ丘駅・町田駅・相模大野駅・江ノ島線へ

#### 特別準急・連絡急行
特急ロマンスカー「あさぎり」および「ふじさん」の前身の種別である。詳細は「ふじさん」を参照。
その他、多摩線向けに「快速」の種別が準備されていたが結局使用は中止され、方向幕には湘南急行・多摩急行の登場前まで存在していた。

#### 多摩急行

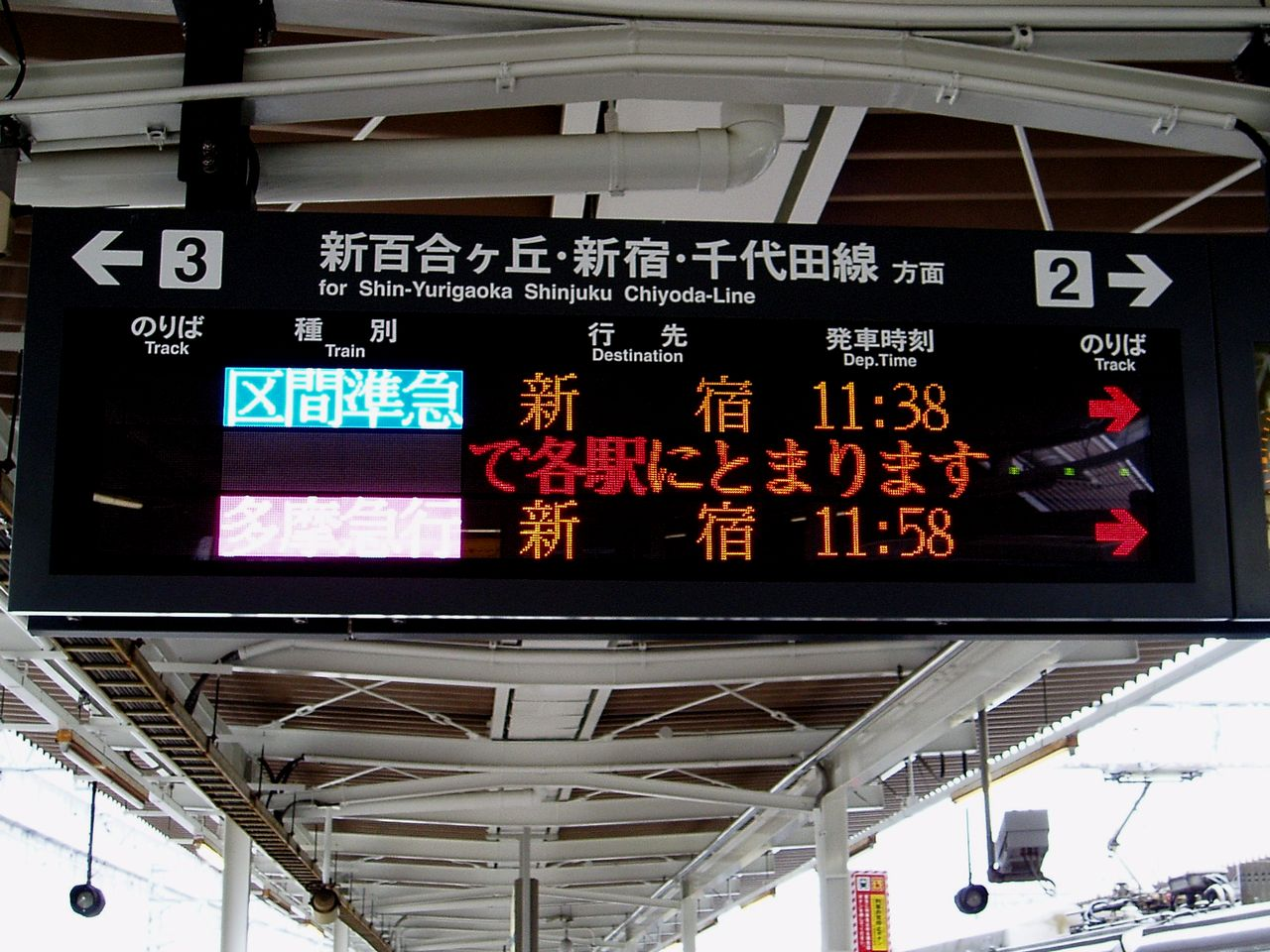
ダイヤが乱れた場合、多摩急行は新宿駅行となることがあった。

朝および夕方以降に多摩線唐木田駅から小田原線を経由してJR常磐線取手駅まで運行されていた。種別色は桃色（■#f08594）、英語表記は「Tama Express」であった。
急行とは小田原線内の停車駅が異なり、向ヶ丘遊園駅を通過し、経堂駅に停車していた。上り列車は経堂駅で特急ロマンスカーの通過待ちを行うことがあった。ダイヤ乱れ時は運休あるいは新宿駅発着となる場合もあった。小田急の地下鉄直通対応車である4000形やJR東日本E233系2000番台も使用された。
2016年3月26日のダイヤ改正で、日中は急行（経堂駅・向ヶ丘遊園駅共に停車）に置き換わり、実質朝夕ラッシュ時の千鳥運転のための種別となった（ラッシュ時の急行・朝ラッシュ時の上り準急は向ヶ丘遊園駅停車、経堂駅通過）。
2018年3月17日のダイヤ改正で廃止された。

### 臨時列車
江ノ島線直通の臨時列車は「小田急江ノ島線#臨時列車」も参照。

#### 特急ロマンスカー
白銀号
1963年3月3日にスケート特急として運行。3000形「SE」を使用。
初詣号
1969年1月1日に新宿 - 新原町田（現・町田）間で初詣客向けに運行。以後、年末年始に毎年運行。詳細は「ニューイヤーエクスプレス」の項を参照。
ORANGE EXPRESS
1981年6月15日にFM東京主催・資生堂提供のイベント臨時列車として運行。7000形「LSE」を使用。
你好つかさ号
1982年7月25日、向ヶ丘遊園でのイベントに合わせ新宿駅 - 向ヶ丘遊園駅間で運行。アイドルの伊藤つかさが車掌を務めた。3000形「SSE」を使用。
め組エクスプレス
1983年7月、新宿駅 - 片瀬江ノ島駅間で運行。3000形「SSE」を使用。
小田急箱根クイズラリー号
1984年3月25日に運行。
江ノ島・鎌倉エクスプレス
1990年4月 - 5月に唐木田駅 - 片瀬江ノ島駅間で運行。
湘南マリンエクスプレス
1990年7月 - 8月に江ノ島・鎌倉エクスプレスと同じ区間で運行。
ビア・エクスプレス納涼号
1991年7月に運行。
サンリオピューロランド号
1992年3月25日に運行。
あじさい号
1992年6月に運行。
グリーンウェーブ相模原号
1992年10月3日に第9回全国緑化かながわフェアの開催を記念して運行。7000形「LSE」を使用。
フラワー号
向ヶ丘遊園への遠足列車として運行。
秦野たばこ祭号
神奈川県秦野市での秦野たばこ祭開催に合わせ運行。
湘南マリン号
2008年7月22日 - 8月22日の平日に江ノ島・鎌倉エクスプレスと同じ区間で運行。60000形「MSE」を江ノ島線特急に初充当（ただし7月25日「RSE」）。2009年からは成城学園前駅 - 片瀬江ノ島駅間の運転となり、新百合ヶ丘駅 - 片瀬江ノ島駅間はえのしま号と同じ停車駅となる。
メトロ湘南マリン号
東京メトロ千代田線から片瀬江ノ島駅に直通する臨時特急として、2010年7月24日・31日・8月7日・14日の各土曜日に運行。上記の湘南マリン号とは停車駅が若干異なり、町田に停車し、新百合ヶ丘、相模大野、大和を通過。この停車駅は旧えのしま号の停車駅に類似。
B-1グランプリ号
2010年9月18日・19日厚木市でのB-1グランプリ開催に合わせ、新宿駅 - 本厚木駅間で運行。途中停車駅は成城学園前駅。
あしがら61号
2018年5月3日 - 5日の早朝に新宿駅 → 箱根湯本駅間で運行。あしがら号自体は、1950年から1999年7月まで運行されていた（詳細ははこね (列車)を参照）。70000形「GSE」を使用。
明星92号
2018年8月16日に箱根湯本駅 → 新宿駅間で運行（小田原駅 → 新宿駅間はさがみ92号の行路を利用）。明星号自体は、1952年9月から1963年3月まで運行されていた。70000形「GSE」を使用。

#### 通勤車両

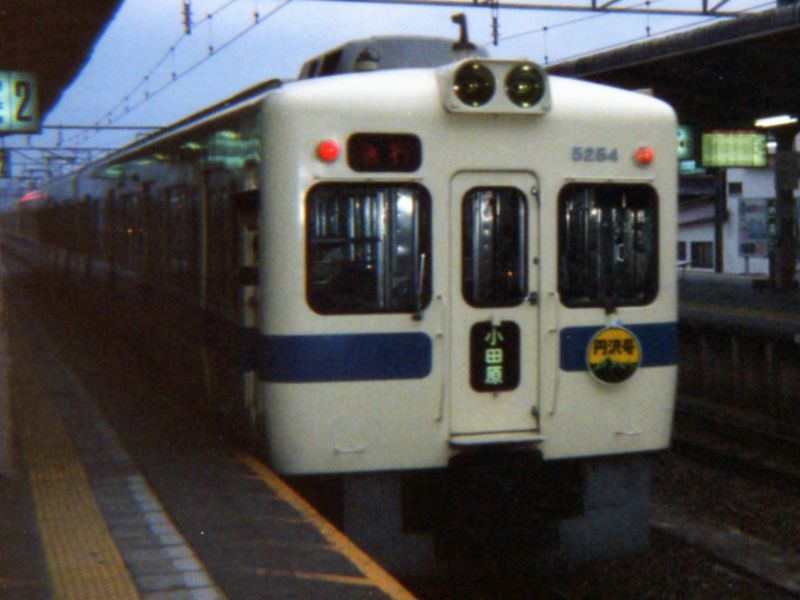
丹沢号（1989年頃、新松田駅）

あゆ電
毎年6月1日に行われる鮎漁の解禁に合わせて前日の5月31日の深夜に運転された列車で、1949年から1980年代後半まで新宿駅発小田原駅行き（年により箱根湯本駅行き）のみ運転された。
丹沢号
丹沢への登山客向けの列車で、1956年秋から1984年まで新宿駅発新松田駅行きとして下りのみ運転された。その後、1987年から休日の新宿駅発7時11分発の定期急行を「丹沢号」として運行したことがある。
猪電・猪鍋号
1955年1月に七沢温泉および広沢寺温泉の「猪鍋と日帰り入浴会」の団体専用列車として運行したのが始まりで、後年に一般利用者も乗れる臨時列車となった。運転区間は新宿駅 - 伊勢原駅間で、この列車は往復とも設定されていたが、1980年代後半に廃止された。

#### 東京メトロ千代田線直通
下記の臨時列車は、特記なければ1000形で運転。2007年以降は4000形（分割・併合がない場合に限る）も使用されている。
秋のレジャートレイン 箱根・江の島号
2004年秋に綾瀬 - 箱根湯本間で運転された臨時列車である。綾瀬駅 - 相模大野駅間は「秋のレジャートレイン 江の島号」（綾瀬 - 片瀬江ノ島間）と併結運転された。なお、相模大野駅 - 箱根湯本駅間では「秋のレジャートレイン 箱根号」と称した。
2004年は10月10日と30日 - 11月21日の土・日曜に運転された（祝日は運転されなかった）。
- 2004年の「秋のレジャートレイン 箱根・（江の島）号」の停車駅
  - 代々木上原駅・成城学園前駅・向ヶ丘遊園駅・新百合ヶ丘駅・相模大野駅・相武台前駅・海老名駅・伊勢原駅・秦野駅・小田原駅

2005年は10月29日 - 11月23日の土休日に「秋のレジャートレイン号」として綾瀬駅 - 秦野駅間を運転した。
- 2005年の「秋のレジャートレイン」の停車駅
  - 代々木上原駅・下北沢駅・新百合ヶ丘駅・町田駅・相模大野駅・海老名駅・本厚木駅・伊勢原駅・秦野駅

箱根湯〜ゆう号
相互直通運転25周年を記念して、2003年と2004年の夏に綾瀬駅 - 箱根湯本駅間で運転された臨時列車である。綾瀬駅 - 相模大野駅間は「江の島マリン号」（綾瀬駅 - 片瀬江ノ島駅間）と併結運転された。
2003年は7月26日 - 8月16日の土曜に、2004年は7月24日 - 8月22日の土・日曜に運転された。
- 2003年の「箱根湯〜ゆう号」の停車駅
  - 代々木上原駅・相模大野駅・海老名駅・秦野駅・小田原駅

- 2004年の「箱根湯〜ゆう号」の停車駅
  - 代々木上原駅・成城学園前駅・向ヶ丘遊園駅・新百合ヶ丘駅・相模大野駅・相武台前駅・海老名駅・秦野駅・小田原駅

箱根・湘南あじさい号
2004年6月19日 - 27日の土・日曜に「箱根湯〜ゆう号」と同じルートで「箱根・湘南あじさい号」が運転された。
綾瀬駅 - 相模大野駅間は片瀬江ノ島駅行きと併結運転された。
2005年は6月11-26日の土・日曜に「湘南・鎌倉あじさい号」として運転された。この場合は相模大野で接続する新宿発箱根湯本行の急行が「あじさいリレー号」として運転されていた。
- 2004年6月19-27日の土・日曜に運転された「箱根あじさい号」の停車駅
  - 代々木上原駅・成城学園前駅・向ヶ丘遊園駅・新百合ヶ丘駅・相模大野駅・相武台前駅・海老名駅・秦野駅・開成駅（6月19・20日のみ）・小田原駅

- 2005年6月11-26日の土・日曜に運転された「湘南・鎌倉あじさい号」の停車駅（東京メトロ千代田線を含む）
  - 綾瀬駅・北千住駅・西日暮里駅・大手町駅・霞ケ関駅・表参道駅・代々木上原駅・下北沢駅・新百合ヶ丘駅・町田駅・相模大野駅

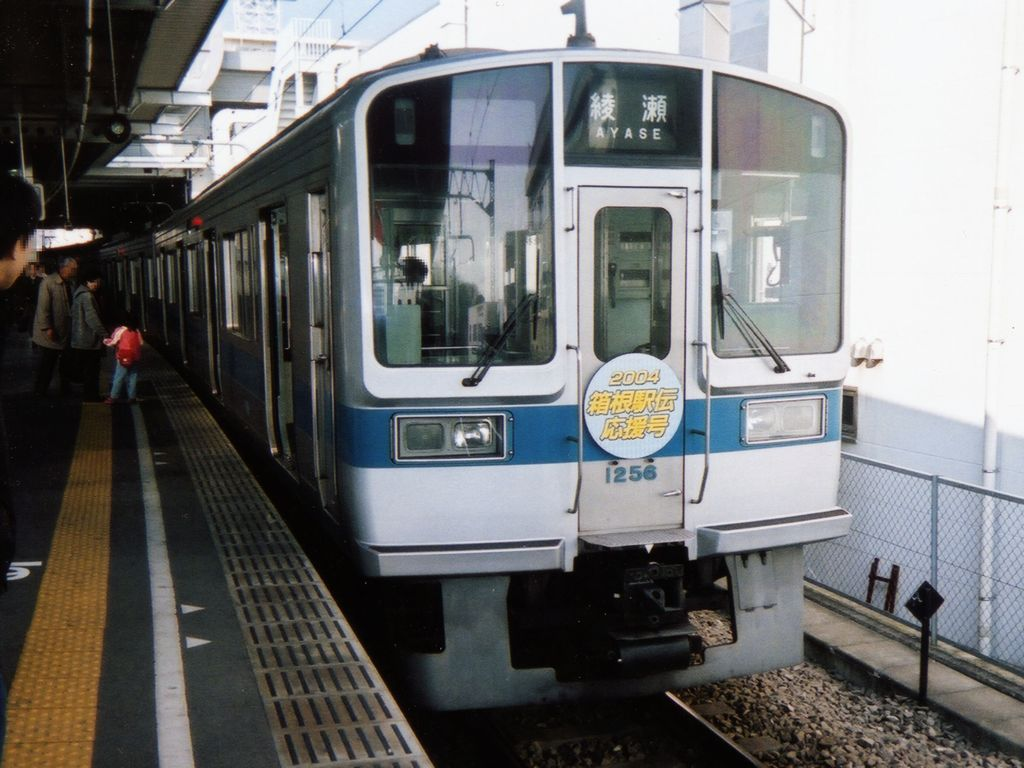
箱根駅伝応援号（2004年）

箱根駅伝応援号
箱根駅伝の開催に合わせて2004年から2007年まで、1月2日と3日に東京メトロ（2004年は営団地下鉄）千代田線 - 箱根湯本駅・藤沢駅間で運転された臨時列車である。2日は大手町駅→箱根湯本駅・藤沢駅間、3日は箱根湯本駅→綾瀬駅間で運転された。また、箱根湯本駅で2日は箱根町行、3日は箱根町発の連絡バスと接続していた。
往路は大手町から相模大野まで藤沢行と併結運転された（2004年は復路でも併結運転）。
往路は8時丁度に読売新聞東京本社前をスタートした各大学の走者を見送った後に本列車と連絡バスを乗り継いでゴールの芦ノ湖へ先回りするように組まれていた。復路も同様に芦ノ湖のスタート後にゴールの読売新聞東京本社前へ先回りできた。つまり、スタートとゴールが両方観戦できた。
- 2004年1月2日・3日に運転された「箱根駅伝応援号」の停車駅
  - 往路：代々木上原駅・新百合ヶ丘駅・町田駅・相模大野駅・相武台前駅・伊勢原駅・秦野駅・小田原駅
  - 復路：小田原駅・秦野駅・相武台前駅・相模大野駅・代々木上原駅

- 2005年1月2日・3日以降に運転された「箱根駅伝応援号」の停車駅（東京メトロ千代田線・箱根登山鉄道鉄道線を含む）
  - 往路
    - 箱根湯本行：大手町駅 ・二重橋前駅・日比谷駅・表参道駅・代々木上原駅・経堂駅・成城学園前駅・新百合ヶ丘駅・相模大野駅・相武台前駅・海老名駅・伊勢原駅・秦野駅・新松田駅 - 箱根湯本駅の各駅
    - 藤沢行：（相模大野までは箱根湯本行と併結）・中央林間駅・大和駅・湘南台駅・藤沢本町駅・藤沢駅

  - 復路：箱根湯本駅 - 本厚木駅の各駅・海老名駅・相模大野駅・成城学園前駅・代々木上原駅・表参道駅・霞ケ関駅・大手町駅・西日暮里駅・北千住駅・綾瀬駅

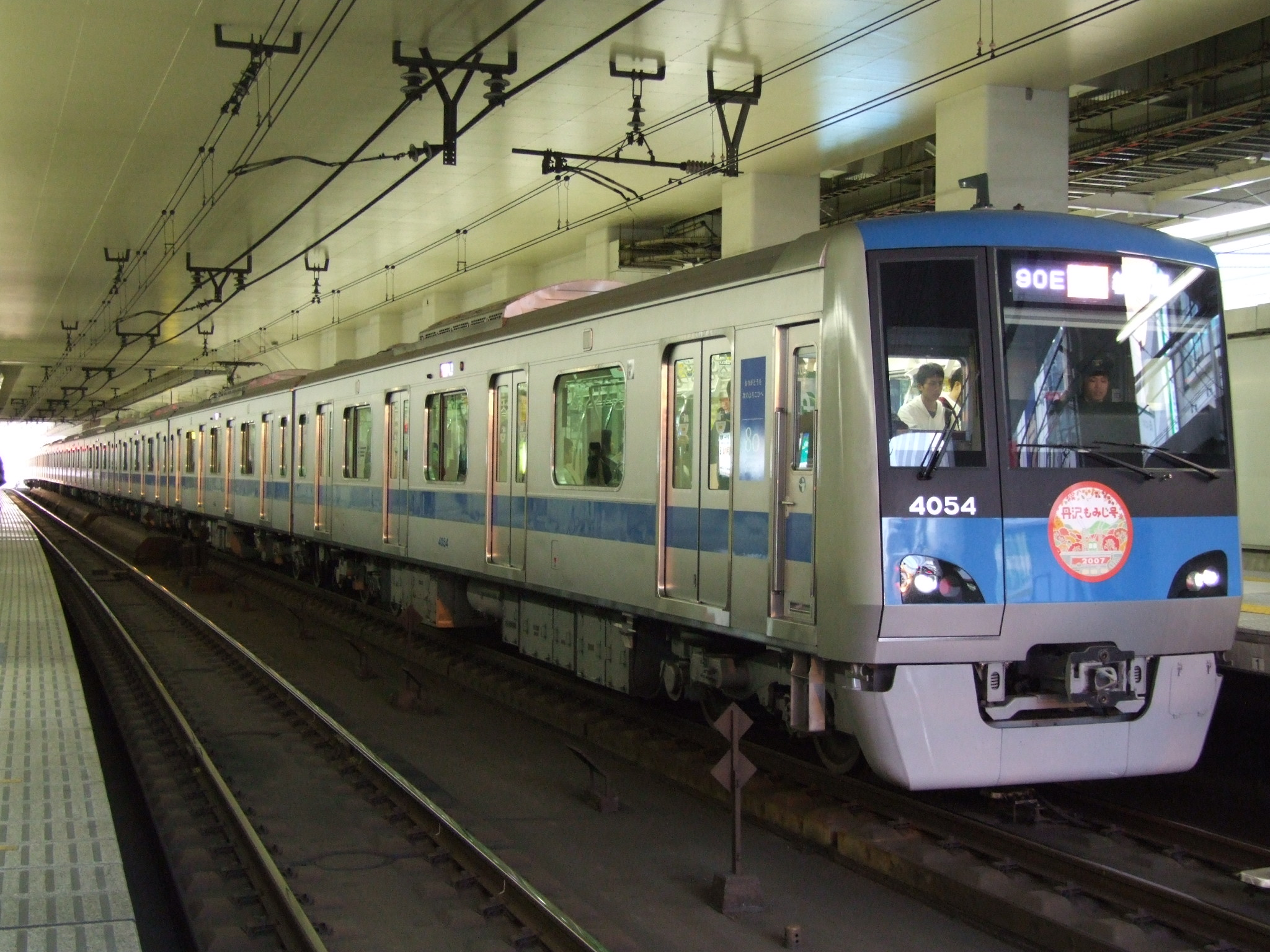
丹沢もみじ号（2007年）

丹沢もみじ号 
2006年11月11日・18日・19日・23日・25日に綾瀬駅 - 秦野駅間で運転された臨時列車である。
- 停車駅（東京メトロ千代田線を含む）
  - 綾瀬駅・北千住駅・西日暮里駅・大手町駅・霞ケ関駅・表参道駅・代々木上原駅・下北沢駅・新百合ヶ丘駅・町田駅・相模大野駅・海老名駅・本厚木駅 - 秦野駅間の各駅

2007年11月23-25日と12月1日・2日にも運転された。停車駅は2006年と同じであるが、車両は4000形が充当された。
2008年11月22日 - 24日にも運転されたが、東京メトロ千代田線内の停車駅は各駅停車となった。車両は1000形に戻っている。

## 連続立体交差化・複々線化事業
代々木上原 - 向ヶ丘遊園間 (12.3 km) では、小田急電鉄が複々線化、東京都が連続立体交差化の各事業を実施しており（建設主体は鉄道建設・運輸施設整備支援機構）、2018年3月3日に代々木上原 - 登戸間の複々線化が完了した。登戸 - 向ヶ丘遊園間は暫定形として上り2線・下り1線で整備され、沿線の土地区画整理事業に合わせて複々線用地が確保されたものの、着手未定となっている。
また、向ヶ丘遊園駅 - 新百合ヶ丘駅間 (5.7 km) の複々線化計画もあり、運輸政策審議会の答申第7号（1985年）や答申第18号（2000年）、交通政策審議会の答申第198号（2016年）にもこの区間の複々線化が盛り込まれているが、小田急電鉄は「当社単独による整備は事業採算上極めて厳しい」としている。
なお、運輸政策審議会答申第7号では上記複々線化完成ののち、新百合ヶ丘駅 - 相模大野駅間の複々線化も行うこととされているが、答申第18号では除かれており、小田急電鉄も計画はないとしている。
- 参考：複々線化事業パンフレット「小田急線の複々線化事業について」（2017年発行）[49]

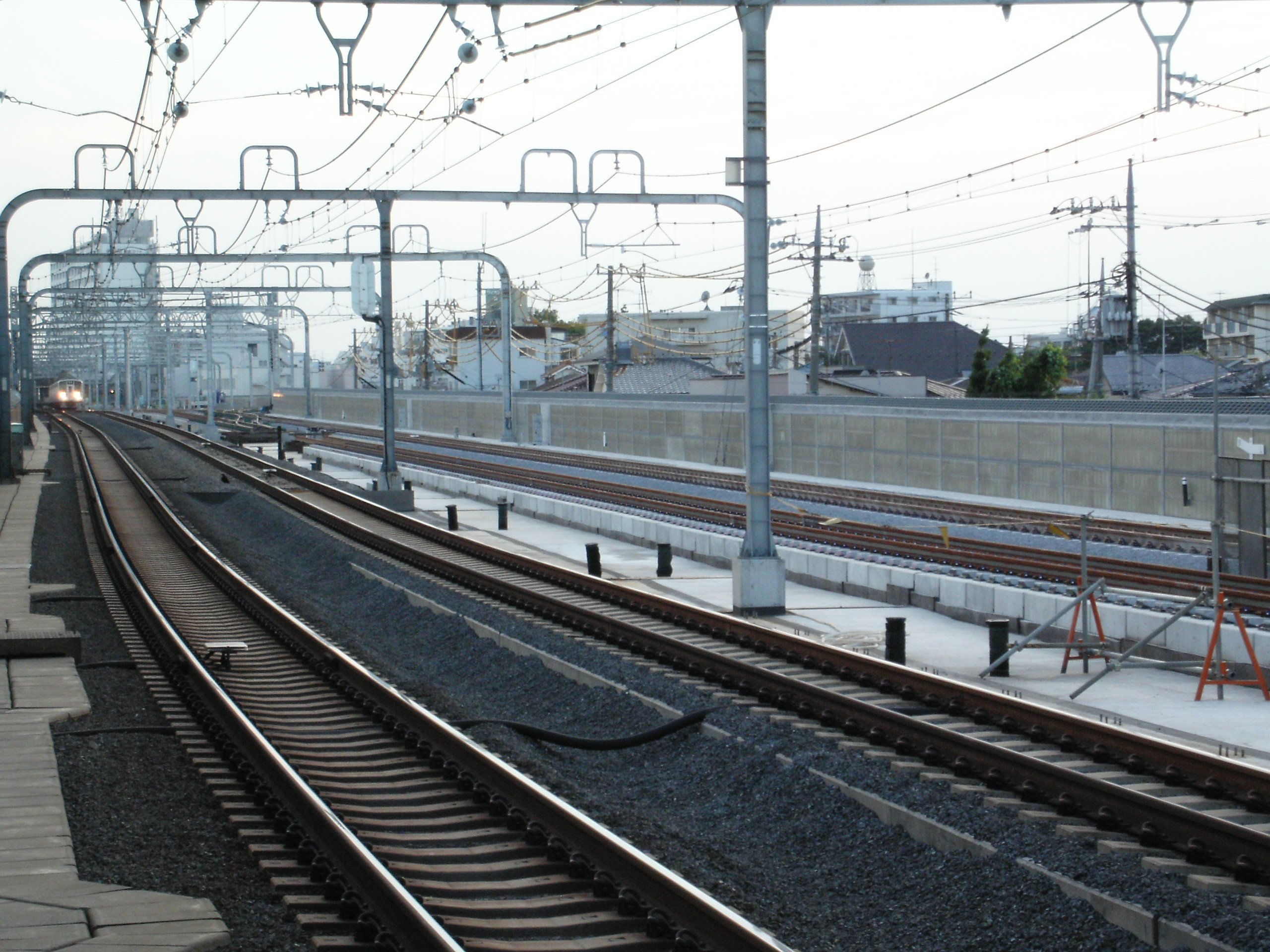
複々線工事中の小田原線（2004年6月）

### 区間別概要
- 代々木上原 - 東北沢間（詳細は「代々木上原駅」を参照）
  - 1978年に複々線化されていた区間であるが、次述の東北沢 - 梅ヶ丘間の複々線化工事中は、工事用地の関係から工事の進捗に応じて並行する東京メトロ千代田線の引き上げ線共々線路配置が複雑に変遷した。同じ理由で、この区間は暫定的に複線となっていた。
- 東北沢 - 世田谷代田間
  - 2004年9月7日に着工した。当初は高架方式が予定されていたが、下北沢駅で京王井の頭線がオーバークロスしていること、地価の高い商店街を通るので用地買収費が嵩むこと、駅前広場整備の必要性も考慮し、用地買収が少なく早期完成が見込める地下化による方法を採用した。下北沢付近は用地取得の関係などから2層式で緩急分離の線路別複々線となり、東北沢駅は緩行線が内側の島式ホーム、世田谷代田駅のやや先からは急行線が内側となる。この区間の複線による地下化（将来の急行線を使用）は2013年3月23日に完成した[50]。複々線化は2018年3月3日に完成し[21]、同月17日にダイヤ改正が実施された（複々線化事業全体の完成は2018年度）[23][51]。
  - 下北沢駅の地下化当初は、この区間の複々線化工事の状況や概要を紹介するギャラリーが設置されていた（その後工事の進捗に伴い撤去、世田谷代田駅のコンコースに2017年に設置された「小田急環境ルーム」[52] に一部が移設された）。
  - 地下化後の線路跡地利用について、世田谷区が2012年7月に独自案を示す一方、小田急と都は2011年に合意した内容と異なるとして反発し、跡地利用の目処が立たない状況となっていたが[53]、その後調整が行われ、2022年（令和4年）5月に下北線路街として全面開業した[54]。
- 世田谷代田 - 喜多見間
  - 沿線地権者や後援者などによる反対運動が起きた（下記参照）。特に梅ヶ丘駅周辺で根強い反対があり、世田谷代田 - 梅ヶ丘間の工事は予定より遅れた。この反対運動の一環として1992年5月7日に公害等調整委員会に対する責任裁定申請がなされ、1998年に小田急が申請者に解決金を支払うことなどを内容とした調停が一部成立した。この区間では特に騒音対策を強化した軌道や防音壁を採用している。

### 小田急訴訟
梅ヶ丘 - 喜多見間については、周辺住民などによって騒音、振動、日照などによって著しい健康被害を及ぼすおそれがあるとして、建設大臣（当時）による連続立体交差とそれに付属する街路事業の事業認可の取り消しを求める訴訟が1994年に提起された。これに対して第一審の東京地方裁判所（藤山雅行裁判長）は事業認可の前提となる1993年の都市計画決定を違法とし、事業認可を取り消す判決を出した（2001年10月3日判決）。控訴審の東京高等裁判所は、従来の最高裁判所の判例（1999年11月25日第一小法廷判決・民集195号387頁）を根拠に原告すべての原告適格を否定して、一審判決を一部破棄、訴え却下（原告全面敗訴）の判決を出した（2003年12月18日）。原告側は上告。最高裁判所大法廷は従来の判例を変更、原告の一部については原告適格を認める中間判決を出した。この中間判決は、住民などによる行政機関の活動のチェックなどをより重視する近時の行政事件訴訟法改正（同法9条2項の新設）に拠るもので、一般新聞各紙が紙面で大きく取り上げるなど注目を集めた。そのため、却下とはならず本案判決に進んだが、最高裁第一小法廷判決（2006年11月2日） により原告の敗訴が確定した。
また、上記とは別の住民グループが騒音抑制と損害賠償を求めた訴訟を起こしており、2004年8月2日に東京地方裁判所で小田急電鉄が原告に和解金4200万円を支払うとともに防音壁等を設置することによって騒音を65デシベル以下に抑制することで和解が成立している。

### 進捗年表
- 1978年（昭和53年）3月31日：代々木上原 - 東北沢間(0.7 km)複々線化。
- 1989年（平成元年）7月20日：喜多見 - 和泉多摩川間複々線化工事着工。
- 1994年（平成6年）12月20日：世田谷代田 - 喜多見間複々線化工事着工。
- 1995年（平成7年）3月26日：喜多見 - 和泉多摩川間上下線高架化完成[60]。
- 1997年（平成9年）6月23日：喜多見 - 和泉多摩川間 (2.4 km) 複々線化。
- 1998年（平成10年）11月1日：経堂駅付近の上り線高架化。
- 1999年（平成11年）
  - 3月21日：祖師ヶ谷大蔵駅付近の下り線高架化。
  - 10月1日：和泉多摩川 - 向ヶ丘遊園間改良工事着工。
- 2000年（平成12年）
  - 4月23日：祖師ヶ谷大蔵駅付近上り線高架化。
  - 6月11日：経堂駅付近下り線高架化。
- 2001年（平成13年）10月28日：千歳船橋駅付近下り線高架化。
- 2002年（平成14年）
  - 3月10日：世田谷代田駅付近 - 経堂間下り線高架化[15]。
  - 3月31日：成城学園前 - 喜多見間下り線掘割化[15]。
  - 6月16日：成城学園前駅付近上り線掘割化[61]。
  - 7月28日：千歳船橋駅付近上り線高架化[62]。
  - 12月15日：梅ヶ丘 - 豪徳寺付近上り線高架化[63][64]。これにより梅ヶ丘 - 和泉多摩川間の立体化が完了[63][64]。
- 2003年（平成15年）1月26日：和泉多摩川 - 向ヶ丘遊園間上り線の一部を切り替え。
- 2004年（平成16年）
  - 5月23日：経堂 - 喜多見間上り2線化。
  - 9月7日：東北沢 - 世田谷代田間複々線化工事着工。
  - 9月26日：経堂 - 喜多見間下り2線化（経堂 - 和泉多摩川間複々線開通）[65]。
  - 10月24日：梅ヶ丘 - 経堂間上り2線化（上りのみ梅ヶ丘 - 和泉多摩川間複々線開通）。
  - 11月21日：梅ヶ丘 - 経堂間複々線化（梅ヶ丘 - 和泉多摩川間複々線開通、同年12月11日に使用開始に伴うダイヤ改正を行った）。
- 2005年（平成17年）10月1日：代々木上原 - 東北沢間の複々線を工事用地捻出のため一旦複線化。
- 2009年（平成21年）3月8日：和泉多摩川 - 向ヶ丘遊園間改良工事が完成（和泉多摩川 - 登戸間多摩川橋梁の複々線化、登戸 - 向ヶ丘遊園は上り2線・下り1線の3線化）。
- 2013年（平成25年）3月23日[50]：代々木上原 - 梅ヶ丘間連続立体交差化完成。
- 2018年（平成30年）3月3日：東北沢 - 梅ヶ丘間複々線化、代々木上原 - 東北沢間再複々線化および登戸駅構内の完全複々線化（代々木上原 - 登戸間上下線立体複々線開通）が完成[21]。これに伴い、同月17日にダイヤ改正を実施[23][51]。
- 2019年（平成31年）3月：連立・複々線化事業全体が完了[66]。

## 車両

### 自社車両

#### 通勤型
10両編成の列車の一部は3000形6両編成と1000形または8000形の4両編成を連結して運転され、他の10両固定編成と区別なく運用される。
6両編成は小田原線末端、江ノ島線、多摩線を中心に、8両編成は主に新宿発着の各駅停車で運用される。
- 5000形（2代） - 2019年導入。単独10両編成の列車で運用。
- 4000形（2代） - 2007年導入。単独10両編成の列車で運用。地下鉄千代田線・JR常磐線直通運転対応。
- 3000形（2代） - 2002年導入。単独6両編成、単独8両編成、10両編成の列車で運用。
- 2000形 - 1995年導入。単独8両編成の列車で運用。各駅停車としての運用のみ。
- 1000形 - 1987年導入。4両編成は小田急箱根鉄道線への直通列車や、1000形同士が連結しての8両編成、3000形6両編成と連結しての10両編成で運用。その他の編成は単独10両編成の列車で運用。
- 8000形 - 1982年導入。単独6両編成の列車で運用。4両編成は8000形または3000形の6両編成と連結して10両編成の列車で運用。

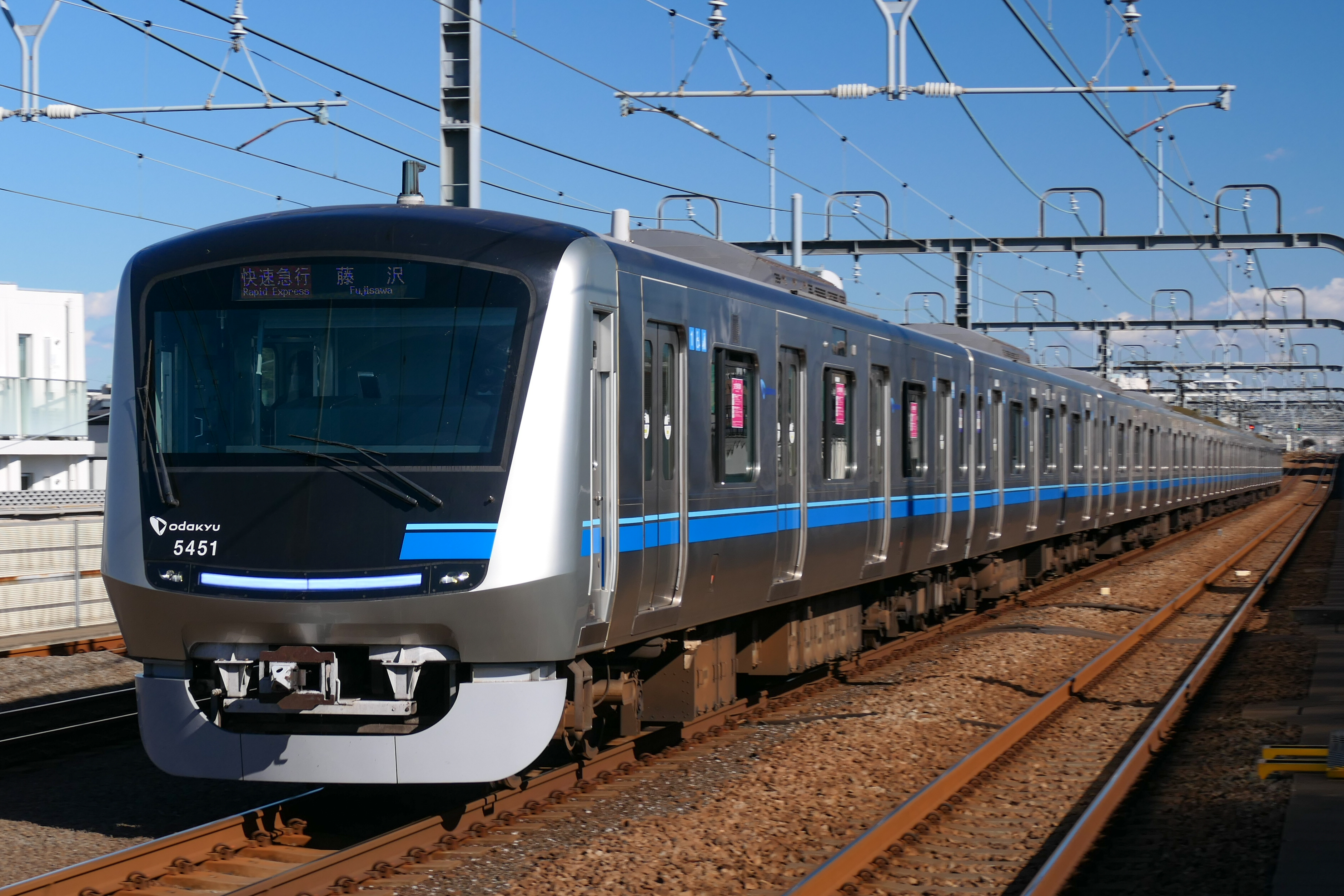
5000形
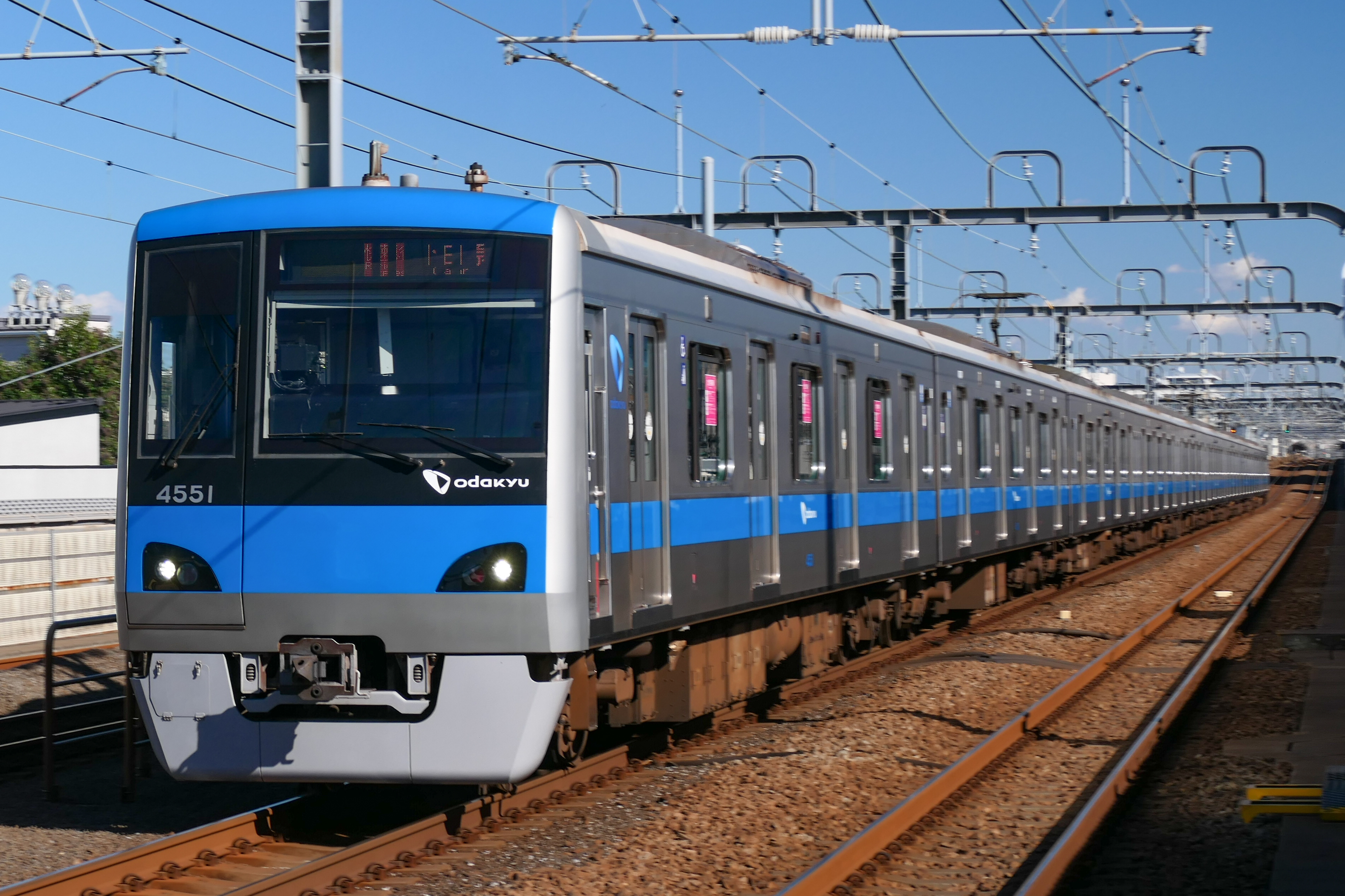
4000形
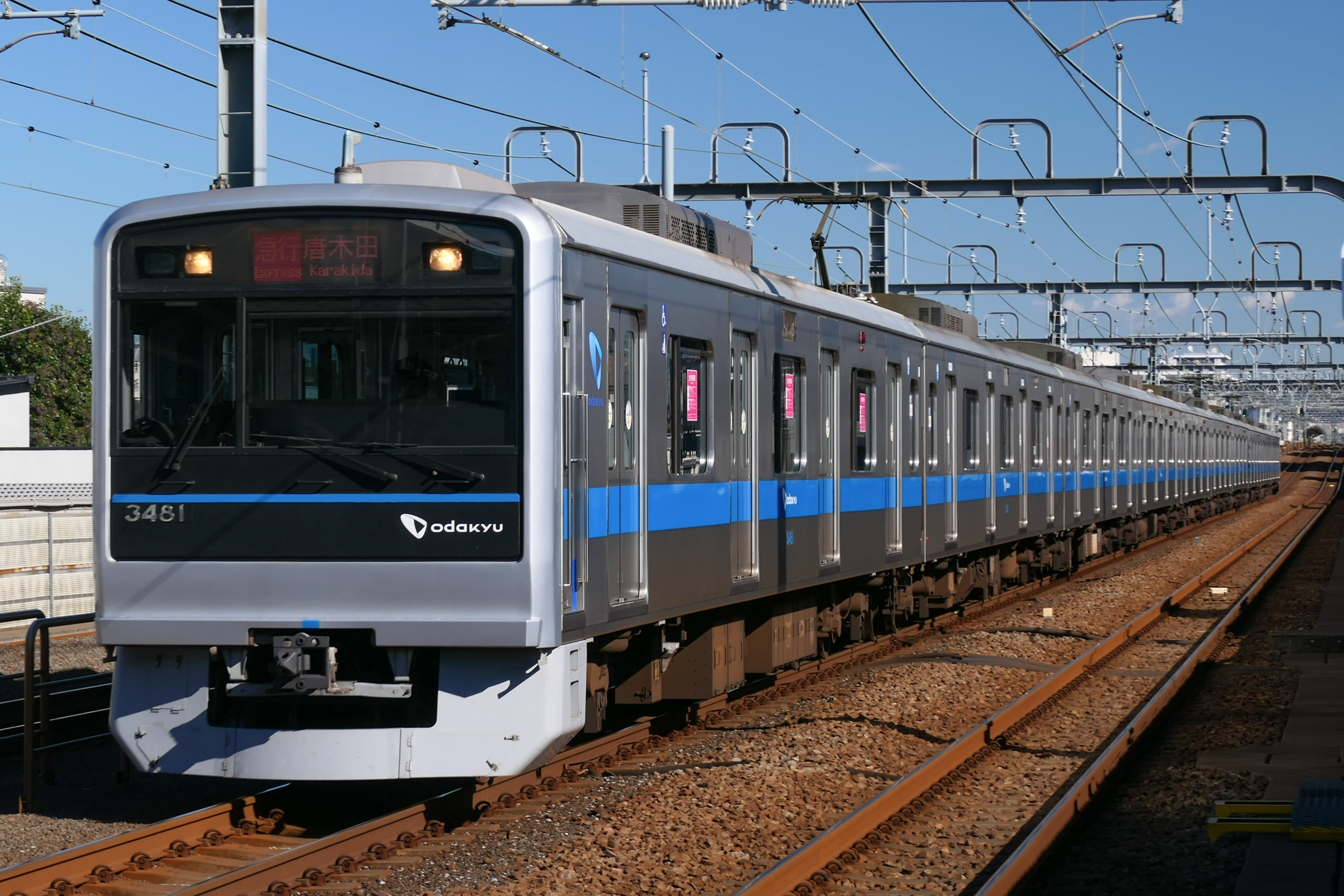
3000形
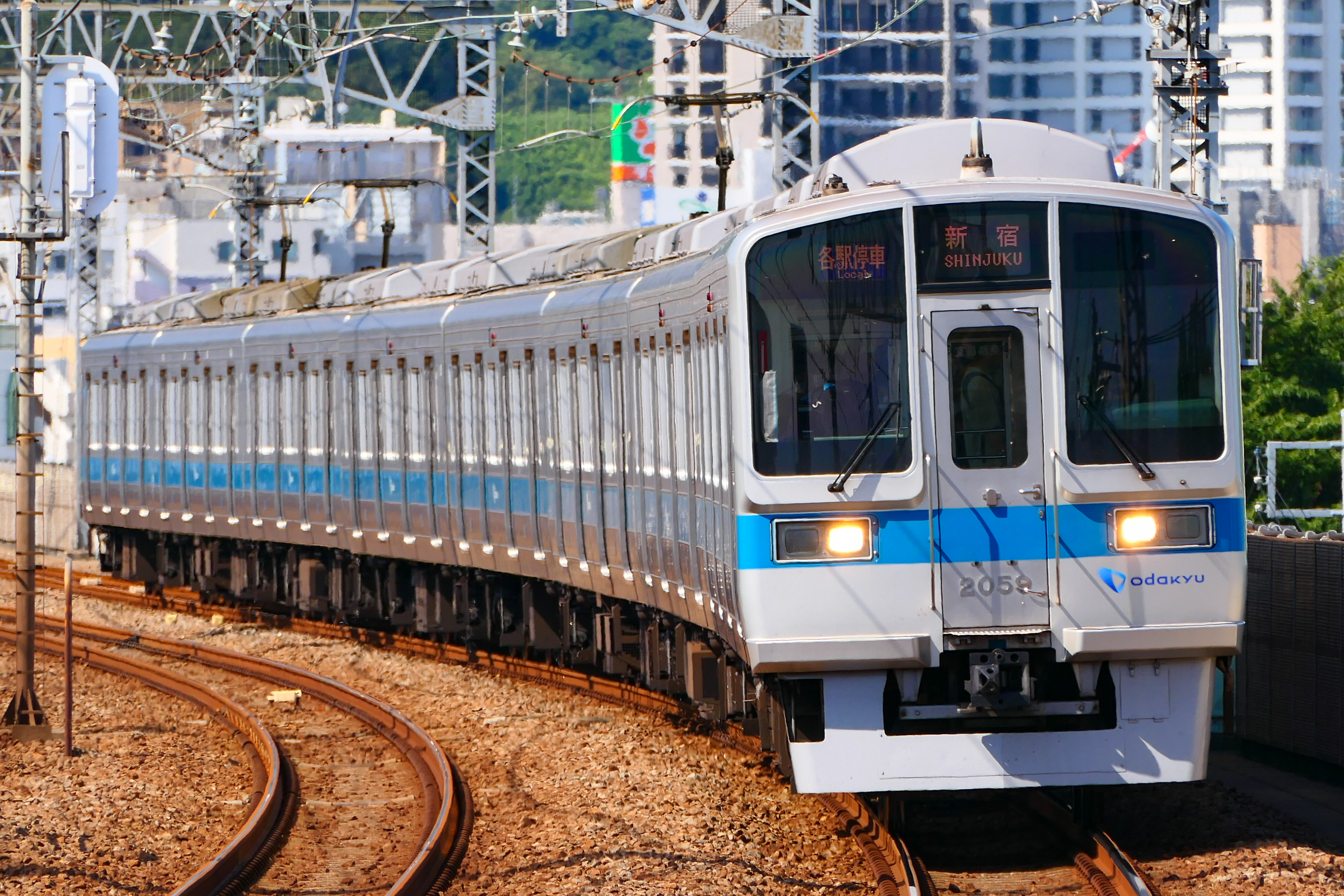
2000形
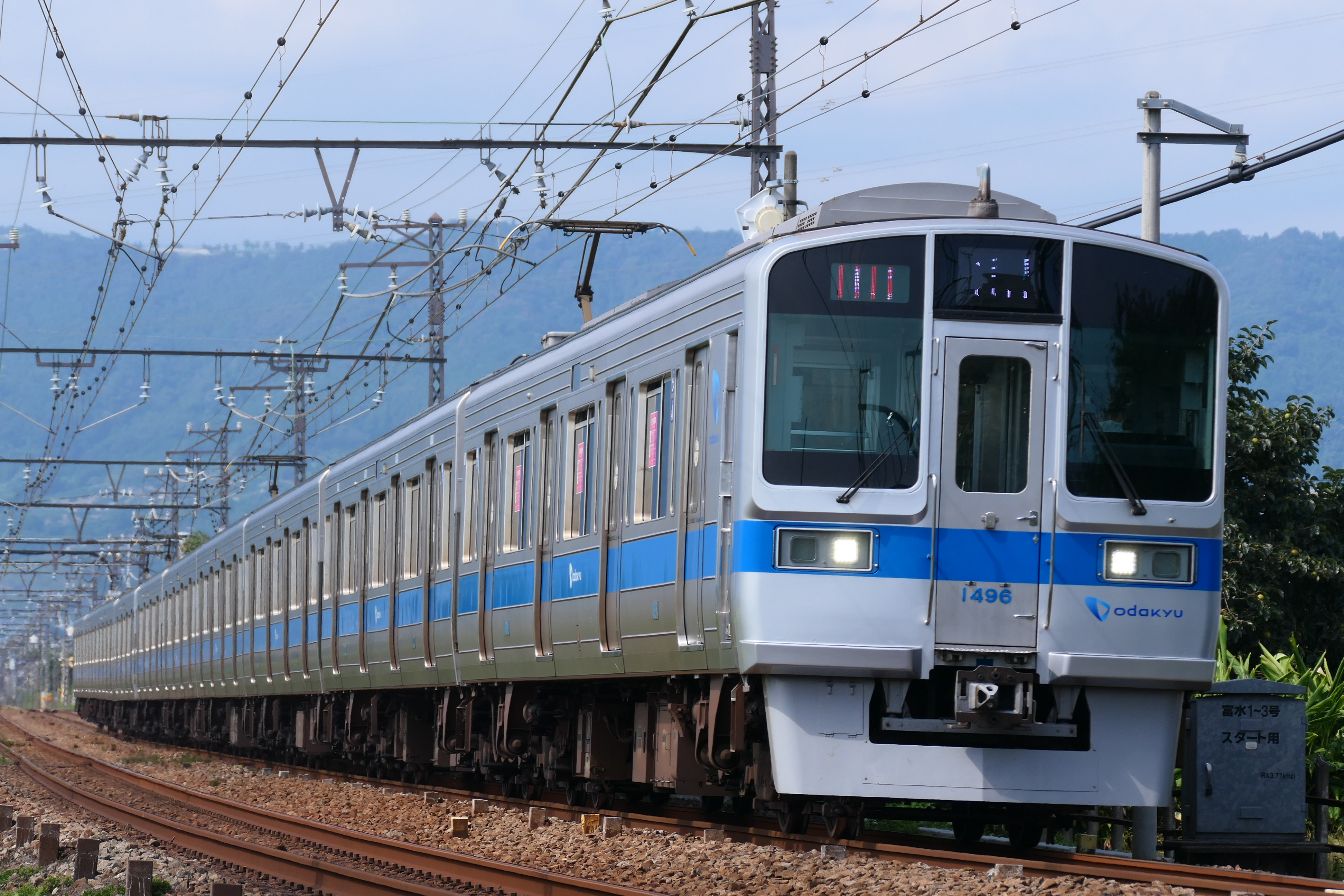
1000形
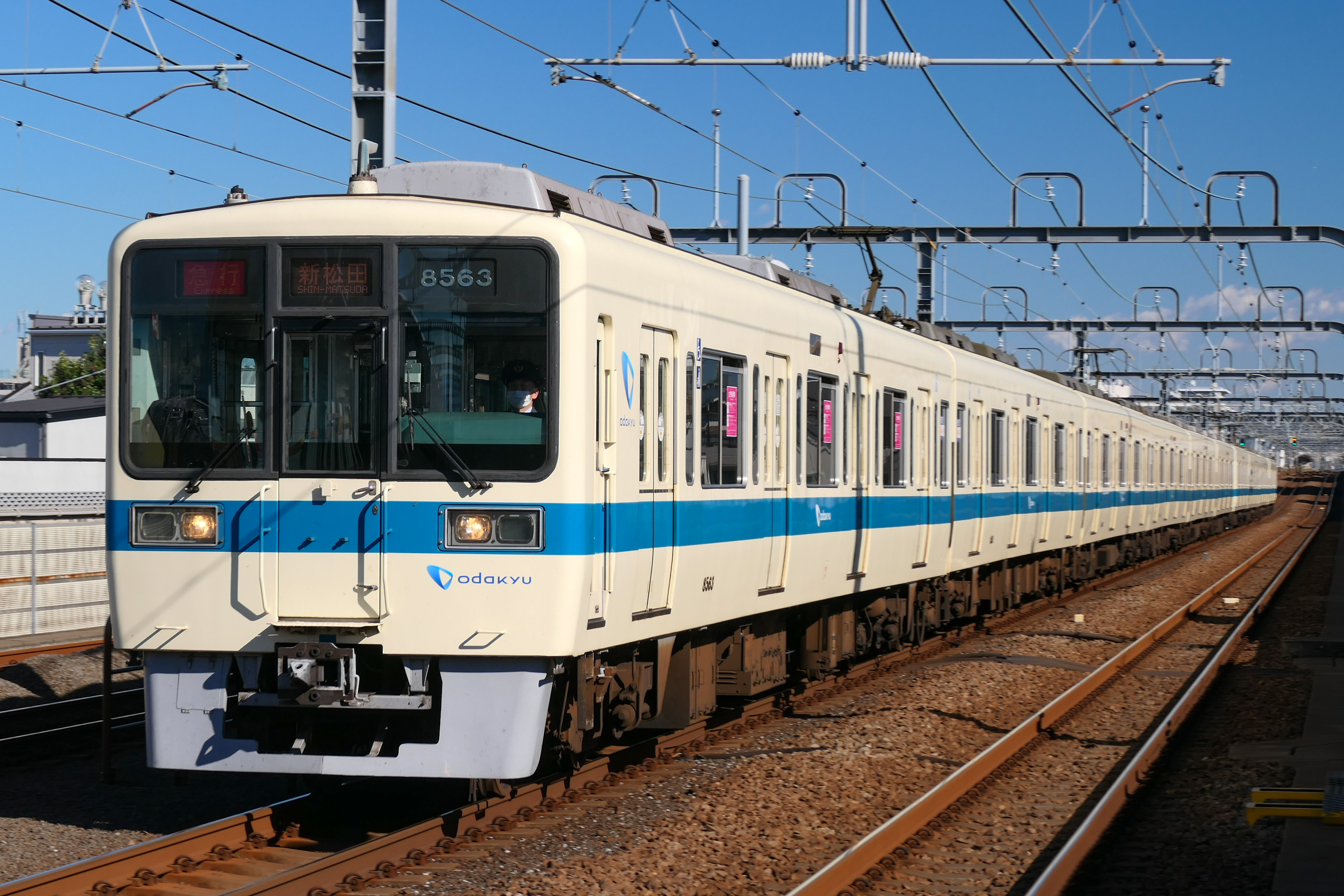
8000形

#### 特急型
- 70000形「GSE」 - 2018年導入。
- 60000形「MSE」 - 2008年導入。地下鉄千代田線・JR御殿場線直通運転対応。
- 30000形「EXE」・「EXEα」 - 1996年導入。

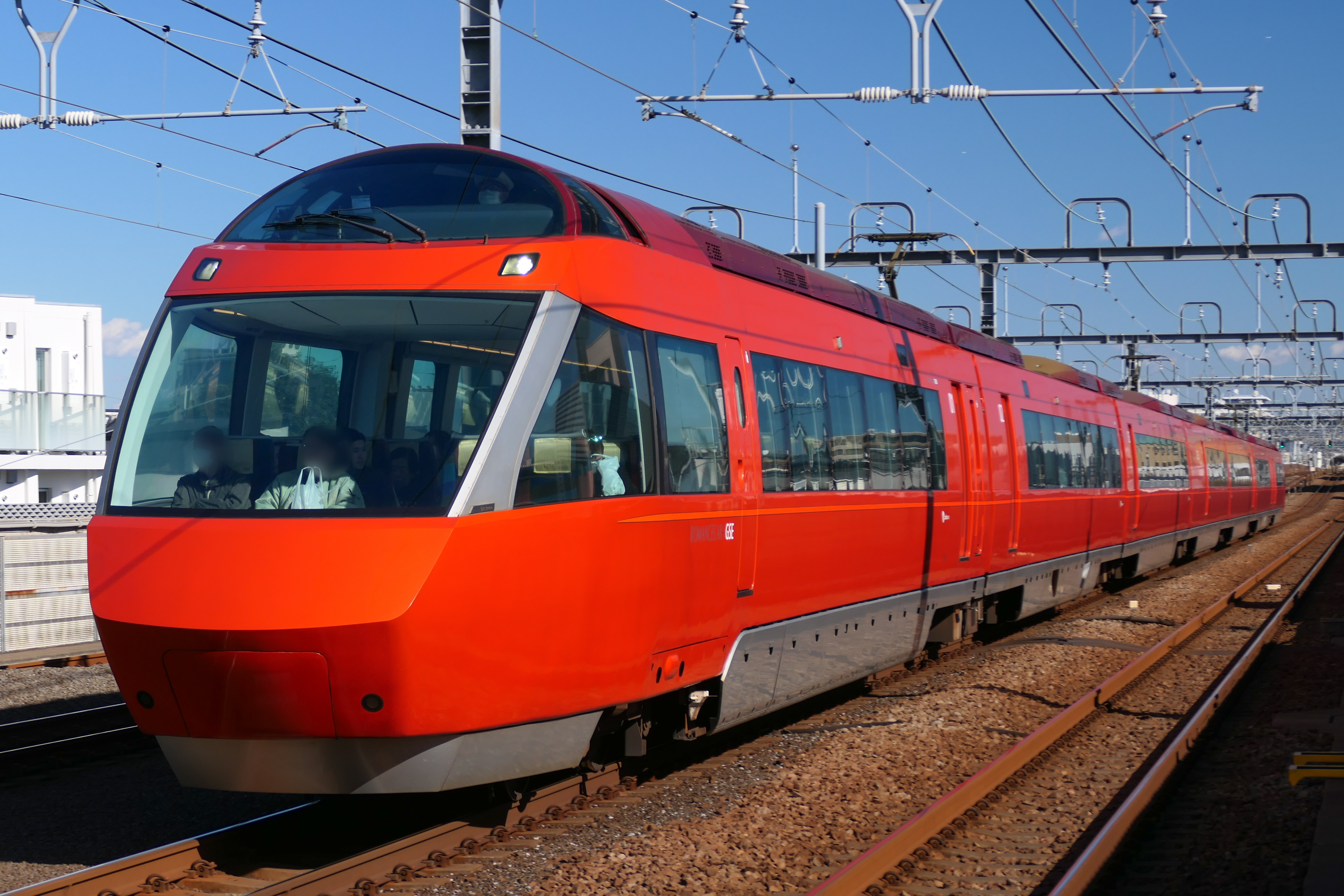
70000形「GSE」
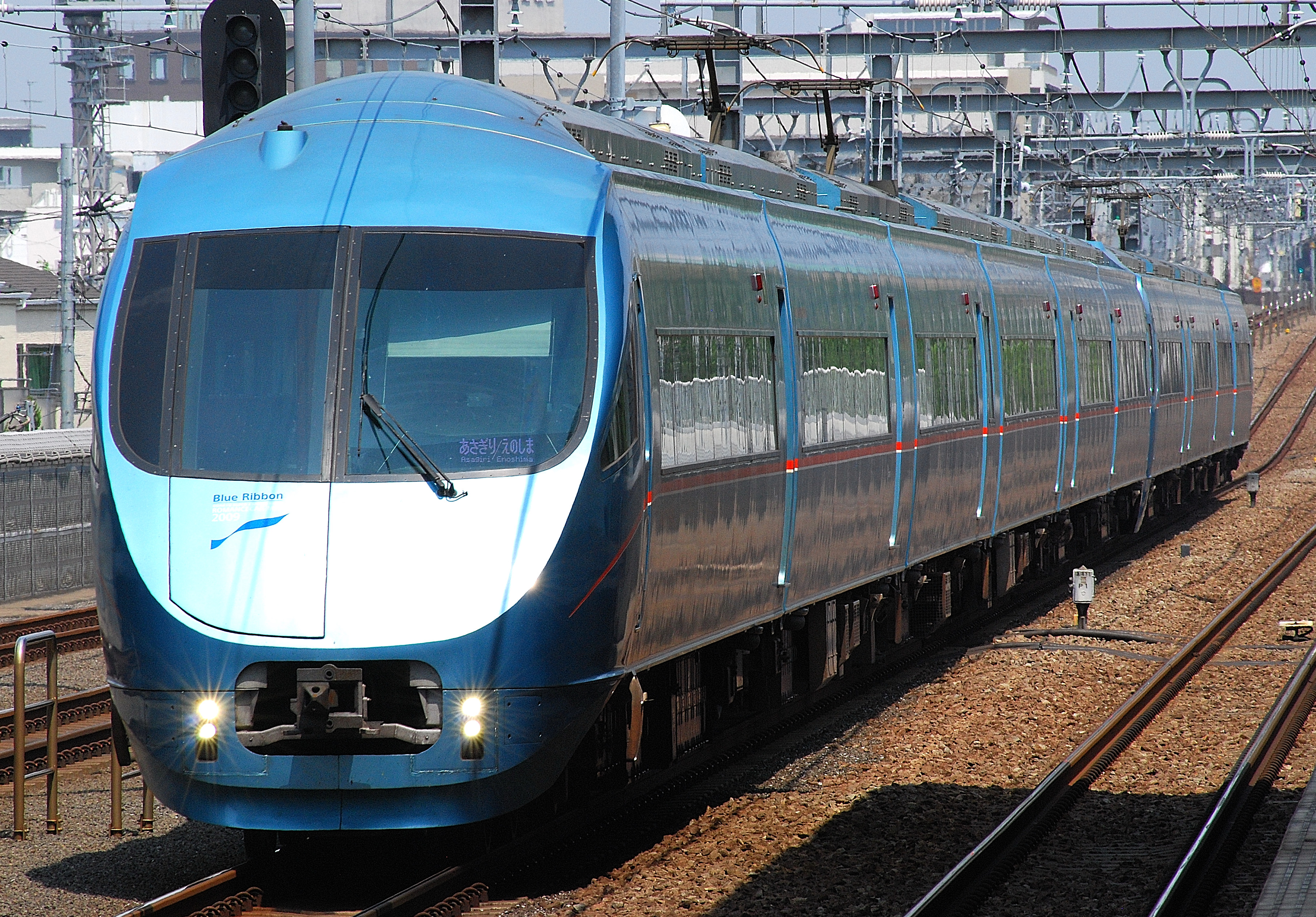
60000形「MSE」
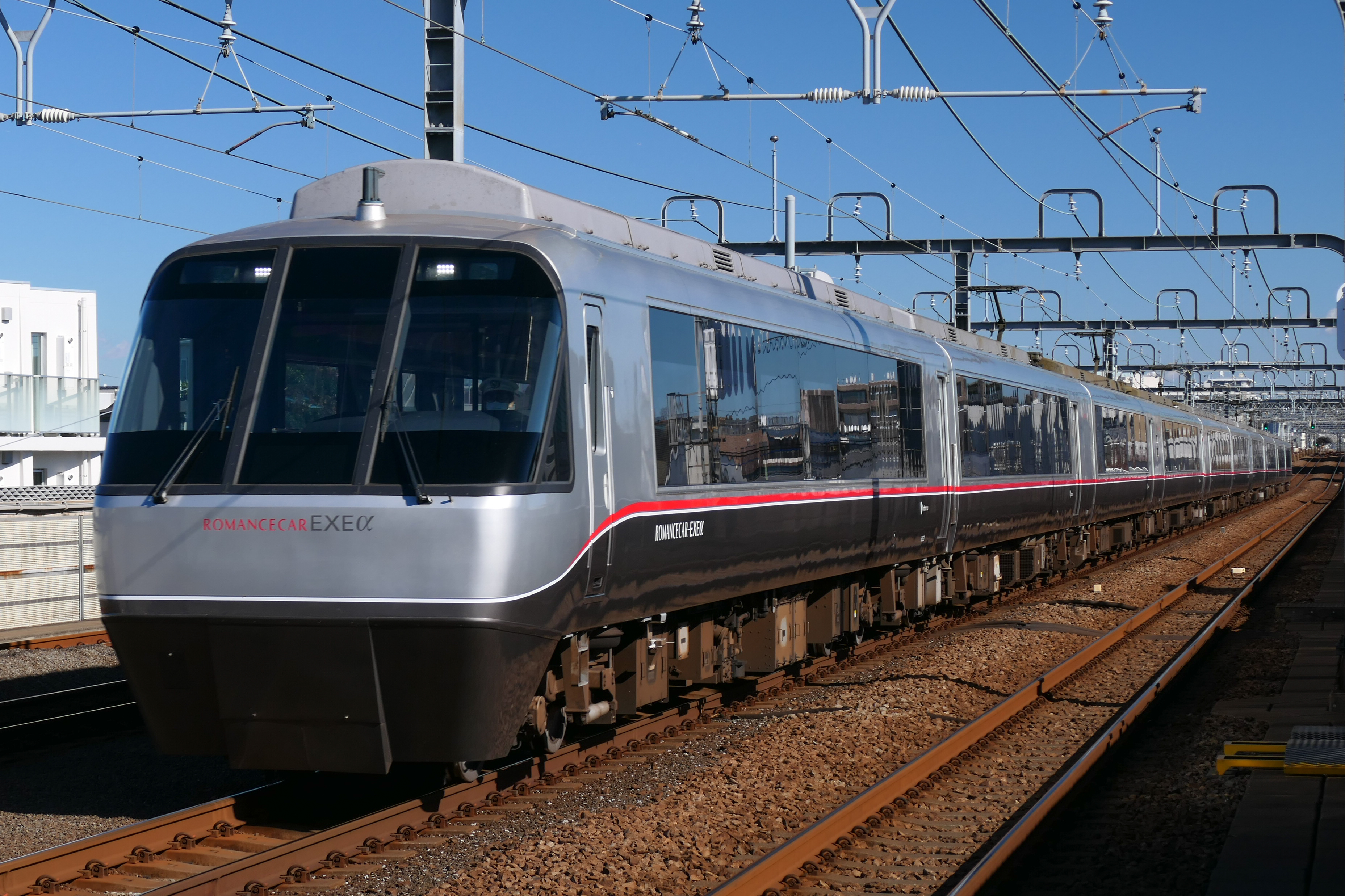
30000形「EXE」・「EXEα」

### 乗り入れ車両
全て10両編成である。通常は代々木上原駅 - 伊勢原駅間で運用されるが、ダイヤ乱れなどの場合は新宿駅に入線することもある。

#### 東京地下鉄

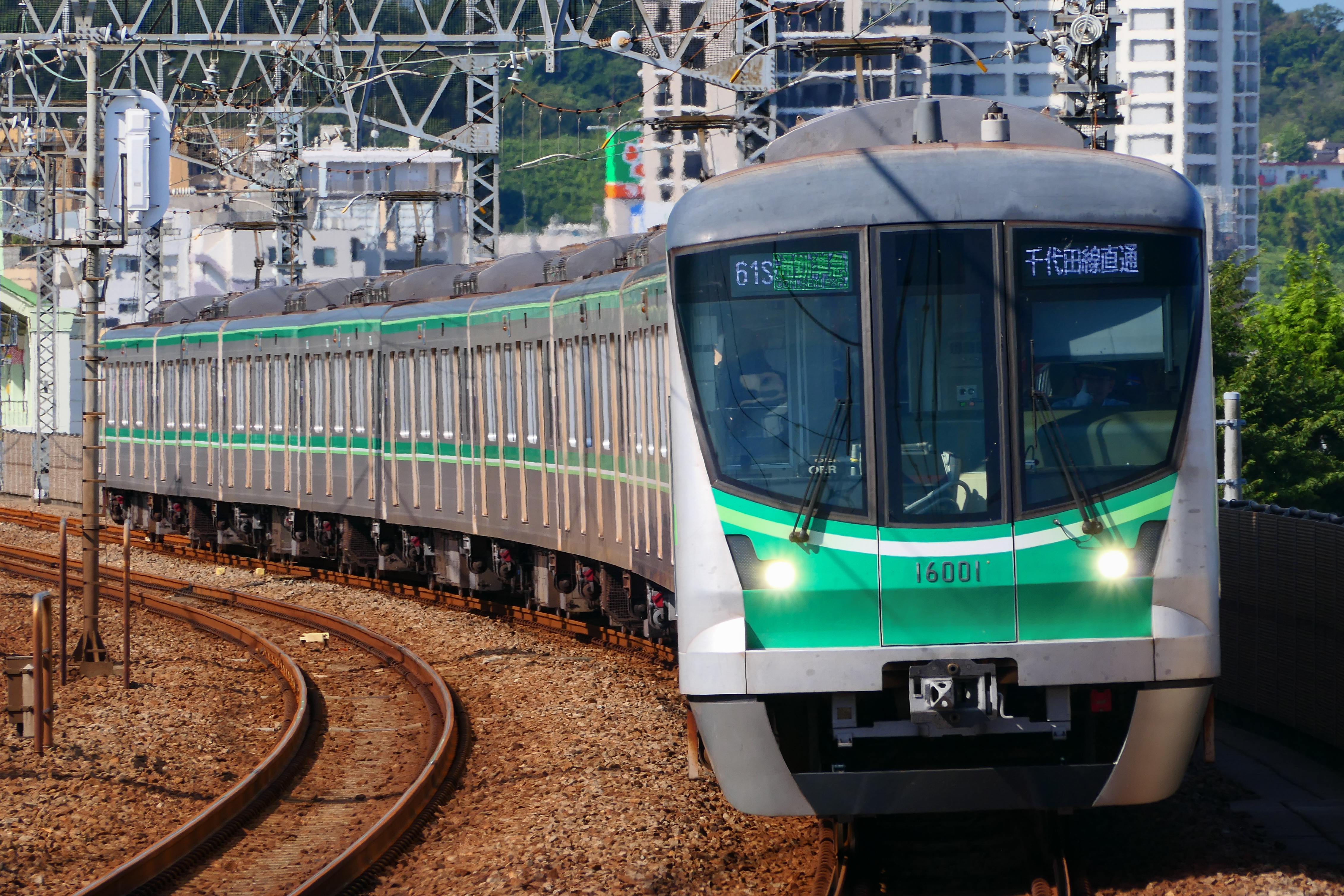
16000系

- 16000系

#### 東日本旅客鉄道

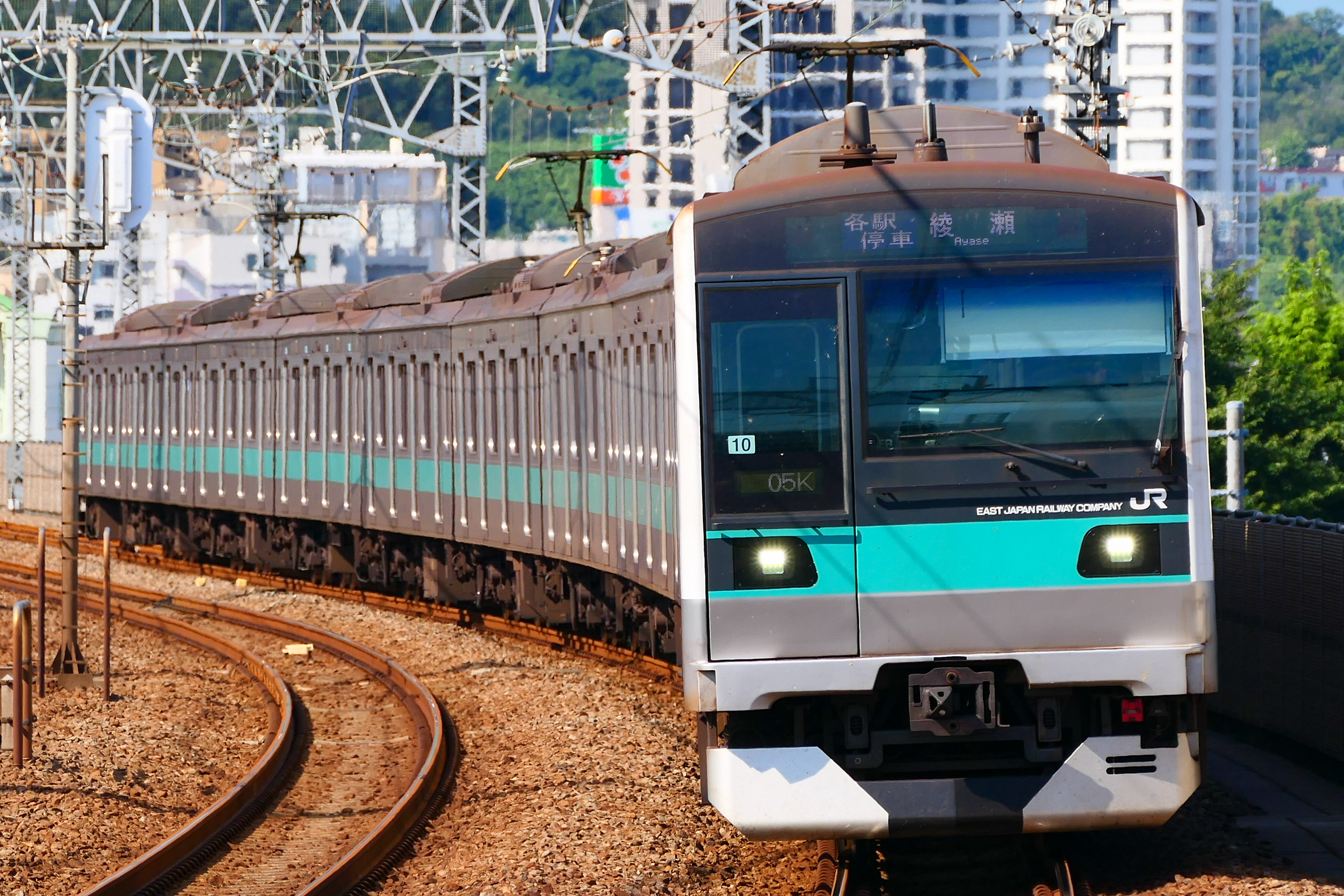
E233系2000番台

- E233系2000番台

## 女性専用車
以下の時間帯・区間にて女性専用車が設定されている。
- 平日7:30 - 9:30に新宿駅に到着する上り快速急行・通勤急行・急行10両編成の進行方向最後尾1号車
- 平日7:10 - 9:30に代々木上原駅を発車する上り東京メトロ千代田線直通の通勤準急・準急・各駅停車の全列車の進行方向最後尾1号車（千代田線内は綾瀬駅・北綾瀬駅到着または9:30で終了する）

2018年3月16日までは、各駅停車での女性専用車は設定されていなかったが、2018年3月19日からは千代田線直通の各駅停車にも女性専用車が新たに設定された。
ロマンスカーや新宿発着の各駅停車、新宿・千代田線へ到着しない途中駅止まりの列車には設定されていない。

## 駅一覧
- 駅番号は、2014年1月より順次導入[68]。
- 各駅停車は各駅に停車するため省略（相模大野分岐点は通過）。
- 小田急ロマンスカーの停車駅は当該項目を参照のこと。
- 江ノ島線との運賃計算は相模大野分岐点経由で行う。小田原方面と江ノ島線方面の運賃は相模大野駅 - 相模大野分岐点間のキロ程を含めずに計算する。
- 複々線および三線区間の代々木上原 - 登戸間（下り）・向ヶ丘遊園 - 代々木上原間（上り）では原則として、通勤準急（成城学園前 - 経堂間を除く）・準急・各駅停車の全列車は緩行線を[注釈 15]、その他は急行線を走行する[注釈 16][69]（一部例外あり）。また当該区間では下北沢・経堂・成城学園前・登戸・向ヶ丘遊園の各駅には急行線・緩行線の両方に、その他は緩行線のみにホームがある。

凡例
停車駅 - ●：当該種別の全列車が停車、｜：全列車通過、↑：全列車通過（上り方向のみ運転）、↓：全列車通過（下り方向のみ運転）、○：平日夜下り列車のみ停車（土休日は運転無し）
ホームドア - ○:設置済 □:今後設置予定
線路・待避設備
||||：複々線・待避設備なし、△||：複々線・上りに待避設備あり、||V：・ここより下は三線・待避設備なし、V▽：ここより下は複線・下りに待避設備あり
||：複線・待避設備なし、◇：複線・上下とも待避設備あり、△：複線・上りのみ待避設備あり
接続路線の括弧内は接続路線の駅番号や補足説明などである。
| 駅番号 | 駅名                                            | 改札鋏 | 駅間 キロ | 累計 キロ | 準急                   | 通勤準急               | 急行 | 通勤急行   | 快速急行 | 接続路線・備考 | ホームドア | 線路・待避設備 | 所在地         | 所在地         | 所在地        |
| ------ | ----------------------------------------------- | ------ | --------- | --------- | ---------------------- | ---------------------- | ---- | ---------- | -------- | --- | ---------- | -------------- | -------------- | -------------- | ------------- |
| OH01   | 新宿駅                                          |        | -         | 0.0       | 東京メトロ千代田線直通 | 東京メトロ千代田線直通 | ●    | ●          | ●        | 東日本旅客鉄道： 埼京線 (JA 11)・ 湘南新宿ライン (JS 20)・ 中央線（快速）(JC 05)・ 中央・総武線（各駅停車）(JB 10)・ 山手線 (JY 17) 京王電鉄 (KO01)： 京王線（京王線新宿駅）・ 京王新線（新線新宿駅） 東京地下鉄： 丸ノ内線 (M-08) 都営地下鉄： 新宿線 (S-01)、 大江戸線（新宿駅:E-27、新宿西口駅:E-01） 西武鉄道： 新宿線（西武新宿駅:SS01） | ○          | \|\|           | 東京都         | 新宿区         | 新宿区        |
| OH02   | 南新宿駅                                        |        | 0.8       | 0.8       | 東京メトロ千代田線直通 | 東京メトロ千代田線直通 | ｜   | ↑          | ｜       | | □          | \|\|           | 東京都         | 渋谷区         | 渋谷区        |
| OH03   | 参宮橋駅                                        |        | 0.7       | 1.5       | 東京メトロ千代田線直通 | 東京メトロ千代田線直通 | ｜   | ↑          | ｜       | | □          | \|\|           | 東京都         | 渋谷区         | 渋谷区        |
| OH04   | 代々木八幡駅                                    |        | 1.2       | 2.7       | 東京メトロ千代田線直通 | 東京メトロ千代田線直通 | ｜   | ↑          | ｜       | | ○          | \|\|           | 東京都         | 渋谷区         | 渋谷区        |
| OH05   | 代々木上原駅                                    |        | 0.8       | 3.5       | ●                      | ●                      | ●    | ●          | ●        | 東京地下鉄： 千代田線 (C-01)（小田原方面から北綾瀬駅および JR常磐線（各駅停車） 我孫子駅・取手駅〈平日のみ〉まで直通運転） | ○          | \|\|\|\|       | 東京都         | 渋谷区         | 渋谷区        |
| OH06   | 東北沢駅                                        |        | 0.7       | 4.2       | ｜                     | ↑                      | ｜   | ↑          | ｜       | | ○          | \|\|\|\|       | 東京都         | 世田谷区       | 世田谷区      |
| OH07   | 下北沢駅                                        |        | 0.7       | 4.9       | ●                      | ●                      | ●    | ●          | ●        | 京王電鉄： 井の頭線 (IN05) | ○          | \|\|\|\|       | 東京都         | 世田谷区       | 世田谷区      |
| OH08   | 世田谷代田駅                                    |        | 0.7       | 5.6       | ｜                     | ↑                      | ｜   | ↑          | ｜       | | ○          | \|\|\|\|       | 東京都         | 世田谷区       | 世田谷区      |
| OH09   | 梅ヶ丘駅                                        |        | 0.7       | 6.3       | ｜                     | ↑                      | ｜   | ↑          | ｜       | | ○          | \|\|\|\|       | 東京都         | 世田谷区       | 世田谷区      |
| OH10   | 豪徳寺駅                                        |        | 0.7       | 7.0       | ｜                     | ↑                      | ｜   | ↑          | ｜       | 東急電鉄： 世田谷線（山下駅:SG08） | ○          | \|\|\|\|       | 東京都         | 世田谷区       | 世田谷区      |
| OH11   | 経堂駅 （東京農業大学 最寄駅）                  |        | 1.0       | 8.0       | ●                      | ●                      | ●    | ↑          | ｜       | | □          | △\|\|          | 東京都         | 世田谷区       | 世田谷区      |
| OH12   | 千歳船橋駅                                      |        | 1.2       | 9.2       | ●                      | ↑                      | ｜   | ↑          | ｜       | | ○          | \|\|\|\|       | 東京都         | 世田谷区       | 世田谷区      |
| OH13   | 祖師ヶ谷大蔵駅                                  |        | 1.4       | 10.6      | ●                      | ↑                      | ｜   | ↑          | ｜       | | □          | \|\|\|\|       | 東京都         | 世田谷区       | 世田谷区      |
| OH14   | 成城学園前駅                                    |        | 1.0       | 11.6      | ●                      | ●                      | ●    | ●          | ｜       | | □          | \|\|\|\|       | 東京都         | 世田谷区       | 世田谷区      |
| OH15   | 喜多見駅                                        |        | 1.1       | 12.7      | ●                      | ↑                      | ｜   | ↑          | ｜       | | □          | \|\|\|\|       | 東京都         | 世田谷区       | 世田谷区      |
| OH16   | 狛江駅                                          |        | 1.1       | 13.8      | ●                      | ↑                      | ｜   | ↑          | ｜       | | □          | \|\|\|\|       | 東京都         | 狛江市         | 狛江市        |
| OH17   | 和泉多摩川駅                                    |        | 0.6       | 14.4      | ●                      | ↑                      | ｜   | ↑          | ｜       | | □          | \|\|\|\|       | 東京都         | 狛江市         | 狛江市        |
| OH18   | 登戸駅                                          |        | 0.8       | 15.2      | ●                      | ●                      | ●    | ↑          | ●        | 東日本旅客鉄道： 南武線 (JN 14) | ○          | \|\|V          | 神奈川県川崎市 | 神奈川県川崎市 | 多摩区        |
| OH19   | 向ヶ丘遊園駅                                    |        | 0.6       | 15.8      | ●                      | ●                      | ●    | ●          | ｜       | | □          | V▽             | 神奈川県川崎市 | 神奈川県川崎市 | 多摩区        |
| OH20   | 生田駅                                          |        | 2.1       | 17.9      | ○                      | ●                      | ｜   | ↑          | ｜       | | □          | \|\|           | 神奈川県川崎市 | 神奈川県川崎市 | 多摩区        |
| OH21   | 読売ランド前駅                                  |        | 1.3       | 19.2      | ○                      | ●                      | ｜   | ↑          | ｜       | | □          | \|\|           | 神奈川県川崎市 | 神奈川県川崎市 | 多摩区        |
| OH22   | 百合ヶ丘駅                                      |        | 1.3       | 20.5      | ○                      | ●                      | ｜   | ↑          | ｜       | | □          | \|\|           | 神奈川県川崎市 | 神奈川県川崎市 | 麻生区        |
| OH23   | 新百合ヶ丘駅                                    |        | 1.0       | 21.5      | ○                      | ●                      | ●    | ●          | ●        | 小田急電鉄： 多摩線（新宿方面から唐木田駅まで直通運転） | □          | ◇              | 神奈川県川崎市 | 神奈川県川崎市 | 麻生区        |
| OH24   | 柿生駅                                          |        | 1.9       | 23.4      | ○                      | ●                      | ｜   | 多摩線直通 | ｜       | | □          | \|\|           | 神奈川県川崎市 | 神奈川県川崎市 | 麻生区        |
| OH25   | 鶴川駅 （和光大学 最寄駅）                      |        | 1.7       | 25.1      | ○                      | ●                      | ｜   | 多摩線直通 | ｜       | | □          | △              | 東京都 町田市  | 東京都 町田市  | 東京都 町田市 |
| OH26   | 玉川学園前駅                                    |        | 2.8       | 27.9      | ○                      | ●                      | ｜   | 多摩線直通 | ｜       | | □          | \|\|           | 東京都 町田市  | 東京都 町田市  | 東京都 町田市 |
| OH27   | 町田駅                                          |        | 2.9       | 30.8      | ○                      | ●                      | ●    | 多摩線直通 | ●        | 東日本旅客鉄道： 横浜線 (JH 23) | ○          | ◇              | 東京都 町田市  | 東京都 町田市  | 東京都 町田市 |
| OH28   | 相模大野駅 （相模女子大学 最寄駅）              |        | 1.5       | 32.3      | ○                      | ●                      | ●    | 多摩線直通 | ●        | 小田急電鉄： 江ノ島線（新宿方面から片瀬江ノ島駅まで直通運転） | ○          | ◇              | 神奈川県       | 相模原市 南区  | 相模原市 南区 |
| -      | 相模大野分岐点                                  |        | -         | (32.5)    | ↓                      | ↑                      | ｜   |            | ｜       | 実際の江ノ島線との分岐位置 |            | \|\|           | 神奈川県       | 相模原市 南区  | 相模原市 南区 |
| OH29   | 小田急相模原駅                                  |        | 2.4       | 34.7      | ○                      | ●                      | ｜   |            | ｜       | | □          | \|\|           | 神奈川県       | 相模原市 南区  | 相模原市 南区 |
| OH30   | 相武台前駅                                      |        | 2.2       | 36.9      | ○                      | ●                      | ｜   |            | ｜       | | □          | ◇              | 神奈川県       | 座間市         | 座間市        |
| OH31   | 座間駅                                          |        | 2.3       | 39.2      | ○                      | ●                      | ｜   |            | ｜       | | □          | \|\|           | 神奈川県       | 座間市         | 座間市        |
| OH32   | 海老名駅                                        |        | 3.3       | 42.5      | ○                      | ●                      | ●    |            | ●        | 東日本旅客鉄道：■相模線 相模鉄道： 相鉄本線 (SO18) | ○          | ◇              | 神奈川県       | 海老名市       | 海老名市      |
| OH33   | 厚木駅                                          |        | 1.6       | 44.1      | ○                      | ●                      | ｜   |            | ｜       | 東日本旅客鉄道：■相模線 | □          | \|\|           | 神奈川県       | 海老名市       | 海老名市      |
| OH34   | 本厚木駅 （東京農業大学 厚木キャンパス 最寄駅） |        | 1.3       | 45.4      | ○                      | ●                      | ●    |            | ●        | | ○          | ◇              | 神奈川県       | 厚木市         | 厚木市        |
| OH35   | 愛甲石田駅                                      |        | 3.1       | 48.5      |                        | ●                      | ●    |            | ●        | |            | \|\|           | 神奈川県       | 厚木市         | 厚木市        |
| OH36   | 伊勢原駅                                        |        | 3.7       | 52.2      |                        | ●                      | ●    |            | ●        | |            | ◇              | 神奈川県       | 伊勢原市       | 伊勢原市      |
| OH37   | 鶴巻温泉駅                                      |        | 3.7       | 55.9      |                        |                        | ●    |            | ●        | |            | \|\|           | 神奈川県       | 秦野市         | 秦野市        |
| OH38   | 東海大学前駅                                    |        | 1.1       | 57.0      |                        |                        | ●    |            | ●        | |            | \|\|           | 神奈川県       | 秦野市         | 秦野市        |
| OH39   | 秦野駅 （出雲大社相模分祠 最寄駅）              |        | 4.7       | 61.7      |                        |                        | ●    |            | ●        | |            | ◇              | 神奈川県       | 秦野市         | 秦野市        |
| OH40   | 渋沢駅                                          |        | 3.9       | 65.6      |                        |                        | ●    |            | ●        | |            | \|\|           | 神奈川県       | 秦野市         | 秦野市        |
| OH41   | 新松田駅                                        |        | 6.2       | 71.8      |                        |                        | ●    |            | ●        | 東海旅客鉄道：CB 御殿場線（松田駅:CB04）（特急「ふじさん」のみ、新宿方面から御殿場駅まで直通運転） |            | ◇              | 神奈川県       | 足柄上郡       | 松田町        |
| OH42   | 開成駅                                          |        | 2.5       | 74.3      |                        |                        | ●    |            | ●        | |            | \|\|           | 神奈川県       | 足柄上郡       | 開成町        |
| OH43   | 栢山駅                                          |        | 1.9       | 76.2      |                        |                        | ｜   |            | ｜       | |            | \|\|           | 神奈川県       | 小田原市       | 小田原市      |
| OH44   | 富水駅                                          |        | 1.6       | 77.8      |                        |                        | ｜   |            | ｜       | |            | \|\|           | 神奈川県       | 小田原市       | 小田原市      |
| OH45   | 螢田駅                                          |        | 1.4       | 79.2      |                        |                        | ｜   |            | ｜       | |            | \|\|           | 神奈川県       | 小田原市       | 小田原市      |
| OH46   | 足柄駅                                          |        | 1.6       | 80.8      |                        |                        | ｜   |            | ｜       | |            | △              | 神奈川県       | 小田原市       | 小田原市      |
| OH47   | 小田原駅                                        |        | 1.7       | 82.5      |                        |                        | ●    |            | ●        | 小田急箱根： 鉄道線（箱根登山電車） (OH47)（箱根湯本駅まで直通運転） 東海旅客鉄道： 東海道新幹線 東日本旅客鉄道： 東海道線（上野東京ライン・湘南新宿ライン）(JT 16) 伊豆箱根鉄道： 大雄山線 (ID01) |            | \|\|           | 神奈川県       | 小田原市       | 小田原市      |

### 廃止駅
- 山谷駅（南新宿 - 参宮橋間、1946年6月1日廃止）
- 海老名国分駅（座間 - 海老名間、海老名駅設置（相模鉄道接続）のため1943年4月1日廃止）

## 利用状況
2022年度の小田原線の最混雑区間は世田谷代田 → 下北沢間であり、ピーク時（7:35 - 8:35）の最混雑時間帯1時間の平均混雑率は128%である。
複々線化完了前の2017年度の同区間混雑率は194%であり、東京メトロ東西線（木場 → 門前仲町間、199%）に次ぎ、首都圏の大手私鉄では2番目に高い数字となっていたが、2018年3月3日に登戸 - 代々木上原間の複々線が完成し、同年3月17日のダイヤ改正で朝ラッシュ時の運転本数が1時間当たり36本に増加したため、混雑率は速報値で151%、翌年度も157%と大幅に改善している。
朝ラッシュ時で最も混雑する列車は快速急行であり、特に新宿駅の出口に近い10号車から8号車にかけて混雑が集中する。多摩線から直通する通勤急行は新百合ヶ丘駅で快速急行と接続して後追いとなるため、快速急行と比較すると混雑率が低い。通勤準急は成城学園前駅と経堂駅で各駅停車と接続するが、登戸駅で快速急行と接続するため通勤急行よりも混雑率が低い。朝ラッシュ時で最も空いている列車は向ヶ丘遊園駅始発の各駅停車である。
梅ヶ丘 - 東北沢間の複々線が完成する前の朝ラッシュピーク1時間は、同区間で上り方向1時間当たり28本（平均2分10秒間隔）が運転されていた。このうち10両編成で運転される快速急行・急行・準急が計19本、8両編成で運転される各駅停車が9本であった。なお、代々木上原 - 新宿間は東京メトロ千代田線直通電車の分が抜けるため、運転間隔は若干ではあるが開く。急行や準急に限らず、各駅停車も1日平均乗降人員が5万人を超える経堂駅（当時の朝ラッシュ時は各駅停車のみ停車）や千歳船橋駅など世田谷区内の各駅から多くの乗客が乗り込むため、激しく混雑していた。1993年度まで混雑率は200%を超えていたが、その後は輸送量の減少により2003年度に188%まで緩和された。しかし、それ以降は2016年度まで混雑率の横ばいが続いていた。
近年の輸送実績を下表に記す。表中、最高値を赤色で、最高値を記録した年度以降の最低値を青色で、最高値を記録した年度以前の最低値を緑色で表記している。
| 年度                | 最混雑区間（世田谷代田 → 下北沢間）輸送実績 | 最混雑区間（世田谷代田 → 下北沢間）輸送実績 | 最混雑区間（世田谷代田 → 下北沢間）輸送実績 | 最混雑区間（世田谷代田 → 下北沢間）輸送実績 | 最混雑区間（世田谷代田 → 下北沢間）輸送実績 | 特記事項                                                                  |
| 年度                | 路線状況                                    | 運転本数：本                                | 輸送力：人                                  | 輸送量：人                                  | 混雑率：%                                   | 特記事項                                                                  |
| ------------------- | ------------------------------------------- | ------------------------------------------- | ------------------------------------------- | ------------------------------------------- | ------------------------------------------- | ------------------------------------------------------------------------- |
| 1955年 （昭和30年） | 複線                                        | 19                                          | 7,320                                       | 14,664                                      | 200                                         | 最混雑区間は参宮橋 → 南新宿間                                             |
| 1960年 （昭和35年） | 複線                                        | 26                                          | 15,246                                      | 27,701                                      | 182                                         |                                                                           |
| 1965年 （昭和40年） | 複線                                        | 30                                          | 21,137                                      | 48,743                                      | 231                                         | 最混雑区間を世田谷代田 → 下北沢間に変更                                   |
| 1970年 （昭和45年） | 複線                                        | 28                                          | 26,600                                      | 61,707                                      | 232                                         |                                                                           |
| 1971年 （昭和46年） | 複線                                        | 28                                          | 27,606                                      | 63,607                                      | 230                                         |                                                                           |
| 1972年 （昭和47年） | 複線                                        | 29                                          | 29,156                                      | 64,001                                      | 220                                         |                                                                           |
| 1973年 （昭和48年） | 複線                                        | 29                                          | 29,542                                      | 65,595                                      | 222                                         |                                                                           |
| 1974年 （昭和49年） | 複線                                        | 29                                          | 29,542                                      | 66,990                                      | 227                                         |                                                                           |
| 1975年 （昭和50年） | 複線                                        | 29                                          | 29,596                                      | 67,887                                      | 229                                         |                                                                           |
| 1976年 （昭和51年） | 複線                                        | 29                                          |                                             | 69,116                                      | 212                                         |                                                                           |
| 1977年 （昭和52年） | 複線                                        | 29                                          | 33,754                                      | 69,442                                      | 206                                         | 1977年7月1日、本厚木 - 新宿間で急行の10両運転開始                         |
| 1978年 （昭和53年） | 複線                                        | 29                                          | 34,320                                      | 70,700                                      | 206                                         |                                                                           |
| 1979年 （昭和54年） | 複線                                        | 29                                          | 34,720                                      | 71,303                                      | 205                                         |                                                                           |
| 1980年 （昭和55年） | 複線                                        | 29                                          | 35,286                                      | 72,255                                      | 205                                         |                                                                           |
| 1981年 （昭和56年） | 複線                                        | 29                                          | 35,562                                      | 72,476                                      | 204                                         |                                                                           |
| 1982年 （昭和57年） | 複線                                        | 29                                          | 35,562                                      | 73,755                                      | 207                                         |                                                                           |
| 1983年 （昭和58年） | 複線                                        | 29                                          | 35,948                                      | 75,009                                      | 209                                         |                                                                           |
| 1984年 （昭和59年） | 複線                                        | 29                                          | 35,948                                      | 73,335                                      | 207                                         | 1984年4月9日、東急田園都市線中央林間まで延伸                              |
| 1985年 （昭和60年） | 複線                                        | 29                                          | 35,948                                      | 74,100                                      | 206                                         |                                                                           |
| 1986年 （昭和61年） | 複線                                        | 29                                          | 35,948                                      | 74,940                                      | 208                                         |                                                                           |
| 1987年 （昭和62年） | 複線                                        | 29                                          | 35,948                                      | 75,663                                      | 210                                         |                                                                           |
| 1988年 （昭和63年） | 複線                                        | 29                                          | 37,036                                      | 76,805                                      | 207                                         |                                                                           |
| 1989年 （平成元年） | 複線                                        | 29                                          | 37,036                                      | 77,151                                      | 208                                         |                                                                           |
| 1990年 （平成02年） | 複線                                        | 29                                          | 38,396                                      | 77,230                                      | 201                                         |                                                                           |
| 1991年 （平成03年） | 複線                                        | 29                                          | 38,336                                      | 77,926                                      | 203                                         | 1991年4月1日、1000形ワイドドア車運転開始                                  |
| 1992年 （平成04年） | 複線                                        | 29                                          | 38,414                                      | 77,765                                      | 202                                         |                                                                           |
| 1993年 （平成05年） | 複線                                        | 29                                          | 38,486                                      | 76,987                                      | 200                                         |                                                                           |
| 1994年 （平成06年） | 複線                                        | 29                                          | 38,540                                      | 76,603                                      | 199                                         |                                                                           |
| 1995年 （平成07年） | 複線                                        | 29                                          | 38,612                                      | 76,261                                      | 198                                         |                                                                           |
| 1996年 （平成08年） | 複線                                        | 29                                          | 38,612                                      | 74,330                                      | 193                                         |                                                                           |
| 1997年 （平成09年） | 複線                                        | 29                                          | 38,576                                      | 74,139                                      | 192                                         | 1997年6月23日、喜多見 - 和泉多摩川間複々線化                              |
| 1998年 （平成10年） | 複線                                        | 29                                          | 38,612                                      | 73,758                                      | 191                                         |                                                                           |
| 1999年 （平成11年） | 複線                                        | 29                                          | 38,612                                      | 73,315                                      | 190                                         |                                                                           |
| 2000年 （平成12年） | 複線                                        | 29                                          | 38,576                                      | 73,435                                      | 190                                         |                                                                           |
| 2001年 （平成13年） | 複線                                        | 29                                          |                                             |                                             | 190                                         |                                                                           |
| 2002年 （平成14年） | 複線                                        | 29                                          | 38,566                                      | 72,995                                      | 189                                         |                                                                           |
| 2003年 （平成15年） | 複線                                        | 29                                          | 38,566                                      | 72,579                                      | 188                                         |                                                                           |
| 2004年 （平成16年） | 複線                                        | 29                                          | 38,614                                      |                                             | 188                                         | 2004年9月26日、経堂 - 喜多見間複々線化・11月21日、梅ヶ丘 - 経堂間複々線化 |
| 2005年 （平成17年） | 複線                                        | 29                                          | 38,614                                      | 72,519                                      | 188                                         |                                                                           |
| 2006年 （平成18年） | 複線                                        | 29                                          | 38,582                                      | 73,317                                      | 190                                         |                                                                           |
| 2007年 （平成19年） | 複線                                        | 29                                          | 38,582                                      | 74,065                                      | 192                                         |                                                                           |
| 2008年 （平成20年） | 複線                                        | 29                                          | 38,494                                      | 73,608                                      | 191                                         |                                                                           |
| 2009年 （平成21年） | 複線                                        | 29                                          | 38,230                                      | 71,445                                      | 187                                         |                                                                           |
| 2010年 （平成22年） | 複線                                        | 29                                          | 38,230                                      | 72,052                                      | 188                                         |                                                                           |
| 2011年 （平成23年） | 複線                                        | 29                                          | 38,230                                      | 71,195                                      | 186                                         |                                                                           |
| 2012年 （平成24年） | 複線                                        | 29                                          | 38,407                                      | 72,124                                      | 188                                         |                                                                           |
| 2013年 （平成25年） | 複線                                        | 29                                          | 38,407                                      | 72,312                                      | 188                                         |                                                                           |
| 2014年 （平成26年） | 複線                                        | 29                                          | 38,395                                      | 72,529                                      | 189                                         |                                                                           |
| 2015年 （平成27年） | 複線                                        | 29                                          | 38,428                                      | 73,573                                      | 191                                         |                                                                           |
| 2016年 （平成28年） | 複線                                        | 29                                          | 38,347                                      | 73,816                                      | 192                                         |                                                                           |
| 2017年 （平成29年） | 複線                                        | 29                                          | 38,347                                      | 74,554                                      | 194                                         | 2018年3月3日、代々木上原 - 梅ヶ丘間および和泉多摩川 - 登戸間複々線化      |
| 2017年 （平成29年） | 複々線                                      | 36                                          | 49,416                                      | 74,554                                      | 151                                         | 2018年3月3日、代々木上原 - 梅ヶ丘間および和泉多摩川 - 登戸間複々線化      |
| 2018年 （平成30年） | 複々線                                      | 36                                          | 48,300                                      | 75,842                                      | 157                                         |                                                                           |
| 2019年 （令和元年） | 複々線                                      | 36                                          | 48,858                                      | 77,216                                      | 158                                         |                                                                           |
| 2020年 （令和02年） | 複々線                                      | 36                                          | 49,646                                      | 58,765                                      | 118                                         |                                                                           |
| 2021年 （令和03年） | 複々線                                      | 36                                          | 50,278                                      | 58,585                                      | 117                                         |                                                                           |
| 2022年 （令和04年） | 複々線                                      | 37                                          | 48,878                                      | 62,589                                      | 128                                         |                                                                           |